# Arles
Pour l’article ayant un titre homophone, voir Harle.
Pour les articles homonymes, voir Arles (homonymie).
Arles est une commune française, sous-préfecture du département des Bouches-du-Rhône, en région Provence-Alpes-Côte d'Azur en France. La ville, chef-lieu de l'arrondissement d'Arles, est la commune de France métropolitaine la plus étendue avec quelque 75 893 hectares (malgré plusieurs déductions successives), et la plus peuplée de la Camargue. La ville est traversée par le Rhône.
Cette ville, dont les habitants sont appelés Arlésiens, a plus de 2 500 ans. Ville emblématique de la Gaule chrétienne, elle fut l'évêché d'Hilaire d'Arles et de Césaire d'Arles. Des monuments remarquables ont été construits pendant l’Antiquité à l’époque romaine, comme le théâtre antique, les arènes, les Alyscamps, les thermes de Constantin ou encore le cirque romain. En 2004, un bateau antique, le chaland Arles-Rhône 3 datant de la Rome antique est découvert dans le Rhône entre les deux ponts de la ville. Il est aujourd’hui exposé au musée départemental d’Arles antique, agrandi pour mettre en valeur cette découverte et permettre son exposition. En 2007, c’est un buste en marbre ressemblant à Jules César qui est découvert dans le Rhône, lui aussi exposé dans le même musée. En raison de son important patrimoine, la cité est classée Ville d'art et d'histoire et ses monuments romains et romans sont inscrits sur la liste du patrimoine mondial de l'humanité depuis 1981, par l'UNESCO.
Ouverte au tourisme qui est la première activité de la ville, elle accueille de nombreuses festivités tout le long de l'année : les Feria d'Arles en avril et septembre, les Rencontres internationales de la photographie, les Suds, Arelate, le Festival du dessin ainsi que les Calend'Arles en hiver.
La commune a obtenu deux fleurs au concours des villes et villages fleuris ainsi que trois libellules au label des villes nature.

## Géographie

### Localisation
La ville d’Arles se trouve dans le Sud-Est de la France. Les campagnes arlésiennes sont très étendues et représentent la majeure partie du territoire communal. Elles sont organisées en quatre ensembles naturels bien distincts : au nord, la plaine du Trébon et les Alpilles, à l’est, la Crau et au sud, la Camargue dont la commune d’Arles possède la plus grande partie de la superficie (avec les Saintes-Maries-de-la-Mer, troisième plus vaste commune de France métropolitaine, moitié moins étendue qu’Arles qui s'étend sur 758,93 km2).

### Communes limitrophes
Les communes limitrophes sont Port-Saint-Louis-du-Rhône, Fos-sur-Mer, Saint-Martin-de-Crau, Paradou, Fontvieille, Tarascon, Beaucaire, Fourques, Saint-Gilles et Les Saintes-Maries-de-la-Mer.

### Topographie

#### La ville et ses territoires
Arles est le lieu où commence le delta du Rhône et qui constitue la porte de la Camargue. La ville initiale construite au VIe siècle av. J.-C. sur un rocher dominant la rive gauche du Grand-Rhône (coordonnées géographiques : 43° 40′ 41″ N, 4° 37′ 46″ E) s’est développée ensuite à l’ouest, sur la rive droite (quartier de Trinquetaille) puis au sud (quartiers du Vieux-Bourg, de la Roquette et de Barriol) et au nord (quartiers Montplaisir et du Trébon). La présence de marais à l’est a limité son développement dans cette direction. Durant l'âge du fer (VIIIe – IIe siècle av. J.-C.), Arles constitue un oppidum, l'un des principaux de la Celtique méditerranéenne.

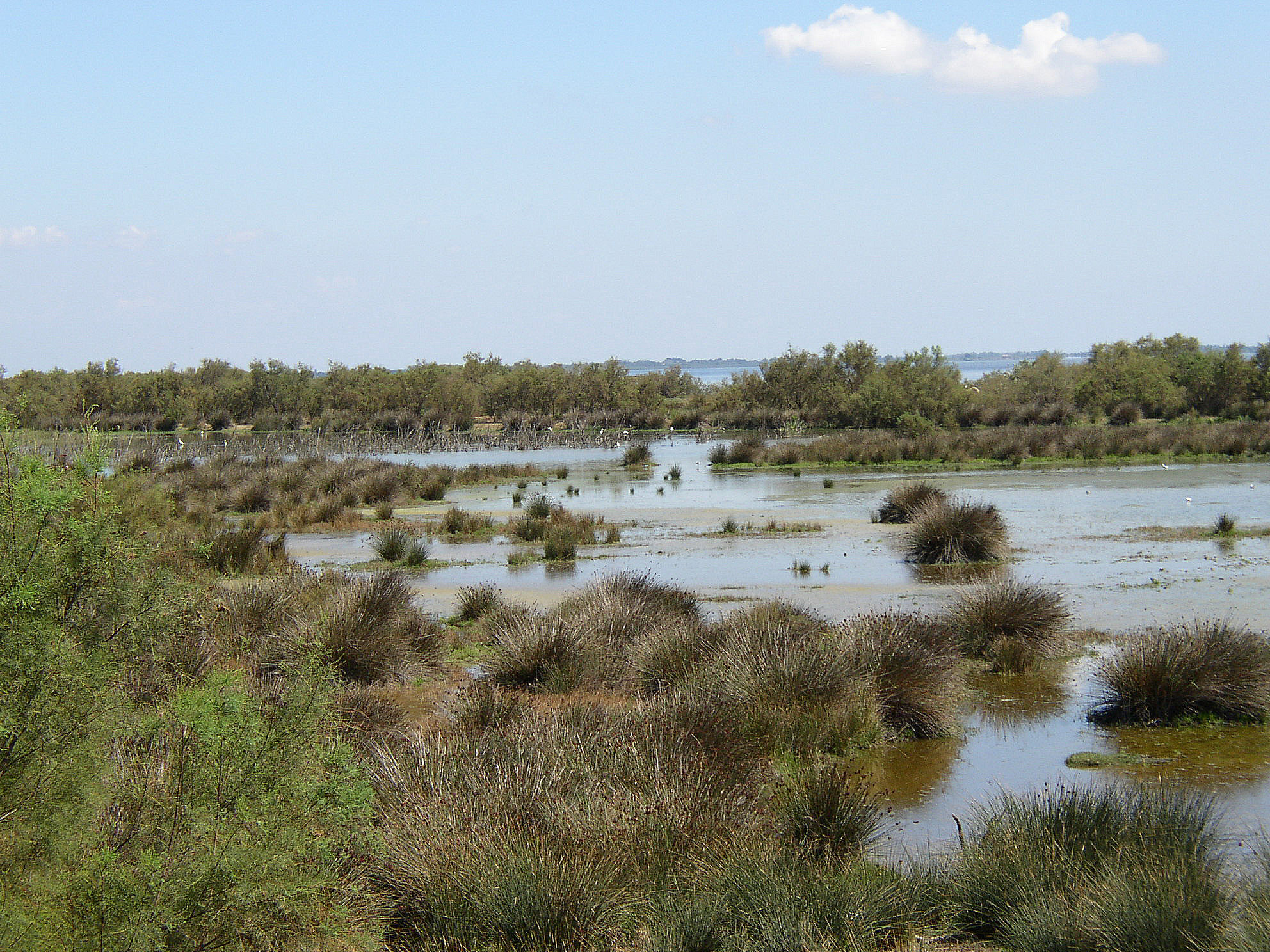
Sansouire et étang en Camargue.

La ville d’Arles est fortement marquée par la présence du Rhône qui coupe la ville en deux et qui reste, encore même de nos jours, une menace comme lors de la crue de 2003.

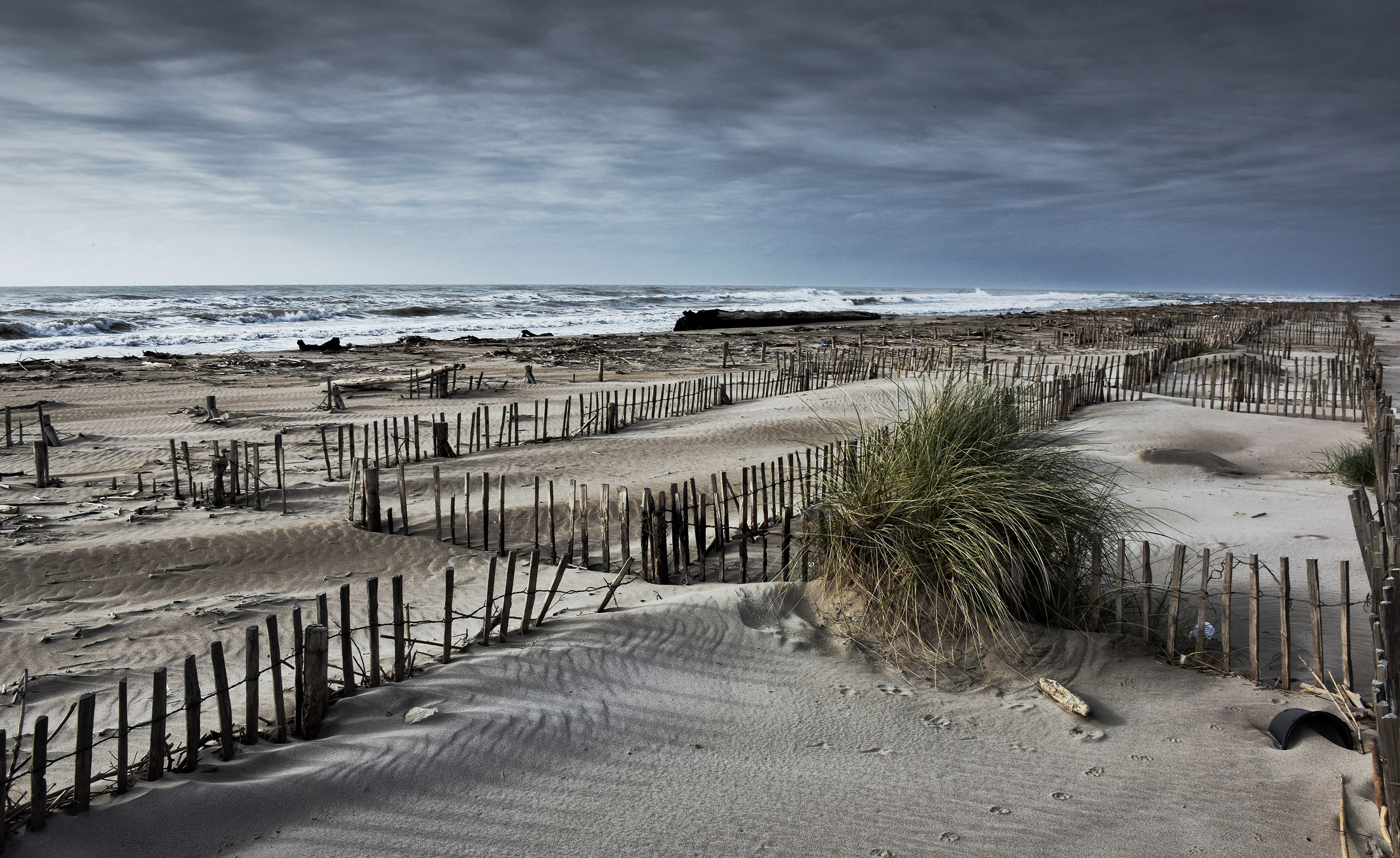
Plage de Piémanson (Salin-de-Giraud, Arles).

La commune d’Arles est, de très loin, la plus étendue de toutes les communes de France métropolitaine. Avec sa superficie d'environ 759 km2, elle est grande comme trois fois Marseille (240 km2), quasiment sept fois Toulouse (110 km2) ou Paris (105 km2), dix fois Saint-Étienne ou Strasbourg (78 km2), quinze fois Bordeaux (50 km2) ou Lyon (48 km2), vingt-et-une fois Lille (35 km2).
Son territoire comprend trois espaces naturels remarquables : au nord les Alpilles, au sud la Camargue dont elle possède la plus grande partie de la superficie (avec les Saintes-Maries-de-la-Mer, troisième plus vaste commune de France métropolitaine, moitié moins étendue qu’Arles) et à l'est la Crau avec Saint-Martin-de-Crau qui faisait partie de la commune d'Arles jusqu'en 1925.
Outre la ville proprement dite située au nord du territoire, la commune d'Arles inclut de nombreux bourgs et hameaux éloignés, notamment Albaron, Gageron, Mas-Thibert, Moulès, Raphèle-lès-Arles, Saliers, Salin-de-Giraud et Le Sambuc.

#### Les Alpilles

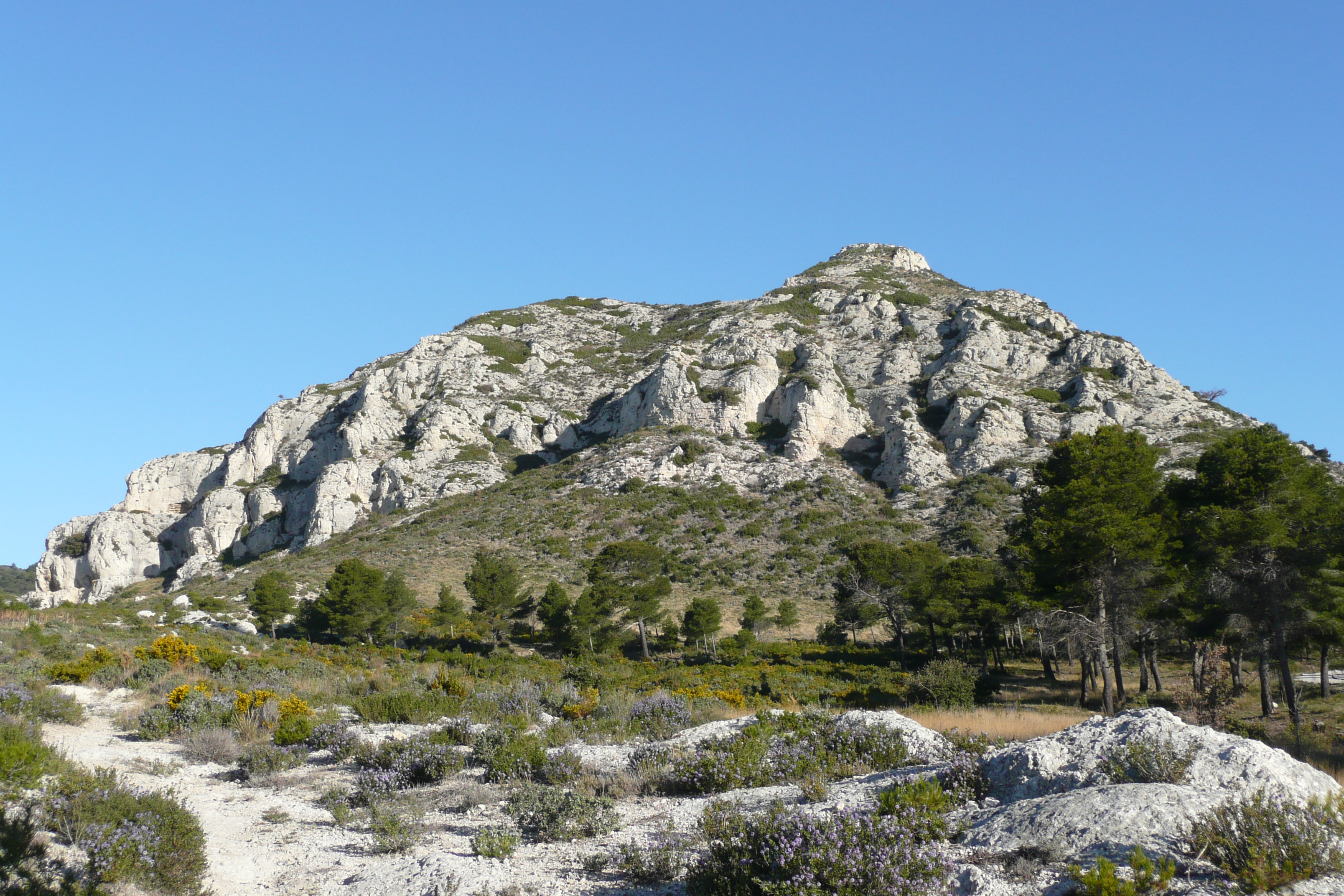
Les Alpilles, près de Maussane les Alpilles.

Les Alpilles arlésiennes, qui correspondent au sud de ce petit massif, commencent à partir du monastère de Montmajour, bâti sur un îlot surplombant une plaine marécageuse asséchée à plusieurs reprises sous les Romains, au Xe siècle puis aux XVIe et XVIIe siècles et enfin au XIXe siècle. Elles longent du nord à l’est, les villages de Fontvieille, avec le moulin de Daudet, du Paradou, de Maussane-les-Alpilles et de Mouriès.
Il s’agit essentiellement d’une zone rocailleuse vallonnée avec un habitat clairsemé, principalement orientée vers le tourisme et des productions agricoles comme les plantations d’oliviers.

#### La Crau

Limites approximatives de la Crau.

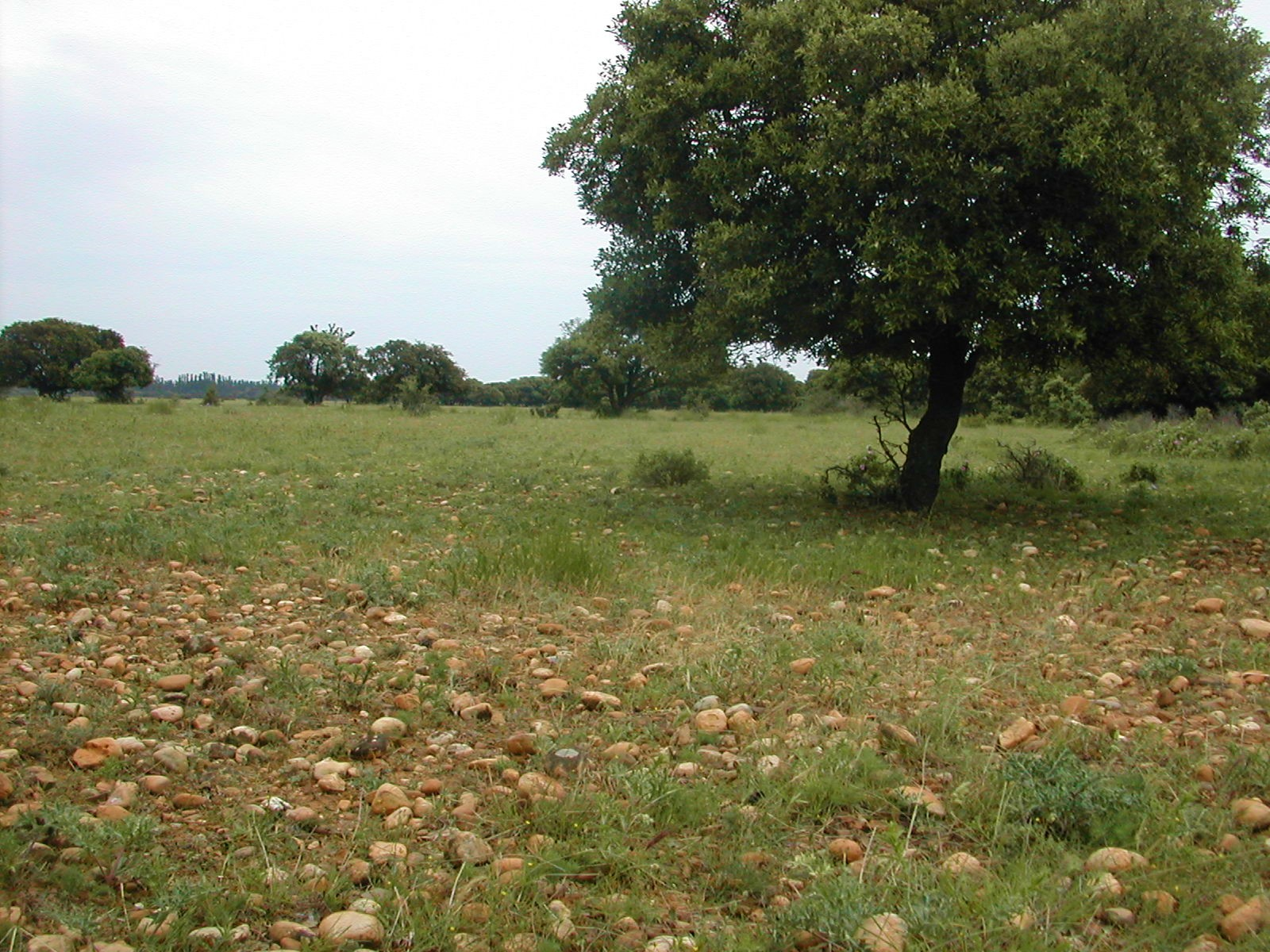
Paysage de la Crau à Saint-Martin-de-Crau.

La Crau est située à l’est d’Arles et s’étend jusqu’à l’étang de Berre. C'est une zone alluviale constituée par la Durance avant que celle-ci ne soit capturée par le Rhône vers 70000 av. J.-C..
La Crau arlésienne comprend les villages de Pont-de-Crau, Raphèle et Moulès et jouxte à l’est la commune de Saint-Martin-de-Crau. Elle s’étend sur environ 20 000 hectares de terres agricoles consacrés aux cultures maraîchères et fruitières, à la production de foin et à l’élevage ovin.

#### La Camargue

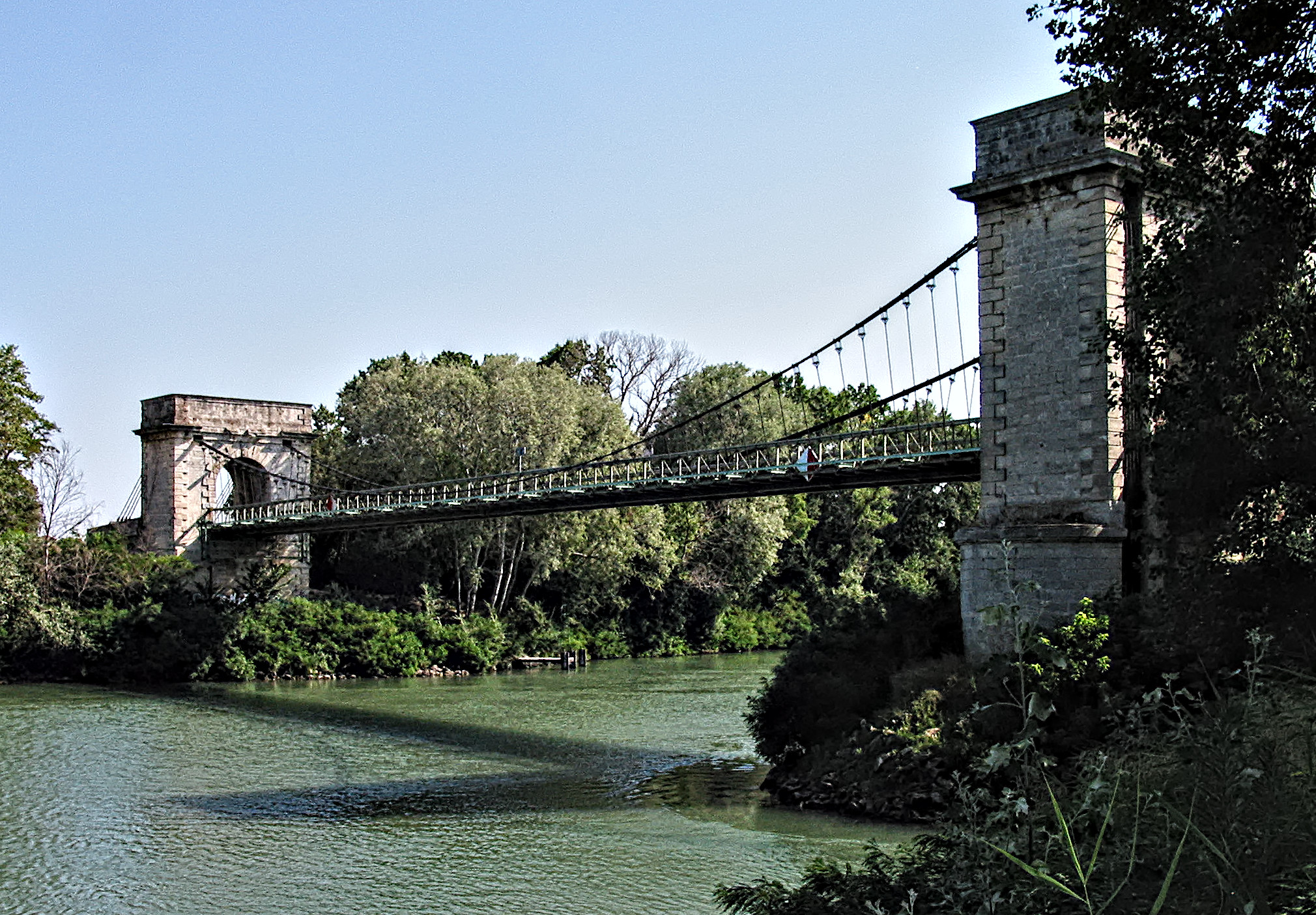
Le vieux pont de Fourques sur le Petit-Rhône.

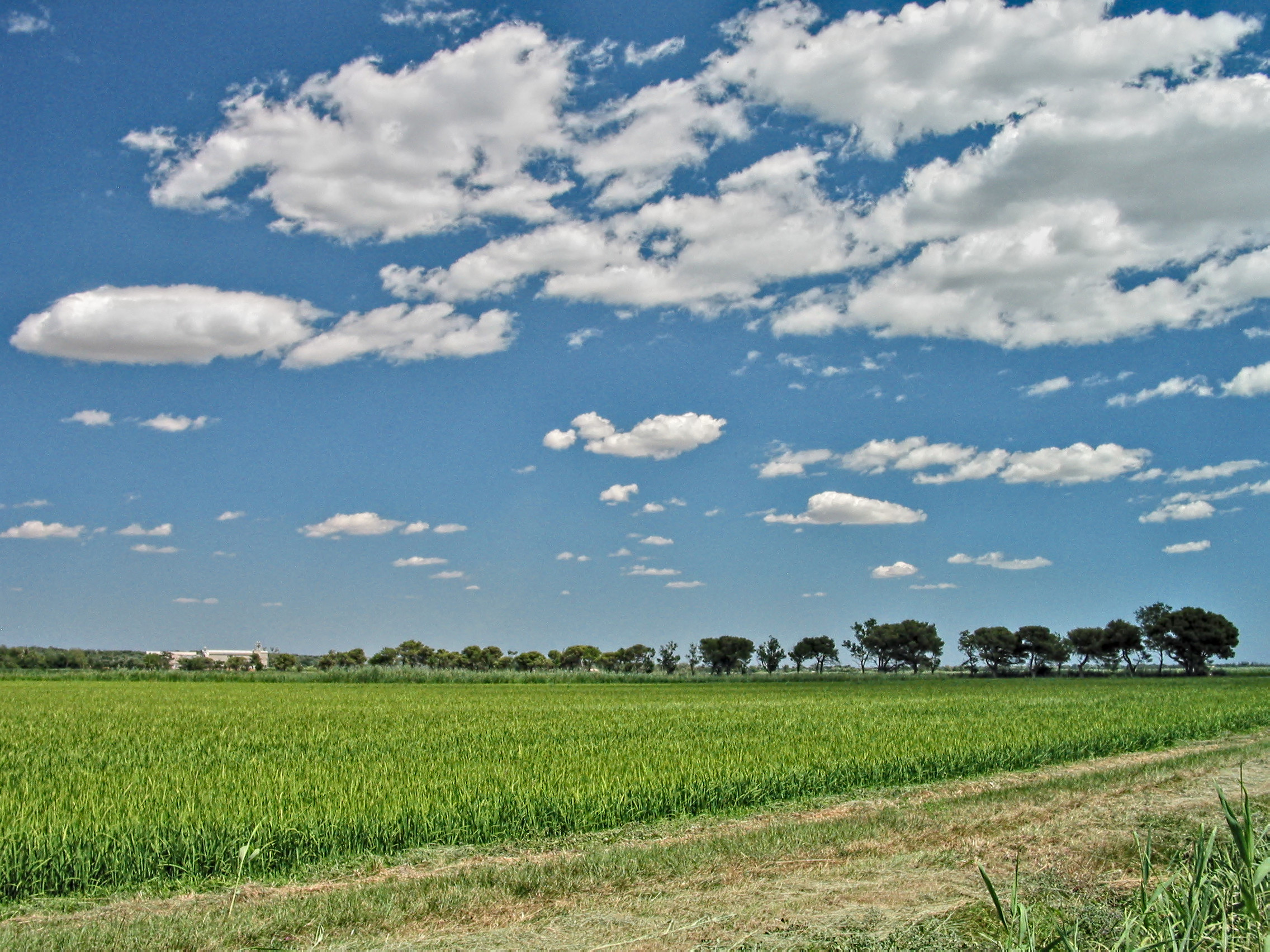
Rizière en Camargue.

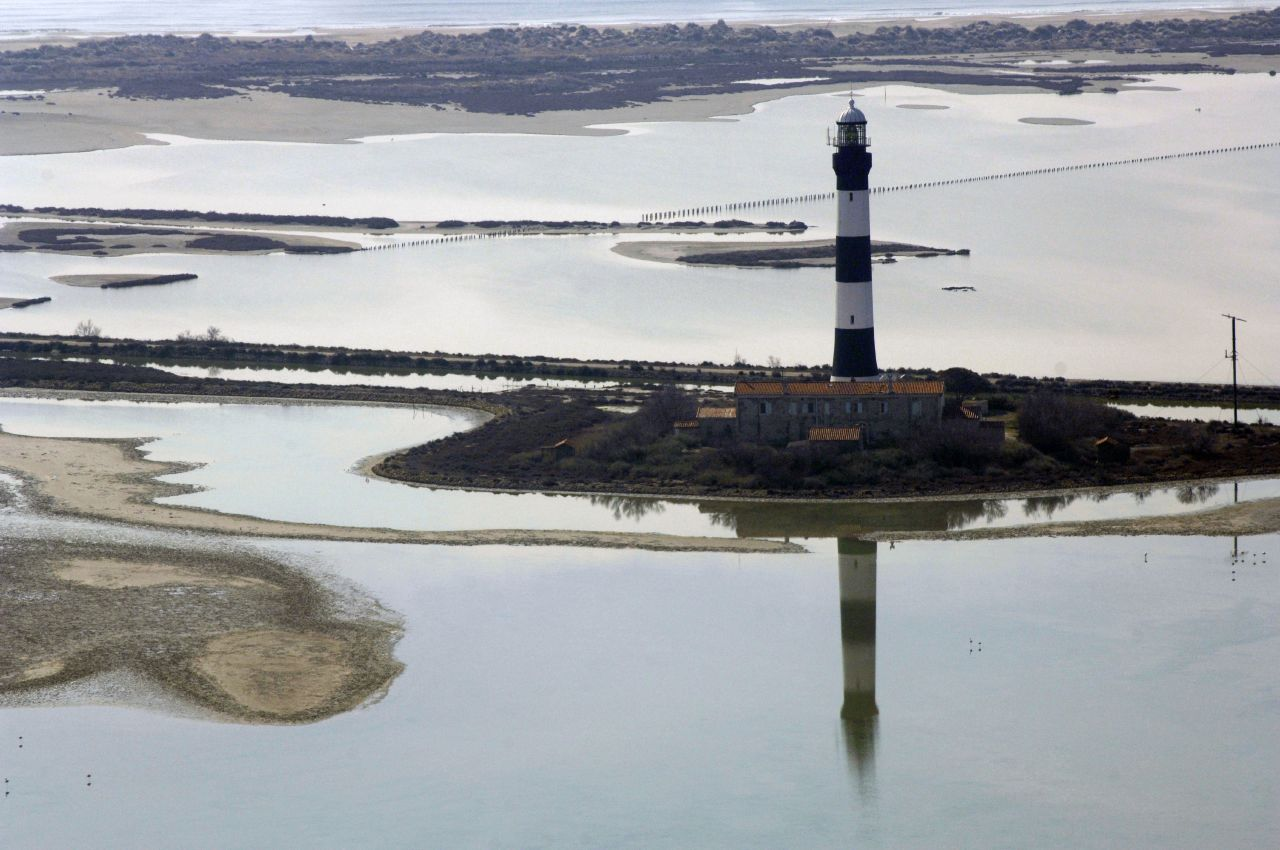
Le phare de Faraman sur le rivage de la Camargue arlésienne.

La Camargue arlésienne, terre deltaïque, dépend administrativement du canton d'Arles-Ouest de l'arrondissement d'Arles. Elle s'étend environ sur 40 000 hectares du nord au sud-est du delta du Rhône et sur la rive gauche du Grand-Rhône.
Elle est constituée de trois Camargues bien distinctes : la Camargue (proprement dite), la petite Camargue et le plan du bourg.
- La Camargue est comprise entre les deux bras du Rhône (le delta du Rhône).
- La petite Camargue est située dans le département du Gard, à l'ouest du Rhône.
- Le plan du bourg se situe dans le département des Bouches-du-Rhône à l'est du grand Rhône.

Véritable île, la Camargue ne dispose que de six ponts et deux bacs qui la relient au Languedoc et au reste de la Provence : le pont de Saint-Gilles, le pont de l'A54 entre Fourques et Arles, les deux ponts de Fourques, les deux ponts d'Arles au nord, le bac du Sauvage sur le Petit Rhône et le bac de Barcarin sur le Grand Rhône (pour lequel un projet de pont se fait toujours attendre). Un septième pont, le pont de Sylvéréal (à la limite sud de Vauvert) permet la traversée du Petit Rhône.
En raison des risques d'inondation, l'habitat camarguais est clairsemé, constitué principalement de mas et de quelques villages pour la plupart très anciens bâtis sur les ségonnaux ou des buttes artificielles datant généralement de l'époque romaine. L'agglomération la plus importante Salin-de-Giraud, la seule à avoir une vocation industrielle, est récente : elle n'a été créée qu'en 1856 pour loger la population exploitant les salins.
Pendant longtemps, de l'époque grecque au XVIIIe siècle, les Arlésiens y construisent des tours pour contrôler le commerce et les navires remontant les bras du Rhône.
La Camargue arlésienne est structurée du nord-ouest au sud-est en fonction de la nature des terrains et de leur salinité. On trouve ainsi des terres céréalières, maraîchères et d'élevage, des rizières, des zones marécageuses, des salins et les lagunes côtières. L'avenir économique de cette région dépend de l'aménagement de la Camargue : la gestion des ressources, notamment de l'eau douce du Rhône entre des acteurs aux intérêts parfois opposés (producteurs de riz et exploitants des salins, par exemple), en sera un défi majeur.

### Géologie

#### Historique
L’histoire géologique des territoires arlésiens commence avec les formations sédimentaires déposées à la fin du secondaire qui constituent l’ossature des Alpilles et de la Montagnette.
À l’ère tertiaire, l’ouverture de l’axe rhodanien fracture ces structures. Ce fossé rhodanien permet plusieurs invasions marines et le dépôt de sédiments aux faciès variés, tels les grès jaunes, riches en coquilles, du quartier de l’Hauture. Sur une période s'étendant entre 6 et 5 millions d’années, les assèchements successifs de la mer Méditerranée entraînent une érosion considérable tout autour de ce qui sera l'emplacement de la cité, puis le dépôt de nouveaux sédiments.
Au quaternaire, l’émersion définitive du golfe rhodanien laisse place aux dépôts caillouteux fluviatiles, notamment ceux de la Crau apportés par la Durance qui s’écoulait jusqu’à 30000 av. J.-C. [réf. nécessaire] dans le golfe de Fos avant sa capture par le Rhône. La physionomie du delta avec la Camargue actuelle est très récente [réf. souhaitée]. Initialement plus à l’ouest, les bras du Rhône se sont progressivement déplacés vers l’est façonnant un littoral très mouvant.

#### Morphologie actuelle
Cette histoire explique les principales structures du territoire arlésien. Les contreforts des Alpilles au nord-est de la ville datent ainsi du secondaire ; la butte sur laquelle est construite la cité antique, du tertiaire ; et le reste de son territoire, du quaternaire, en distinguant la Crau au sud/sud-est formée par la Durance, et la plaine du Trébon au nord et la Camargue au sud-ouest, par le Rhône. Parmi ces derniers territoires, ceux à l’extrémité du delta sont très récents, datant parfois de moins de deux siècles.

### Hydrographie
Le Rhône traverse la ville d'Arles en y entrant par le nord-ouest et en sortant par le sud-ouest. Son régime hydraulique est caractérisé par des maxima automnaux liés aux pluies méditerranéennes, et printaniers en raison de la fonte des glaces. L'hiver présente souvent des débits soutenus, mais moins marqués et le régime hydraulique minimum est estival.

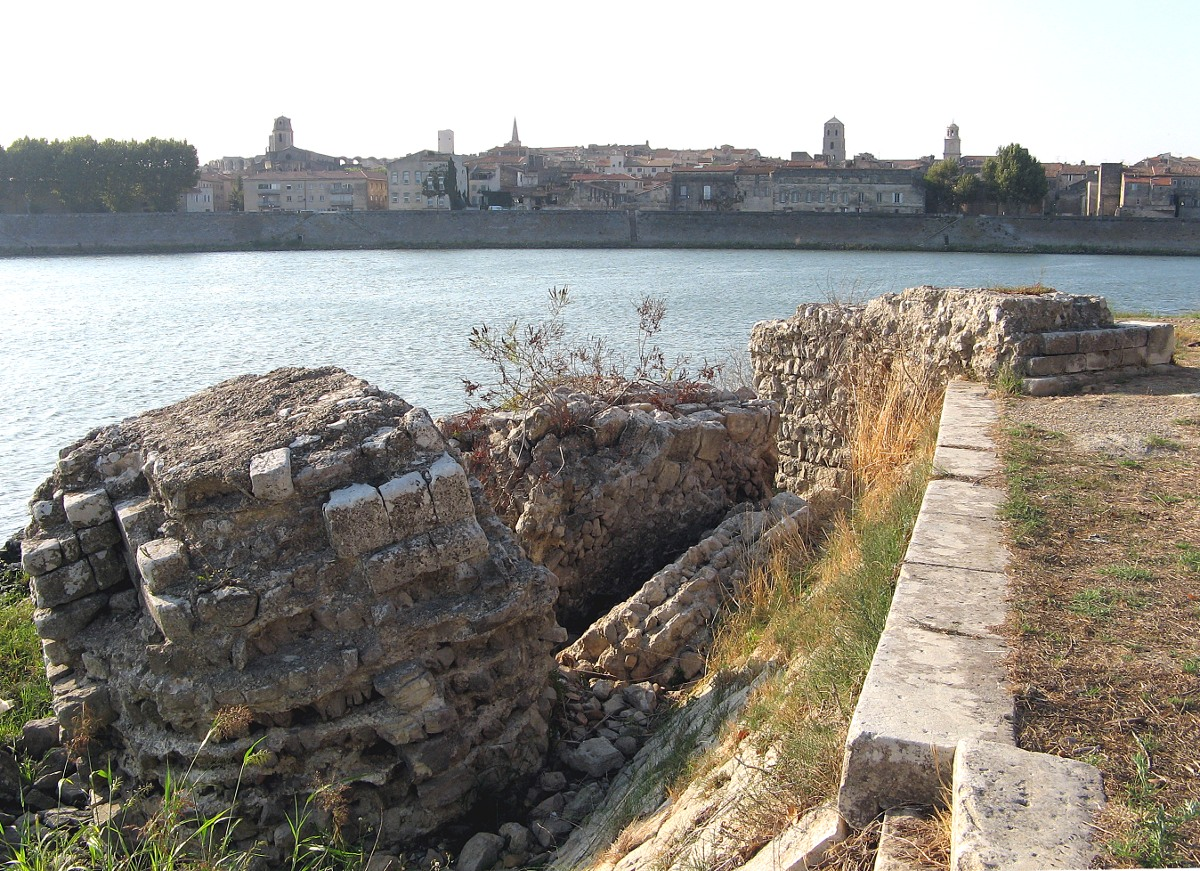
Ruines du pont romain dit de « Constantin ».

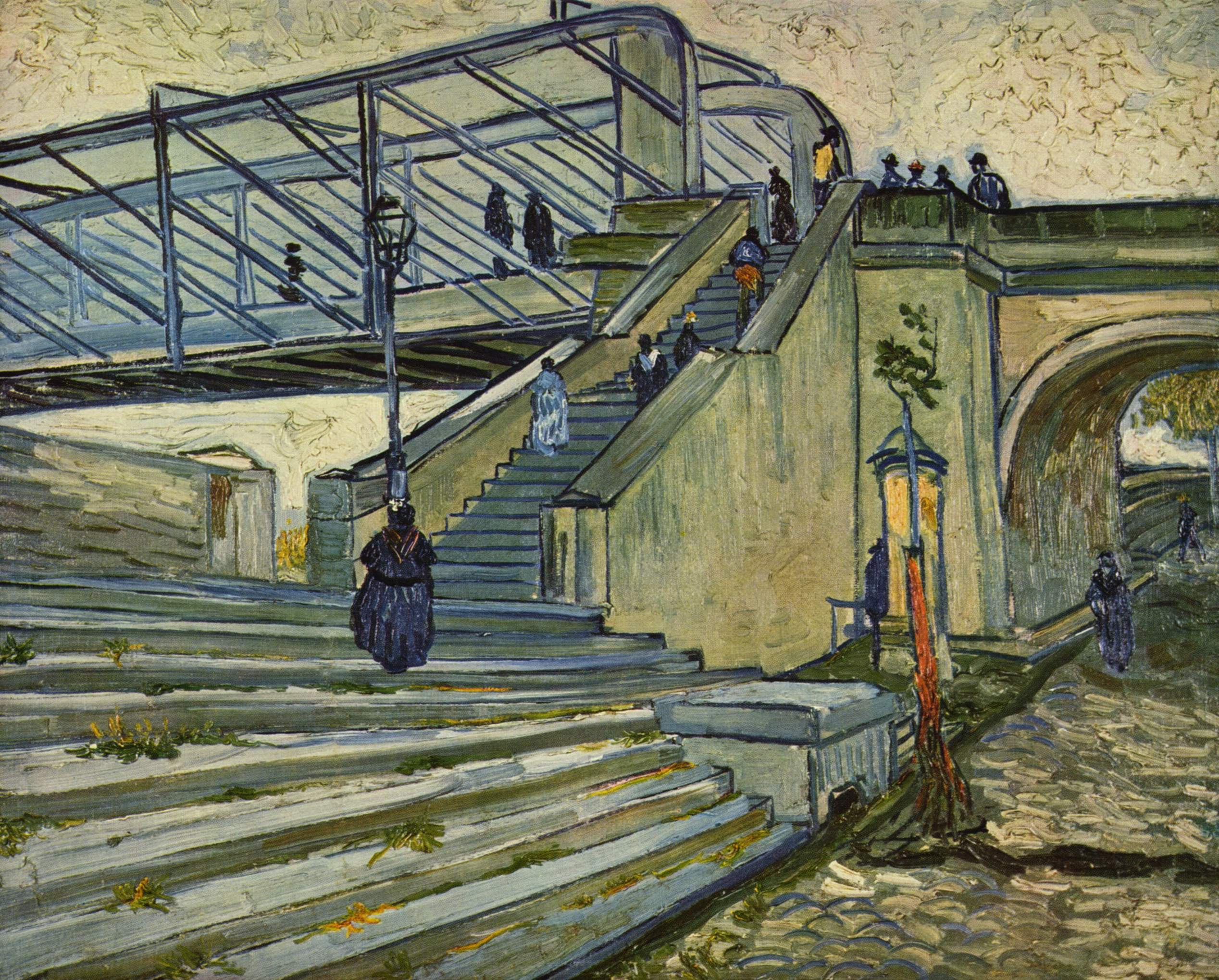
Le pont de Trinquetaille construit en 1875 et peint par van Gogh en 1888.

En raison du bassin fluvial du Rhône, il en résulte un régime hydrologique complexe, et une grande diversité dans la formation des crues et leur déroulement. On distingue les types de crue suivants :
- les crues océaniques, dans lesquelles la Saône joue un rôle prépondérant ;
- les crues méditerranéennes extensives (janvier 1994), avec une forte contribution des affluents méditerranéens de rive gauche (Durance, notamment) ;
- les crues cévenoles (septembre 2002) avec un rôle prépondérant des affluents méditerranéens de rive droite (Ardèche, Cèze, Gardon) ;
- les crues généralisées (type mai 1856).

Le Rhône est un fleuve dangereux avec qui les Arlésiens ont su autrefois compter. Toutefois, depuis le début du XXe siècle, l'expansion urbaine favorisée par un affaiblissement temporaire des crues s'est réalisée essentiellement sur des zones inondables, nécessitant désormais une surveillance renforcée.
En décembre 2003, une importante inondation, de type centenaire, touche la commune avec des conséquences économiques pour de nombreuses entreprises, dont la fermeture de l’usine Lustucru, marque de Panzani. En effet, à la suite d'une rupture de digues, près de 7 000 habitants ont été évacués et plus de 3 800 logements et 353 entreprises inondés. C'est principalement le nord de la ville qui a été affecté, notamment les quartiers du Trébon, Monplaisir et la zone industrielle Nord.
Le tout premier pont d'Arles traversant le Rhône était probablement un pont de bateaux romain, remplacé par le pont de Constantin au IVe siècle. Du Moyen Âge jusqu'au XIXe siècle, le Rhône est traversé alternativement par un bac ou un pont de bateaux. C'est finalement en 1875 que le premier pont moderne en dur est construit ; il s'agit du pont de Trinquetaille peint par van Gogh en 1888. Détruit en août 1944 par les bombardements alliés, il est reconstruit au même emplacement en 1951. Un second plus récent est mis en place en 1969, pour l’autoroute.
Le sud de la commune, dans le quartier Barriol, est le point de jonction du canal de navigation d'Arles à Bouc au Rhône, relié par une écluse.
Arles pourrait devenir la ville la plus aride de France à l'horizon 2050 selon l'hebdomadaire Marianne avec 243 jours de sécheresse annuels. Elle devrait perdre une partie de ses terres cultivables dans les prochaines décennies.

### Climat
Pour des articles plus généraux, voir Climat de Provence-Alpes-Côte d'Azur et Climat des Bouches-du-Rhône.
En 2010, le climat de la commune est de type  méditerranéen franc, selon une étude du Centre national de la recherche scientifique s'appuyant sur une série de données couvrant la période 1971-2000. En 2020, Météo-France publie une typologie des climats de la France métropolitaine dans laquelle la commune est exposée à un climat méditerranéen et située dans la région climatique Provence, Languedoc-Roussillon, caractérisée par une pluviométrie faible en été, un très bon ensoleillement (2 600 h/an), un été chaud (21,5 °C), un air très sec en été, sec en toutes saisons, des vents forts (fréquence de 40 à 50 % de vents > 5 m/s) et peu de brouillards.
Pour la période 1971-2000, la température annuelle moyenne est de 14,6 °C, avec une amplitude thermique annuelle de 17,3 °C. Le cumul annuel moyen de précipitations est de 619 mm, avec 5,5 jours de précipitations en janvier et 2,2 jours en juillet. Pour la période 1991-2020, la température moyenne annuelle observée par la station météorologique installée dans la commune est de 15,2 °C et le cumul annuel moyen de précipitations est de 569,6 mm. 
La température maximale relevée sur cette station est de 42,8 °C, atteinte le 28 juin 2019 ; la température minimale est de −12 °C, atteinte le 5 février 1963,,.
| Mois                                  | jan.            | fév.          | mars          | avril         | mai            | juin          | jui.          | août            | sep.           | oct.            | nov.            | déc.            | année     |
| ------------------------------------- | --------------- | ------------- | ------------- | ------------- | -------------- | ------------- | ------------- | --------------- | -------------- | --------------- | --------------- | --------------- | --------- |
| Température minimale moyenne (°C)     | 3,4             | 3,4           | 6,1           | 8,7           | 12,4           | 16            | 18            | 17,7            | 14,4           | 11,6            | 8,3             | 4               | 10,3      |
| Température moyenne (°C)              | 9,3             | 8             | 11,2          | 13,8          | 17,6           | 21,5          | 24,9          | 24,7            | 19,8           | 16,2            | 11,2            | 7,9             | 16,2      |
| Température maximale moyenne (°C)     | 11,3            | 12,5          | 16,2          | 19,9          | 23,8           | 29,7          | 34,8          | 34,6            | 29,3           | 23,7            | 17,2            | 11,9            | 20,1      |
| Record de froid (°C) date du record   | −5,6 07.01.1985 | −4 05.02.1963 | −1,3 02.03.05 | −0,7 08.04.21 | 2,2 04.05.1967 | 7 04.06.1984  | 11,7 18.07.00 | 10,5 29.08.1986 | 5,5 29.09.1972 | 0,3 30.10.12    | −4,4 23.11.1998 | −6,4 30.12.1964 | −12 1963  |
| Record de chaleur (°C) date du record | 26 29.01.24     | 24,1 28.02.19 | 25,7 31.03.12 | 33,3 08.04.11 | 35 31.05.01    | 42,8 28.06.19 | 44 15.07.22   | 43 01.08.01     | 37,8 01.09.16  | 32,5 02.10.1997 | 25 03.11.1970   | 20 23.12.22     | 42,8 2019 |
| Précipitations (mm)                   | 53,5            | 33,3          | 33,9          | 57,3          | 40,1           | 27            | 12,9          | 26,9            | 83,7           | 80,9            | 76,5            | 43,6            | 569,6     |

| Diagramme climatique                                  |             |             |             |              |          |            |              |              |              |             |           |
| J                                                     | F           | M           | A           | M            | J        | J          | A            | S            | O            | N           | D         |
| 11,33,453,5                                           | 12,53,433,3 | 16,26,133,9 | 19,98,757,3 | 23,812,440,1 | 29,71627 | 34,81812,9 | 34,617,726,9 | 29,314,483,7 | 23,711,680,9 | 17,28,376,5 | 11,9443,6 |
| Moyennes : • Temp. maxi et mini °C • Précipitation mm |             |             |             |              |          |            |              |              |              |             |           |

Les paramètres climatiques de la commune ont été estimés pour le milieu du siècle (2041-2070) selon différents scénarios d'émission de gaz à effet de serre à partir des nouvelles projections climatiques de référence DRIAS-2020. Ils sont consultables sur un site dédié publié par Météo-France en novembre 2022.

## Urbanisme

### Typologie
Au 1er janvier 2024, Arles est catégorisée centre urbain intermédiaire, selon la nouvelle grille communale de densité à 7 niveaux définie par l'Insee en 2022.
Elle appartient à l'unité urbaine d'Arles, une agglomération inter-régionale dont elle est ville-centre,. Par ailleurs la commune fait partie de l'aire d'attraction d'Arles, dont elle est la commune-centre,. Cette aire, qui regroupe 4 communes, est catégorisée dans les aires de 50 000 à moins de 200 000 habitants,.
La commune, bordée par la mer Méditerranée, est également une commune littorale au sens de la loi du 3 janvier 1986, dite loi littoral. Des dispositions spécifiques d’urbanisme s’y appliquent dès lors afin de préserver les espaces naturels, les sites, les paysages et l’équilibre écologique du littoral, tel le principe d'inconstructibilité, en dehors des espaces urbanisés, sur la bande littorale des 100 mètres, ou plus si le plan local d’urbanisme le prévoit.

### Occupation des sols

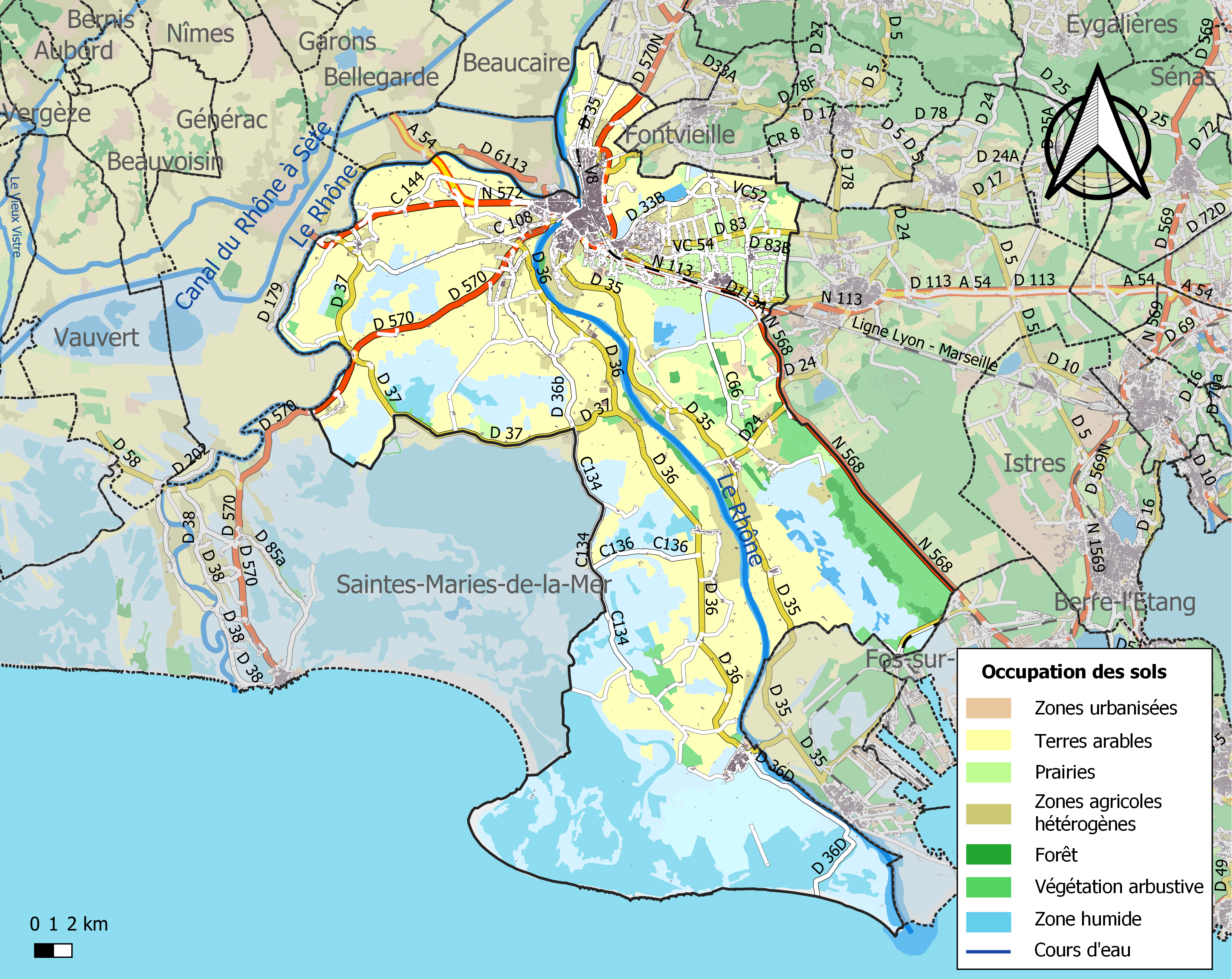
Carte des infrastructures et de l'occupation des sols de la commune en 2018 (CLC).

Le tableau ci-dessous présente l'occupation des sols de la commune en 2018, telle qu'elle ressort de la base de données européenne d’occupation biophysique des sols Corine Land Cover (CLC).
| Type d’occupation                                              | Pourcentage | Superficie (en hectares) |
| -------------------------------------------------------------- | ----------- | ------------------------ |
| Tissu urbain continu                                           | 0,1 %       | 55                       |
| Tissu urbain discontinu                                        | 1,8 %       | 1378                     |
| Zones industrielles ou commerciales et installations publiques | 0,7 %       | 508                      |
| Réseaux routier et ferroviaire et espaces associés             | 0,3 %       | 206                      |
| Équipements sportifs et de loisirs                             | 0,05 %      | 38                       |
| Terres arables hors périmètres d'irrigation                    | 6,0 %       | 4566                     |
| Rizières                                                       | 30,4 %      | 23045                    |
| Vignobles                                                      | 1,1 %       | 864                      |
| Vergers et petits fruits                                       | 0,9 %       | 697                      |
| Oliveraies                                                     | 0,05 %      | 38                       |
| Prairies et autres surfaces toujours en herbe                  | 6,9 %       | 5214                     |
| Systèmes culturaux et parcellaires complexes                   | 7,0 %       | 5271                     |
| Forêts de feuillus                                             | 1,5 %       | 1121                     |
| Pelouses et pâturages naturels                                 | 3,6 %       | 2721                     |
| Forêt et végétation arbustive en mutation                      | 0,8 %       | 600                      |
| Plages, dunes et sable                                         | 0,5 %       | 353                      |
| Marais intérieurs                                              | 3,2 %       | 2397                     |
| Marais maritimes                                               | 16,5 %      | 12496                    |
| Marais salants                                                 | 3,5 %       | 2630                     |
| Cours et voies d'eau                                           | 3,0 %       | 2248                     |
| Plans d'eau                                                    | 0,8 %       | 604                      |
| Lagunes littorales                                             | 11,4 %      | 8673                     |
| Mers et océans                                                 | 0,1 %       | 56                       |
| Source : Corine Land Cover                                     |             |                          |

### Évolution de la morphologie urbaine

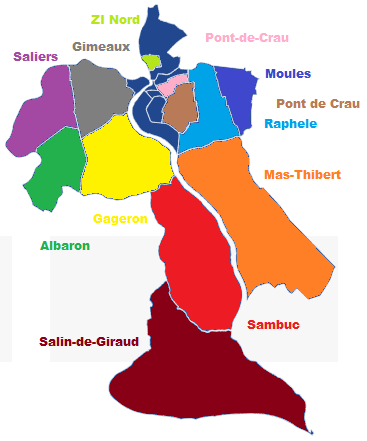
Plan général de la commune d’Arles. Villages et hameaux en couleurs

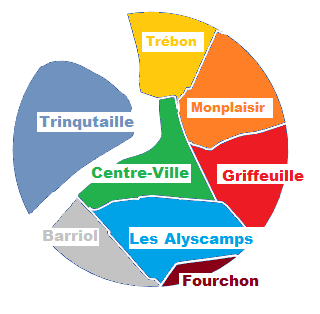
Zoom sur les différents quartier de la ville.

Tout en subissant de nombreux plans d’urbanisme, de l’antiquité à l’époque contemporaine, le centre-ville de la cité est fixé géographiquement dès la fin du XIIe siècle, tout en conservant une richesse patrimoniale qui en fait un des lieux touristiques les plus fréquentés de Provence. Les quartiers périphériques de la cité plus récents, hormis celui de Trinquetaille, reflètent les aménagements entrepris aux XIXe et XXe siècles et les transformations sociales de la cité.
Dans l’Antiquité, la ville est un des principaux sites de la Celtique méditerranéenne. Elle a été aménagée dès l’époque grecque, mais le premier plan d’urbanisme connu remonte au Ier siècle av. J.-C., sous l’empereur Auguste. Il structure encore de nos jours le centre-ville. Remaniée plusieurs fois sous les Flaviens, le Haut Empire à l’époque des Antonins, l’empereur Constantin et les empereurs de l’Antiquité tardive, la cité garde une incomparable trace de son riche passé romain, puisqu’elle devint résidence impériale. La ville se dote aussi dès les IVe et Ve siècles de lieux cultuels chrétiens qui se substituent aux temples romains. Au plus fort de son expansion, vers le premier quart du Ve siècle la ville est probablement plus peuplée que de nos jours.
Le Haut Moyen Âge est une période d’insécurité et d’épidémies. La cité se réorganise dans une enceinte réduite en exploitant comme carrières les monuments de la ville et en transformant l’amphithéâtre en place forte lotie. La fin du Xe siècle marque le début d’un renouveau économique au cours duquel Arles va se développer hors de ses murailles; de nouveaux quartiers appelés bourgs se construisent ainsi à proximité immédiate de la ville qui va à la fin du XIIe siècle les intégrer dans de nouveaux remparts entourant une cité agrandie, dont les limites sont encore visibles de nos jours au travers des vestiges de l’enceinte médiévale et des boulevards entourant la vieille ville. La fin du XIIe siècle se caractérise également par un embellissement urbain avec de nombreuses églises romanes.
Après l’installation en 1251 de la première dynastie Angevine en Provence, le déclin de la cité et surtout la terrible peste de 1348 stoppent brutalement le développement de la communauté. Pendant plus de deux siècles, la ville va vivre enfermée dans ses murs avec comme principales préoccupations urbanistiques, l’amélioration du bâti religieux et l’entretien des remparts sollicités jusqu’aux guerres de Religion.
Dès la fin du XVe siècle, la ville se transforme dans la qualité du bâti et le réaménagement du centre-ville, avec les premières restructurations de la Renaissance, les hôtels particuliers des XVIe et XVIIe siècles de nobles et de bourgeois enrichis par l’exploitation de domaines agricoles en Camargue et en Crau, la rénovation du bâti diocésain lors de la Contre-Réforme et en 1675, l’édification de l’hôtel de ville.
À compter de 1679, une politique d’alignement est entreprise par les consuls. Cette politique d’alignement qui se poursuit jusqu’à la Révolution, modifie considérablement l’aspect du centre-ville. Après la Révolution, la ville redécouvre ses monuments qui sont progressivement dégagés. Elle s’agrandit au-delà de son enceinte médiévale, s’industrialise et se dote de nombreux équipements publics lui permettant de se transformer, passant d'un gros bourg agricole à une ville ouvrière, puis touristique. Le XIXe siècle voit ainsi la réalisation d’importants travaux d’aménagement urbain : dégagement et restauration des monuments romains dès les années 1820-1830, construction d’édifices publics et de nouveaux ponts sur le Rhône, aménagement de lieux publics, réalisation des infrastructures ferroviaires de la ligne PLM vers 1845-1850, édification des quais après les inondations catastrophiques de 1841 et 1856 et percement de voies nouvelles.
Au XXe siècle, l’urbanisme arlésien se concentre sur l’amélioration de la voirie, le lotissement de nouveaux quartiers résidentiels à la périphérie de la ville médiévale (Trébon, Montplaisir, Alyscamps, Barriol, etc.) et les travaux de reconstruction à la suite des bombardements de 1944. Des infrastructures sont également réalisées à partir des années 1970 afin d’améliorer la vie des Arlésiens et le transit automobile urbain et interurbain.

### Situation actuelle et projets

Plan du centre de la ville d’Arles (2008).

Aujourd’hui, on distingue traditionnellement les quartiers de la vieille ville (Cité, Hauture, Méjan, Roquette et La Cavalerie/Portagnel), c’est-à-dire ceux situés à l’intérieur de l’enceinte médiévale, des quartiers périphériques pour la plupart d'un développement plus récent, réalisé en deux vagues principales : fin du XIXe siècle et années 1960-1970. Ainsi sur le plan ci-contre, seuls apparaissent les quartiers du centre-ville et celui de Trinquetaille sur la rive droite du Rhône .
À la date du 29 avril 2003, les projets définis par la municipalité s'articulent autour d’une meilleure adaptation de la cité aux voies de circulation automobile, d'un développement des activités et des zones d’habitation, et d'une amélioration des équipements.
Après les inondations importantes de 2003 dont a été victime la ville, des travaux considérables ont été menés pour ériger des infrastructures adaptées afin d'éviter de nouvelles catastrophes de ce type. C'est dans ce but que le « Plan Rhône » a été lancé. Ce dernier, qui s'est étalé sur plus de 10 ans, aura coûté pas moins de 30 millions d'euros.
On peut citer ainsi
- Les Minimes : un vaste projet d'aménagement avec la création d'un quartier de l’image, sur 5 hectares.
- Métamorphose de l'ancien collège Mistral, qui accueillera une maison de santé, 69 logements et des espaces pour les associations de la ville. (image ci-contre)
- Réhabilitation du marais de Beauchamps, un vaste espace qui sera aménagé en jardin au portes de la ville..
- Projet d'hôtel de luxe sur les anciens terrain de la SNCF à côté de la gare maritime, à l'étude.
- Renouvellement urbain dans le quartier de Barriol.
- Renouvellement urbain dans le quartier de Grillfeuille.
- Renouvellement urbain dans le quartier du Trébon.
- Aménagement des papeteries Étienne, un site de 24 hectares à l'étude.
- la création d'une autoroute de contournement de la ville avec à terme la possibilité de réaménager la route nationale 113 en voie urbaine pour supprimer la coupure entre le centre-ville et les quartiers périphériques (image ci-contre)
- les aménagements des entrées de la ville : désenclavement des quartiers et nouvelles activités.
- Travaux important de modernisation du Centre Hospitalier (CH d'Arles) avec la création d'un centre de consultation et l'agrandissement de locaux. (image ci-contre)

### Les quartiers
La ville est composée de dix quartiers et de 9 villages :
Classement par ordre alphabétique;
| Quartier | Alyscamps | Barriol | Centre      | Fourchon | Gimeaux      | Griffeuille | Montplaisir | Trébon et ZI Nord | Trinquetaille |
| Villages | Albaron   | Gageron | Mas-Thibert | Moules   | Pont-de-Crau | Raphele     | Saliers     | Salin-de-Giraud   | Sambuc        |

### Voies de communication et transports
| Ville    | Nîmes | Avignon | Montpellier | Marseille | Nice   | Lyon   | Toulouse | Bordeaux | Paris  |
| -------- | ----- | ------- | ----------- | --------- | ------ | ------ | -------- | -------- | ------ |
| Distance | 32 km | 35 km   | 75 km       | 87 km     | 248 km | 256 km | 304 km   | 536 km   | 712 km |

Source : itinéraire le plus court.
Les Arlésiens privilégient la voiture particulière (13 095), la marche (1 861) et les deux roues (981). Détail intéressant : un nombre important d'Arlésiens (977) travaillent sur le lieu même de leur résidence.

#### Voies routières
Arles est reliée à Nîmes et à Marseille dans le sens ouest-est par l'autoroute A54 (E80), qui est entrecoupée entre Arles et Saint-Martin-de-Crau par la voie rapide N 113. Au nord, la route nationale N 570 permet d'accéder à Avignon et à l'autoroute A7.

#### Transports en commun
Depuis le 1er septembre 2011, le réseau Envia géré par Transdev Arles (Transdev) remplace le réseau STAR (Keolis) qui fut créé en 1984, et les lignes interurbaines gérées par l'agglomération. Le nouveau réseau se compose de 6 lignes pour Arles indicées de 1 à 3 pour les lignes «essentielles» et de 4 à 6 pour les lignes «locales», 3 lignes interurbaines «Agglo» vers Salins-de-Giraud, Saint-Martin-de-Crau et Tarascon (10, 20, 30), de trois navettes à Arles, Tarascon et Saint-Martin-de-Crau appelées «Navia» (A, T, S) et d'un service de transport à la demande, «Envia à la demande». Une gare routière est colocalisée avec la gare SNCF. Une seconde gare routière se trouve en partie sur le boulevard Georges Clemenceau et la place Gabriel Péri.

#### Transports ferroviaires

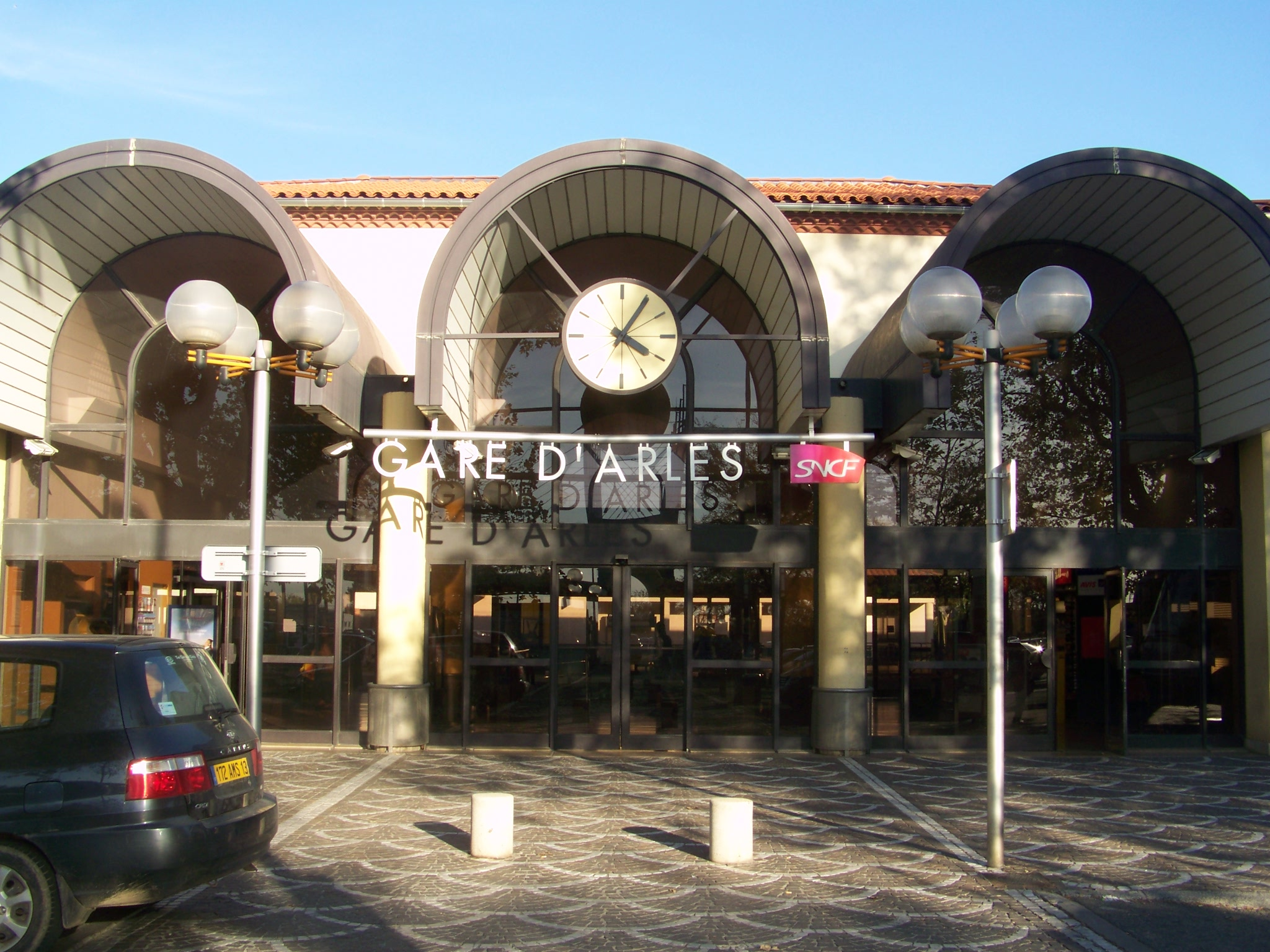
Gare ferroviaire d'Arles.

La gare d'Arles, située au nord de la ville dans le quartier du Trébon, a pour origine une intervention de l'écrivain-député Lamartine. Bâtie en 1848 lors de la création de la ligne Avignon - Marseille, elle a perdu la majorité de son trafic ferroviaire grandes lignes, depuis la création de la ligne à grande vitesse (LGV) Méditerranée.

#### Transports maritimes et fluviaux

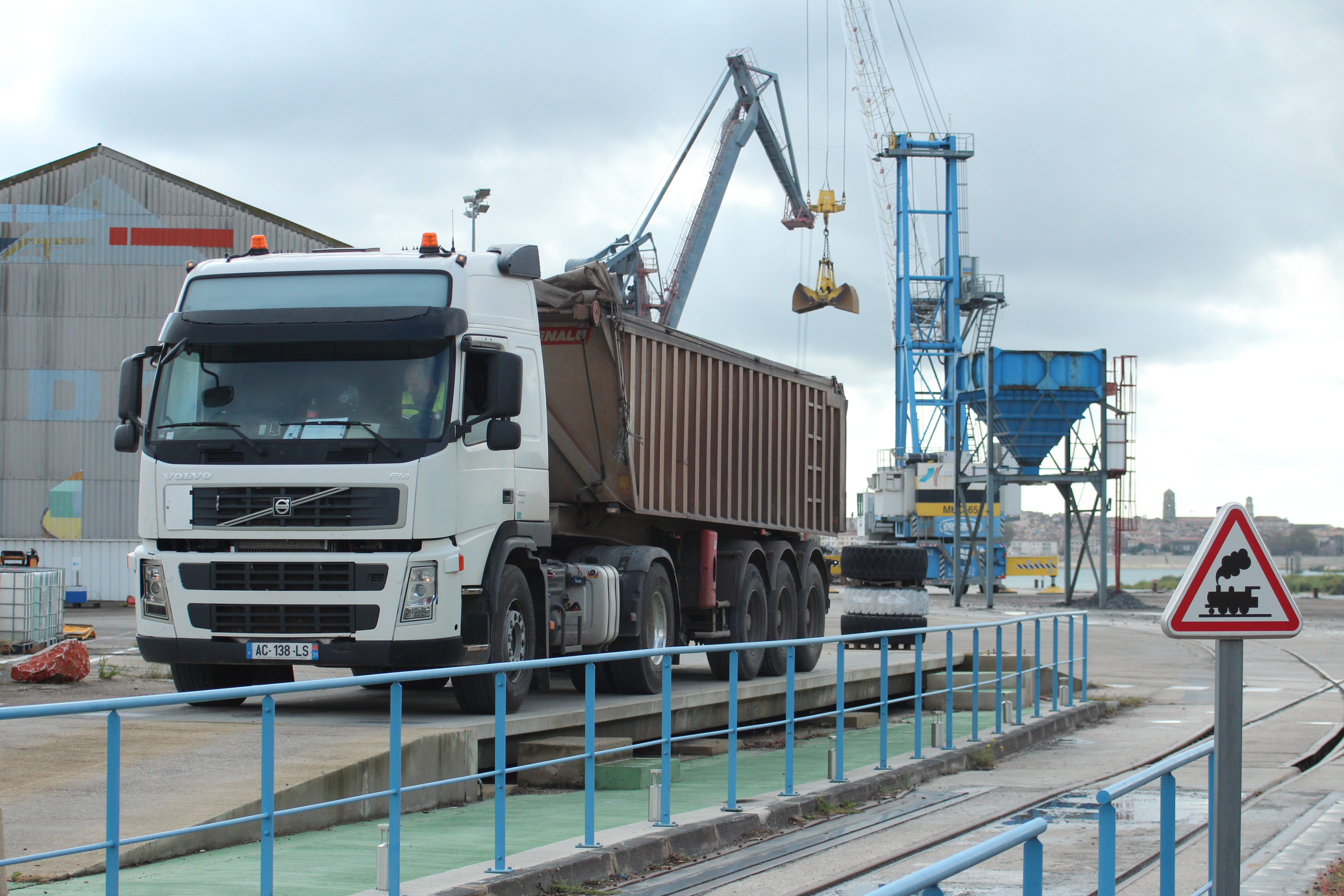
Port fluvial d'Arles

Premier port sur la partie en aval du Rhône, le port fluvial d'Arles s'étend au nord de la ville sur 11 hectares et comprend 400 m2 d'entrepôts clôturés et gardés. Il dispose également de 40 hectares pour l'accueil des entreprises du transport et de la logistique. Il peut accueillir des navires jusqu'à 3 000 tonnes, et assure plus de trente liaisons purement fluviales, (via le Rhône, ses affluents et le réseau européen de canaux) ou fluvio-maritimes (via le Rhône et la Méditerranée) : pays de l'Est, Maghreb, Europe du Nord et du Sud, Proche-Orient. Sa conception, avec les voies ferrées à bord de quai, permet la liaison eau-rail en acceptant le trafic ferroviaire, depuis le wagon isolé jusqu'au train complet. En un an, 520 000 tonnes de marchandises et 350 bateaux y sont traités.

#### Transports aériens
Arles ne possède pas son propre aéroport. La ville dispose de plusieurs accès aux lignes aériennes. Elle est située à 25 km de Garons (aéroport de Nîmes-Garons), 65 km de Marignane (aéroport Marseille-Provence), et 75 km de Fréjorgues (aéroport de Montpellier-Méditerranée).

## Toponymie

### Attestations anciennes
On trouve Arelate (dans la Guerre des Gaules), Arlate en 954, et Arle au XIIIe siècle.

### Étymologie
Le nom de la ville s'écrit Arle en provençal. Le nom d’Arles procède d’Arelate.
Albert Dauzat a vu dans Arelate un thème pré-indo-européen ar-el à valeur oronymique ou hydronymique avec un suffixe pré-celtique -ate.
Cependant plus récemment, les toponymistes et spécialistes du celtique ancien reconnaissent un composé celtique Are-late, basé sur are « devant, près de » (voir Armorique) et late « marais » cf. gallois llaid « boue », breton lez « boue » et vieil irlandais laith « marais, boisson », d'où le sens global de « (lieu situé) devant les marais ». On rapproche le celtique *lati (> -late) du vieux haut allemand letto « limon » et du latin latex « liquide », entre autres. Cette appellation convenait effectivement au site de la Arles antique qui était entouré de marais.
On trouve également cette racine late dans d’autres toponymes attribués à des bourgs situés dans des zones de marais, notamment en Provence ou en Languedoc-Roussillon : Lattara du nom de Latera, le site archéologique proche de la ville de Lattes,, par référence aux terrains marécageux qui entourent la cité.

### «En Arles»
Comme pour les plou- et les gui- bas bretons, on dit et entend parfois « en Arles » : Son influence s’étend en Arles et en Provence.
Cet usage, commun à Arles et à Avignon, remonte sans doute au temps où Arles n’était pas seulement une ville, mais un royaume. Il s’explique aussi par la fréquence de l’expression le pays d’Arles, souvent employée dans la région à cause de l’étendue de la commune. Lorsqu’on ne parle que de la ville d’Arles elle-même, la forme qui tend actuellement à s'imposer est « à Arles », mais cela n'empêche nullement « en Arles » d'être un archaïsme et un particularisme régional non condamnés par l'Académie française elle-même ; elle s'en explique d'ailleurs sur son site :

« On ne saurait condamner les tournures en Arles, en Avignon, bien attestées chez les meilleurs auteurs, et qui s’expliquent à la fois comme archaïsme (l’usage de « en » au lieu de « à » devant les noms de villes, surtout commençant par une voyelle, était beaucoup plus répandu à l’époque classique) et comme régionalisme provençal. Il semble cependant que cet emploi de « en » soit en régression. Rien ne justifie qu’on l’applique à d’autres villes : on ne dira pas « en Arras », « en Amiens », etc.. »

En outre, le provençal ayant horreur du hiatus, des lettres euphoniques sont fréquemment utilisées : à z'Ais (à Aix), à n'Avignoun (à Avignon), à n'Arle (à Arles). Les expressions « en Arles » comme « en Avignon » peuvent également venir d'une adaptation de cette formulation.

## Histoire

### Antiquité

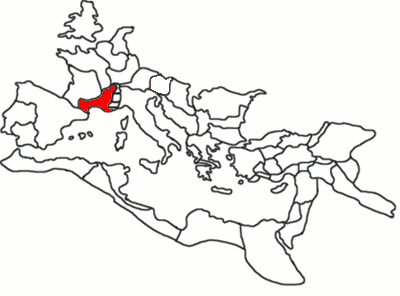
La province romaine de Gaule narbonnaise créée en 118 av. J.-C.

Oppidum celto-ligure, le site d’Arles est fréquenté par des commerçants méditerranéens. Les Grecs fondent Marseille en 600 av. J.-C. et créent un comptoir sur le Rhône vers 500 av. J.-C. qui deviendra une colonie appelée Théliné.
Lors de la poussée celte du début du IVe siècle av. J.-C., la cité revient sous domination autochtone et prend le nom d'Arelate. Au cours du IIe siècle av. J.-C., les conflits qui opposent Marseille et la confédération salyenne occasionnent à la cité d’importants dégâts.
Après l’écrasement de la confédération en 122 av. J.-C., les Romains s’installent en Provence. Arles se trouve probablement rattachée à la Gaule narbonnaise fondée en 118 av. J.-C., bien que certains historiens incluent dès cette époque la cité arlésienne dans la zone d’influence de Marseille.

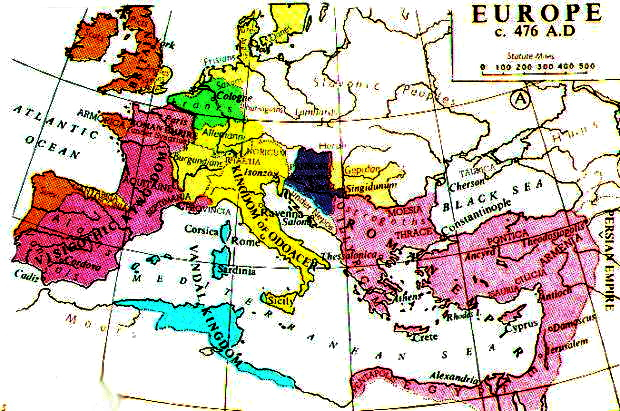
Carte de l’Europe en 476 avec la Provence wisigothique, après la chute de l’Empire romain.

Soutenant en 49 av. J.-C. Jules César lors du siège de Marseille, Arles en est récompensée et devient une colonie romaine dès 46 av. J.-C. Sa fortune initiale date de cette époque.
Elle bénéficie pendant presque trois siècles de plusieurs plans d’urbanisme successifs au cours desquels elle s’embellit de ses nombreux monuments et se protège avec ses remparts.
Le christianisme s’installe dans la cité et son premier évêque historiquement connu, Marcianus, est mentionné dès 254 dans une lettre de saint Cyprien.
Après les destructions des années 250-270, que la tradition historique impute aux Alamans, le développement urbain ne reprend qu’au début du IVe siècle, sous l’empereur Constantin, avec une nouvelle croissance politique et administrative, la cité devenant alors une résidence de l’empereur. Il y séjourne à plusieurs reprises et y organise le concile de 314.
Probablement en 407, l’administration impériale déplace la préfecture du prétoire des Gaules - située jusqu’alors à Trèves -, à Arles qui connaît en conséquence une véritable renaissance politique puis ecclésiastique un siècle exactement après Constantin Ier. Toutefois, ce nouveau rôle n’exclut pas les menaces d’invasions des fédérés Wisigoths installés en Aquitaine depuis 418. Finalement, après de nombreuses tentatives, Arles est prise par Euric et devient ville wisigothique en 476.

### Haut Moyen Âge

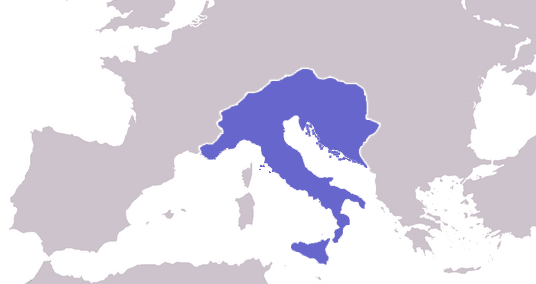
Royaume de Théodoric le Grand, annexant la Provence.

Après une situation confuse au début du VIe siècle, Arles passe sous protectorat ostrogoth en 508, puis devient ville franque en 536. Elle subit la peste de Justinien dès 543 ainsi que de nombreux sièges. Elle est investie à plusieurs reprises notamment en 570, 574, 587 et la population se regroupe alors dans une enceinte réduite. On signale également une crue dévastatrice en 580 et des famines, en particulier celle de 585.
Le siècle suivant, la cité est administrée par les représentants des branches mérovingiennes, soit dans le cadre d’une Provence unifiée, soit de manière individualisée par un duc. On a longtemps cru (thèse de Pirenne aujourd'hui dépassée) à un arrêt du commerce. Dès la fin du VIIe siècle, le commerce entre l’Occident et l’Orient méditerranéen est le fait de négociants juifs, probablement des Radhanites, seuls liens entre l’Islam et la Chrétienté, qui utilisent les ports francs d’Arles et de Marseille. On sait aujourd'hui que le commerce continue après les Sarrasins.
Vers le milieu des années 710, des troubles sont signalés, suivis à partir des années 720 par des raids sarrasins. Après la révolte en 735-739 du duc Mauronte allié aux Maures, Arles et Avignon sont pillées et mises au pas avec rigueur par le pouvoir carolingien. Toutefois à la fin du siècle, la renaissance carolingienne aurait été traduite dans la cité par le développement du commerce et la remise en culture du territoire.

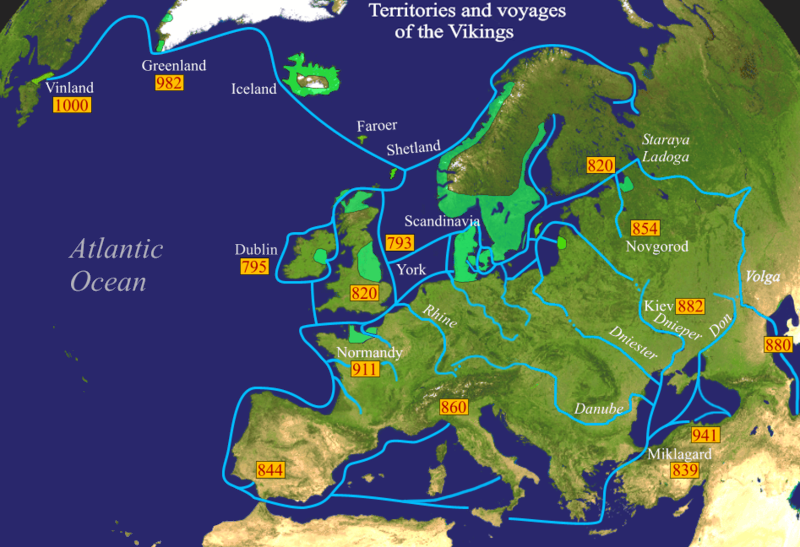
Les voyages des Vikings : celui de 859-860 en Méditerranée.

Mais dès la mort de Charlemagne, l’histoire d’Arles s’inscrit dans le processus de désagrégation de l’Empire carolingien. Au gré des successions apparaît un territoire autonome appelé royaume de Provence. Des ducs turbulents dirigent alors successivement la région d’Arles pillée en 842 et 850 par les Sarrasins puis en 859 par les Normands. Finalement le 15 octobre 879, Boson se fait couronner roi de Provence et de Bourgogne. Ayant pris Vienne pour capitale, il doit alors affronter l'opposition de son frère Richard le Justicier, installé à Autun. Boson manque de légitimité. Son fils Louis, aveuglé en 905 par son ennemi Bérenger d'Italie, prend pour régent Hugues d'Arles.
Au début du Xe siècle, Hugues d'Arles s’installe dès 911 à Arles dont il fait la capitale du royaume dont il est régent pour Louis l'Aveugle. Il s'en désintéresse après 926, lorsqu'il devient roi d'Italie. La Provence a donc un roi aveugle et un régent absent. La couronne de Louis, décédé en 928, est remise à Raoul, roi de Francie occidentale (923-936). Après la mort d’Hugues en 948, on voit apparaître sous l’autorité distante de Conrad II, la Ire dynastie des comtes de Provence, avec le comte Guillaume Ier, qui en chassant les Sarrasins en 973, s’émancipe de la suzeraineté du roi de Bourgogne. Dès 980, la paix revenue apporte les conditions d’un renouveau économique et la renommée du comte, un éphémère rayonnement politique.

### Moyen Âge classique

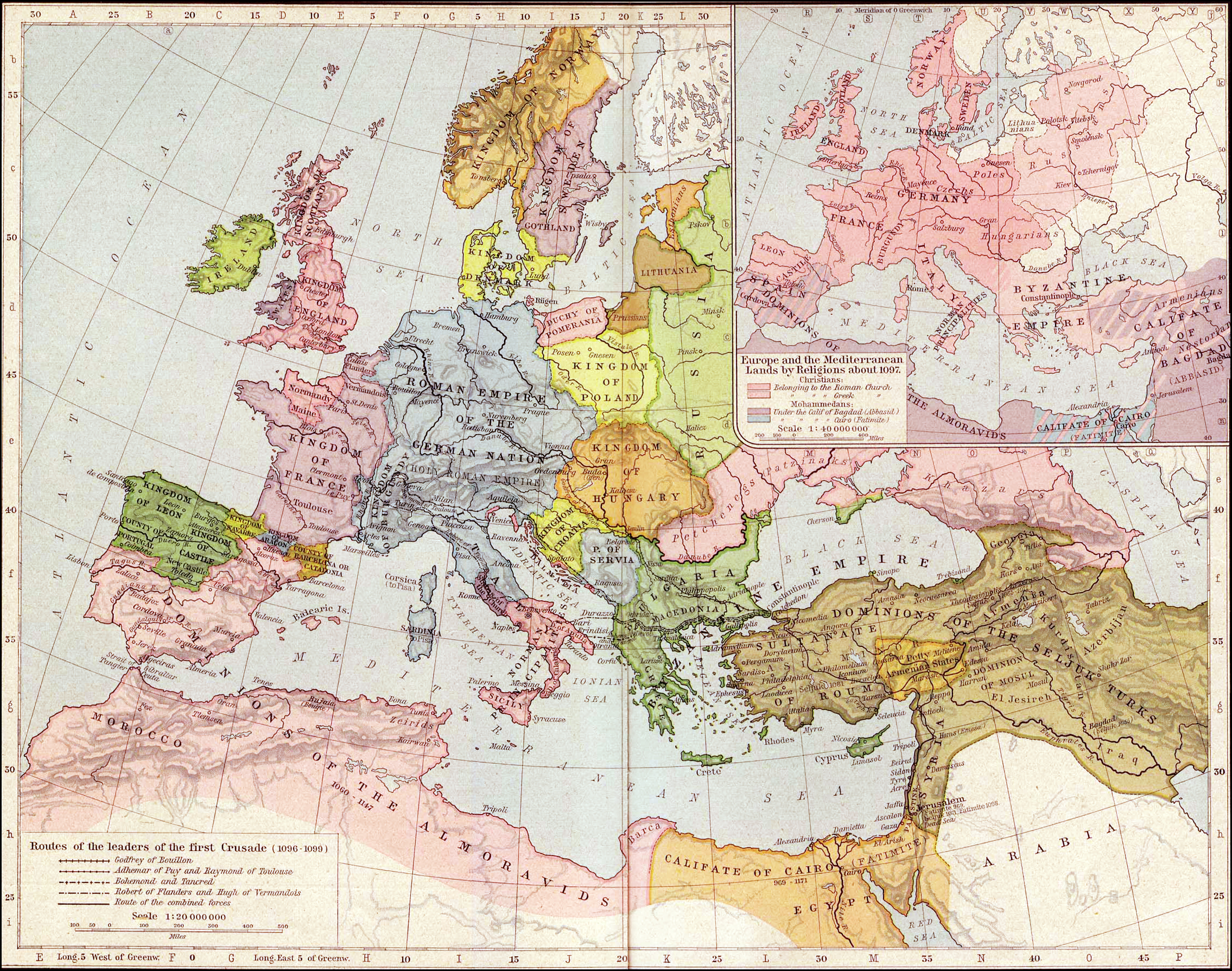
Arles rattaché au Saint-Empire romain germanique (figuré ici vers 1097).

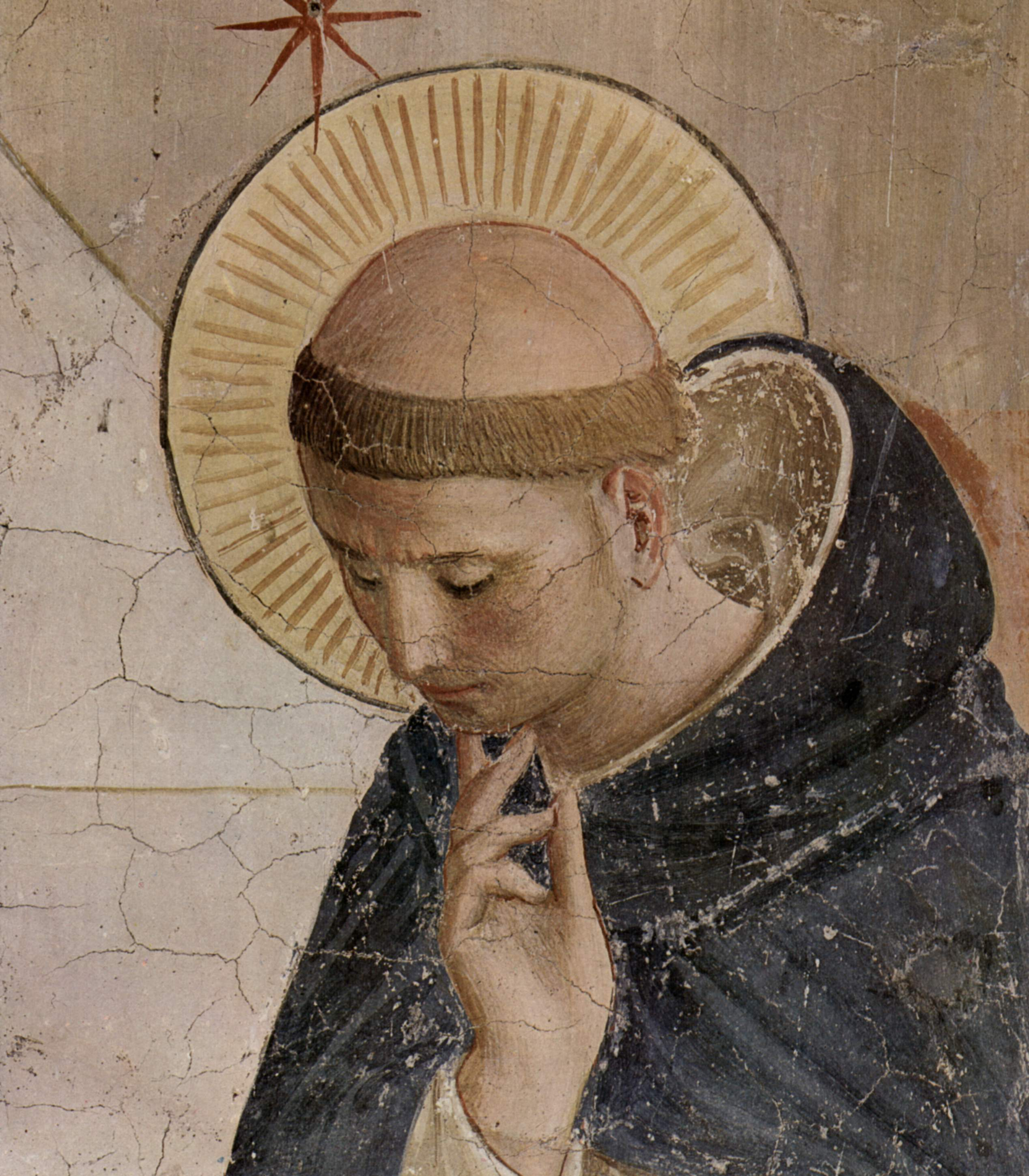
Saint Dominique de Guzmàn, fondateur de l’ordre des Dominicains qui s’installent à Arles en 1231. Fresque de Fra Angelico.

Dès les premières années du XIe siècle, les comtes de Provence ne sont plus en mesure de tenir les grands lignages en respect et en 1008, à la mort de Roubaud s’ouvre une période de troubles, aggravée par la puissance des grandes familles, la militarisation de la société arlésienne et le rattachement, en 1032, au Saint-Empire romain germanique.
Autre facteur d’affaiblissement : la Réforme grégorienne. Suivant la paix de Dieu, elle conduit après 1078 à une véritable crise politique, entre le comte affaibli et l’archevêque d’Arles Aicard excommuniés, mais soutenus par la cité et le comte de Toulouse Raymond IV, qui ne sera réglée qu’après 1096. Sur le plan économique le mouvement de reprise amorcé dès la fin du Xe siècle continue après l’an 1000. Des terres sont remises en culture et la cité se développe à l’extérieur des murs.
Après les tensions et les conflits des années 1015-1040, les défrichements reprennent, essentiellement sous la forme d'assèchements de marais, notamment autour de l’abbaye de Montmajour, comme ceux sur lesquels les moines et la ville d’Arles s’opposent avant de conclure un compromis en 1067 et en Crau où en 1073, selon un document, les moines de Saint-Victor peuvent assécher les marais de Vaquières. La ville s’ouvre aux commerçants italiens, qui remplacent les marchands juifs (Radhanites) des siècles précédents à l’époque où Gênes et Pise deviennent des puissances en Méditerranée.

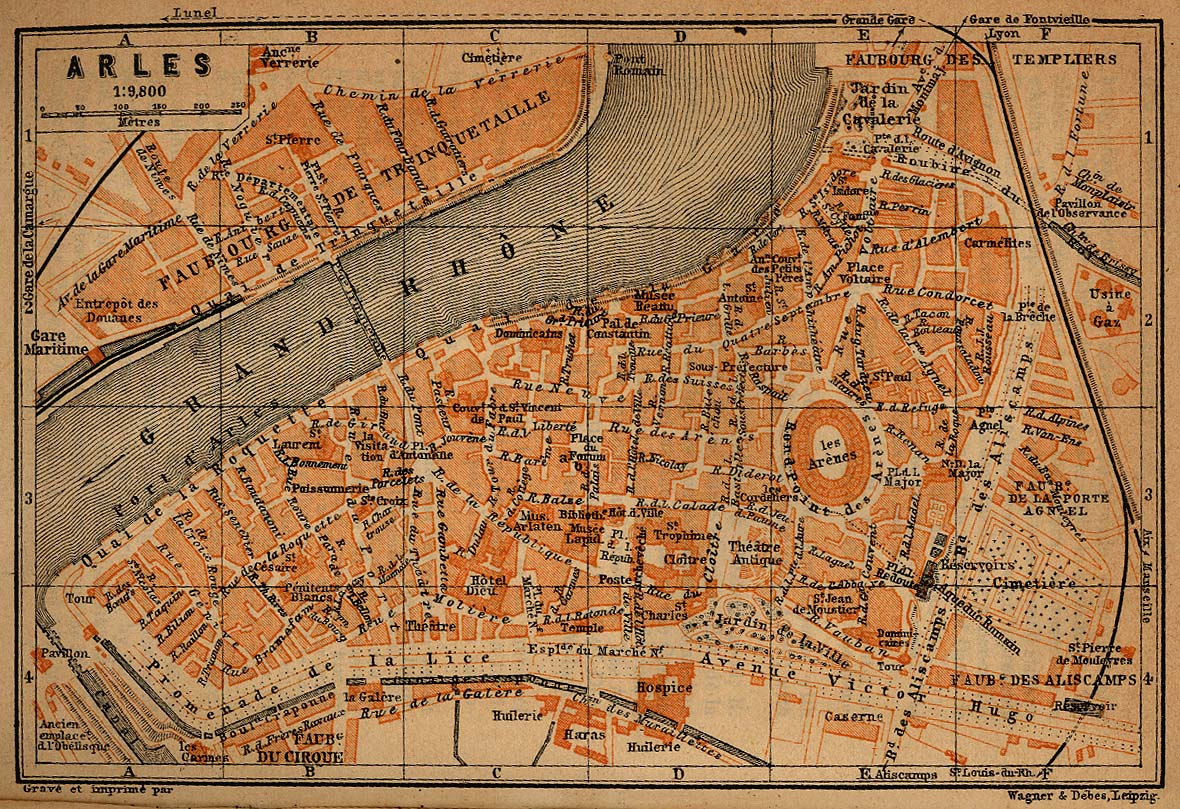
Arles, le faubourg des Templiers encore mentionné sur une carte du début du XXe siècle (en haut et à droite de l’image).

Le XIIe siècle arlésien est occupé par des péripéties complexes où s’affrontent Gênes et Pise et où s’opposent les familles de Barcelone et de Toulouse soutenues par leurs alliés arlésiens respectifs. Dans ce contexte d’instabilité politique lié en partie à l’installation contestée en 1112 de la 2e dynastie des comtes de Provence qui sera une des causes des guerres baussenques, Arles voit naître dès 1131 un mouvement d’émancipation urbaine appelé consulat. Préoccupation de l’empereur Frédéric Barberousse qui s’y fait sacrer roi d’Arles en 1178, la ville en contrepartie perd vers 1180 son rôle de capitale comtale au profit d’Aix jugée moins turbulente. En prolongement de la prospérité précédente Arles bénéficie durant ce siècle d’un développement économique avec notamment l’essor de ses activités maritimes et le commerce du sel et du vermillon qui enrichit la caste des chevaliers urbains. Sur le plan juridique, de nouvelles techniques apparaissent et sur le plan religieux, la ville accueille dès les années 1140 les ordres militaires et s’embellit de nombreuses églises romanes.
Le mouvement d’émancipation urbaine se poursuit au XIIIe siècle toujours favorisé par l’empereur germanique et contrarié par de nouveaux acteurs tels l’Église confrontée aux Albigeois, les princes franciliens et la royauté française. Ainsi après les conflits de 1203-1218 liés au contexte de la première croisade des albigeois, la cité s’oriente en 1220 vers un type de gouvernement particulier, la podestarie qui encourage l’extension territoriale de la communauté. Arles entre alors en conflit avec la ville de Marseille, qui elle aussi essaye d’agrandir son territoire. En 1235-1238 avec la confrérie des bailes puis en 1246-1250 lorsque la cité alliée à Avignon, Marseille et Barral des Baux fonde une ligue. Entre-temps, la ville d'Arles est placée sous celle de Tavez, où siège la baillie. Les cités-États profitent de la vacance du nouveau comte de Provence Charles d’Anjou, parti en croisade (1247-1250), et Arles revendique une autonomie à tendance anticléricale. L’archevêque d’Arles Jean Baussan, menacé, doit s’exiler à Salon, avant de capituler le 30 avril 1251 devant Charles d’Anjou. Les Capétiens après avoir mis en place une administration efficace et tatillonne, partent en Italie accompagnés de la noblesse arlésienne en 1265. Sur le plan politique, 1251 marque une rupture. La ville perd ses consuls remplacés par des fonctionnaires comtaux, ainsi que tous ses biens. Elle conserve toutefois quelques privilèges qu’elle va désormais défendre âprement. Et sa noblesse, autrefois fière, va désormais rechercher les honneurs en Italie, centre du nouveau pouvoir comtal. Le XIIIe siècle arlésien est également celui des ordres mendiants qui s’installent en nombre dans la ville : les Trinitaires en 1200, les Dominicains en 1231. La présence de ces ordres doit s’examiner en perspective des troubles politico-religieux agitant la Provence et le comté de Toulouse. Le pape Grégoire IX, se méfiant du manque d’efficacité pastorale des évêques, confie ainsi l’Inquisition dès sa création par la bulle Excommunicamus (1223) aux Dominicains, deux ans après la mort du fondateur de l’Ordre. Enfin, sur le plan économique la prospérité continue et à la fin du siècle Arles atteint son optimum démographique du Moyen Âge avec environ 15 000 habitants.

### Moyen Âge tardif

Carte de diffusion de la peste noire, 1347-1351.

Commencé en 1306 avec l’accueil des juifs chassés du Languedoc, le Moyen Âge tardif arlésien se termine par le pogrom de 1484 suivi de l’expulsion des juifs de la cité, après le rattachement de la ville au royaume de France en 1483.
Après l’installation de la Ire dynastie Angevine en 1250, la cité subit un reflux général : d’abord politique au profit d’Aix, capitale du comté, puis ecclésiastique au profit d’Avignon et enfin commercial au profit d’Avignon et de Marseille. Ce phénomène se trouve amplifié à compter des années 1340-1350 par un effondrement démographique lié à la trilogie célèbre : guerres, pestes et disettes. Pour Arles, la disette est un accident, la peste un mal périodique et la guerre une menace permanente, venant du continent au XIVe siècle puis de la mer jusqu’à la fin des années 1460. Ainsi Arles est assiégée en 1368 par Duguesclin représentant les intérêts du Capétien Louis d’Anjou, prise en juillet 1384 par les Tuchins lors de la guerre de succession de la reine Jeanne et menacée à plusieurs reprises au XVe siècle par les galères catalanes. Le 4 juin 1365, entre deux conflits, Charles IV roi de Bohême, voulant restaurer le royaume d’Arles, s’y fait couronner roi dans la cathédrale Saint-Trophime.
Sur le plan démographique, à la suite de la peste de 1348 Arles va vivre un profond déclin avec un plus bas démographique de 5 000 habitants à la fin des années 1430 avant que n’apparaisse une lente reprise dans la seconde moitié du XVe siècle.
Cette période difficile entraîne une solidarité communale plus grande, qui exclut toutefois les juifs, avec la multiplication des confréries, sortes d’associations laïques, charitables et funéraires qui structurent au quotidien la vie des Arlésiens. Sur le plan politique, les guerres liées à l’installation de la seconde dynastie Angevine, permettent à la ville de retrouver en 1385 une partie de ses droits aliénés en 1251. Et paradoxalement dans ce contexte déprimé, le pays d’Arles fort demandeur en main d’œuvre devient un centre d’immigration. Ces flux migratoires seront à l’origine de la reprise et du repeuplement des années 1470. La crise démographique de la fin du XIVe siècle, transforme toutefois l’économie arlésienne avec une agriculture qui décline au profit de l’élevage et du commerce des peaux et de la laine. Attirés par ce commerce, la présence de la papauté à Avignon et les fermes fiscales, des négociants italiens s’installent dans la cité et certains y fondent de puissantes familles. À la fin du Moyen Âge, la société arlésienne est devenue une société pastorale, avec une noblesse nombreuse et riche qui va dominer la ville jusqu’à la Révolution.

### Temps modernes (XVIe-XVIIe-XVIIIe)

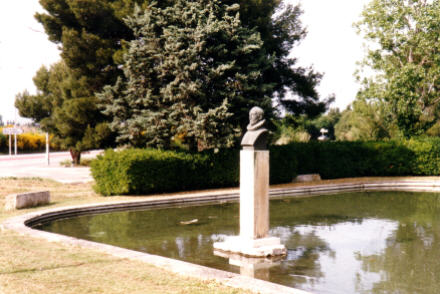
Buste d’Adam de Craponne et bassin de distribution de son canal à Lamanon, Bouches-du-Rhône.

L’annexion d’Arles à la France se fait sans difficulté et en 1536 les Arlésiens témoignent de leur attachement à leur récente patrie en arrêtant la seconde invasion de la Provence de Charles Quint.
La paix revenue, Arles s’enrichit grâce à son vaste terroir progressivement remis en culture. C’est de cette époque que datent les premières tentatives modernes de dessèchement des marais et d’irrigation avec notamment le canal de Craponne creusé dans les années 1550. Cette période de prospérité se traduit par le développement artistique de la cité. Plusieurs monuments publics et des hôtels particuliers de style Renaissance sont alors édifiés. Toutefois cette prospérité s’achève au début des années 1560 avec les guerres de Religion. Ces troubles religieux et politiques, ponctués par la visite royale de Charles IX et de sa mère Catherine de Médicis en automne 1564 ne prendront fin qu’avec le couronnement d’Henri IV. À cette guerre civile se rajoutent des calamités naturelles, pestes et inondations.
Après toutes ces épreuves, la situation financière d’Arles est catastrophique et la cité doit dès lors se résoudre à vendre une partie des biens communaux.

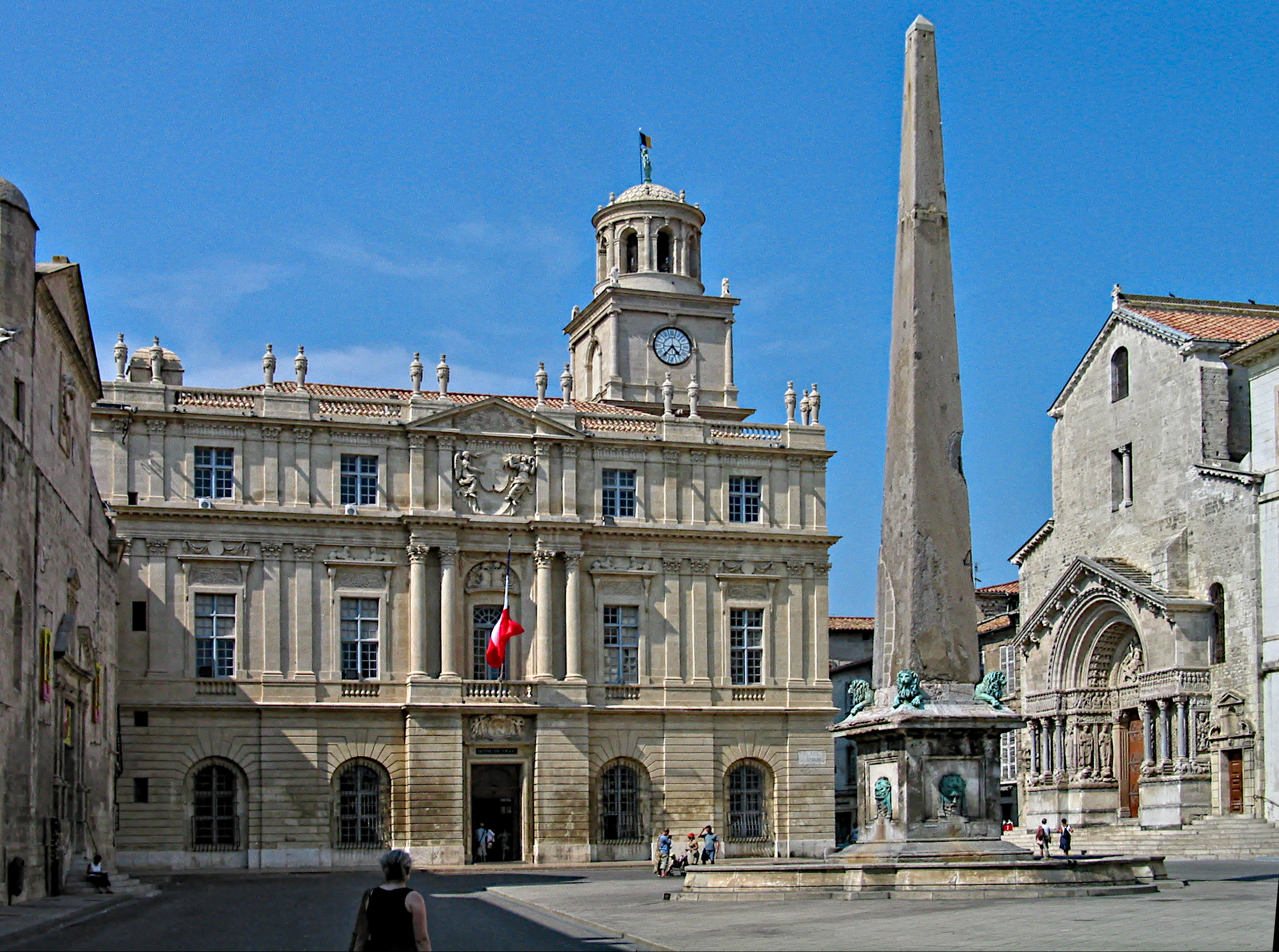
Arles, la place de la République avec l’hôtel de ville et l’obélisque.

La vente par la ville d’une partie de son immense territoire fait apparaître en Camargue de vastes domaines fonciers qui participent à la reconquête agricole de ce terroir déserté depuis des décennies. Vers 1625, des conditions climatiques favorables permettent un accroissement de la production et relancent l’idée de l’assèchement des marais. En retour à l’enrichissement des classes nobles et bourgeoises, les arts se développent et la ville se pare d’un grand nombre d’hôtels particuliers. De même, des modifications notables sont apportées aux établissements religieux. Dans ce renouveau architectural émerge le nouvel hôtel de ville achevé en 1675, puis à compter de 1679, les consuls entreprennent une politique d’alignement qui modifie considérablement l’aspect du centre-ville.
Déchue de tout rôle politique, Arles ne brille plus que par l’éclat de son archevêché. L’élan pastoral impulsé par le concile de Trente est relayé dans la cité par des archevêques actifs. Il en résulte une multiplication de congrégations religieuses tandis que la poussée démographique incite à une rénovation des paroisses.
Au tournant du siècle, Arles va renouer avec un épisode de tensions et de catastrophes avec les risques d’invasion des troupes du duc de Savoie, l’hiver 1709, les intempéries et les inondations des années 1700 et 1710 et surtout la peste de 1721 qui emporte plus de 40 % de la population.
Toutefois, à partir de 1725 l’agriculture bénéficie de conditions plus clémentes et la ville continue son embellissement architectural. La noblesse fait un accueil favorable aux modèles parisiens et les hôtels de grandes familles arlésiennes sont alors construits tels que ceux de Quiqueran de Beaujeu ou du Roure. Cet embellissement se retrouve également dans la construction publique. Cette richesse s’accompagne de quelques crises de subsistance comme celle du 2 janvier 1752 qui éclate à la suite d’une pénurie de blé générée par la spéculation.
Dans les dernières années de l’Ancien Régime, la ville se tourne vers l’industrie,. L’activité portuaire liée pour l’essentiel au trafic de bois, pierres, charbon, fourrages et blés, assure également la prospérité de la ville.
En conséquence la ville s’étend et des travaux communaux significatifs, pour la première fois depuis le début du XIVe siècle, sont réalisés à l’extérieur de l’enceinte médiévale avec notamment en 1775 le comblement des fossés de la Lice et en 1781, le transfert des cimetières urbains à l’extérieur de la cité.

#### Les Hospitaliers
Le prieuré d'Arles date de 1562 après le saccage de celui de Saint-Gilles lors des guerres de religion. Initialement c'était une commanderie dédié à saint Thomas créée en 1358 après la destruction de la commanderie de Trinquetaille fondée au XIIe siècle dans le faubourg de Trinquetaille. Il s'agissait d'un hospice et une commanderie construits autour d'une église dédiée à Saint-Thomas, elle disparait au XIVe siècle.
C'est à l'abri des remparts de la ville, près du Rhône, que les Hospitaliers s'installent. Ils y refondent, en 1358, l'ancienne commanderie de Trinquetaille de Saint-Thomas. Le bâtiment et la commanderie de Saint-Pierre, qui lui est accolée, est construite au XVe siècle. Elles formeront ce qui deviendra au XVIIe siècle le prieuré de l'Ordre situé à l'origine à Saint-Gilles. Le prieuré est reconstruit au XVIIe siècle par le prieur Honoré de Quiqueran de Beaujeu. Un décret de 1615 établira que les prieurs devront désormais y résider. La commanderie deviendra ainsi le grand prieuré des quarante huit commanderies de la langue de Provence.
L'ensemble des bâtiments, saisis en 1792, sont vendus, en plusieurs lots entre 1796 et 1827, à Jacques Réattu, collectionneur et peintre, comme biens nationaux. La municipalité de la ville d'Arles en fait un musée en 1868 qui porte aujourd'hui son nom. Au cours des siècles, réaménagé et embelli, le prieuré constitue l'un des plus importants ensembles d'architecture de la Renaissance d'Arles.
L'ancien prieuré est partiellement classé au titre des monuments historiques par arrêté du 3 février 1958.

### Révolution
En 1788-1789, un rude hiver plonge dans une profonde misère une population accablée par l’impôt [réf. nécessaire]. Des émeutes éclatent, et après avoir récusé leurs députés aux États Généraux, les Arlésiens se rendent maîtres de la municipalité. Le 4 août ils déposent leurs consuls et un nouveau conseil est formé, composé de représentants de la noblesse, du clergé, de la bourgeoisie et de diverses corporations.
Dès les premiers mois de la Révolution, Pierre Antoine Antonelle, d’origine aristocratique et chef mythique des Monnaidiers (partisans de la Révolution) devient le plus important protagoniste de la Révolution française à Arles. Élu le 15 février 1790 maire de la ville, grâce aux voix des artisans et des marins, et farouchement anticlérical, il s’oppose dans la cité à l’archevêque Jean Marie du Lau d'Allemans et à ses partisans, les Chiffonistes. Au cours de son mandat, le village de Fontvieille devient commune autonome par déduction du territoire arlésien.
Dans ce climat de violence quotidienne, les deux clans s’affrontent. Les élections de novembre 1791 donnent la victoire à la Chiffone emmenée par le nouveau maire Pierre Antoine Loys. Les monnaidiers pourchassés quittent la ville pour se cacher en Camargue et les vainqueurs transforment la ville en camp retranché royaliste.
Le 21 mars 1792, Arles est déclarée en état de rébellion contre la République. Une armée de Marseillais se met alors en route et entre le 27 mars dans une ville désertée durant la nuit par les chiffonistes. En punition des sentiments légitimistes de la cité, la Convention nationale condamne la ville d’Arles à raser ses remparts, ce qui ne sera réalisé que partiellement.

### Période contemporaine

#### LeXIXesiècle

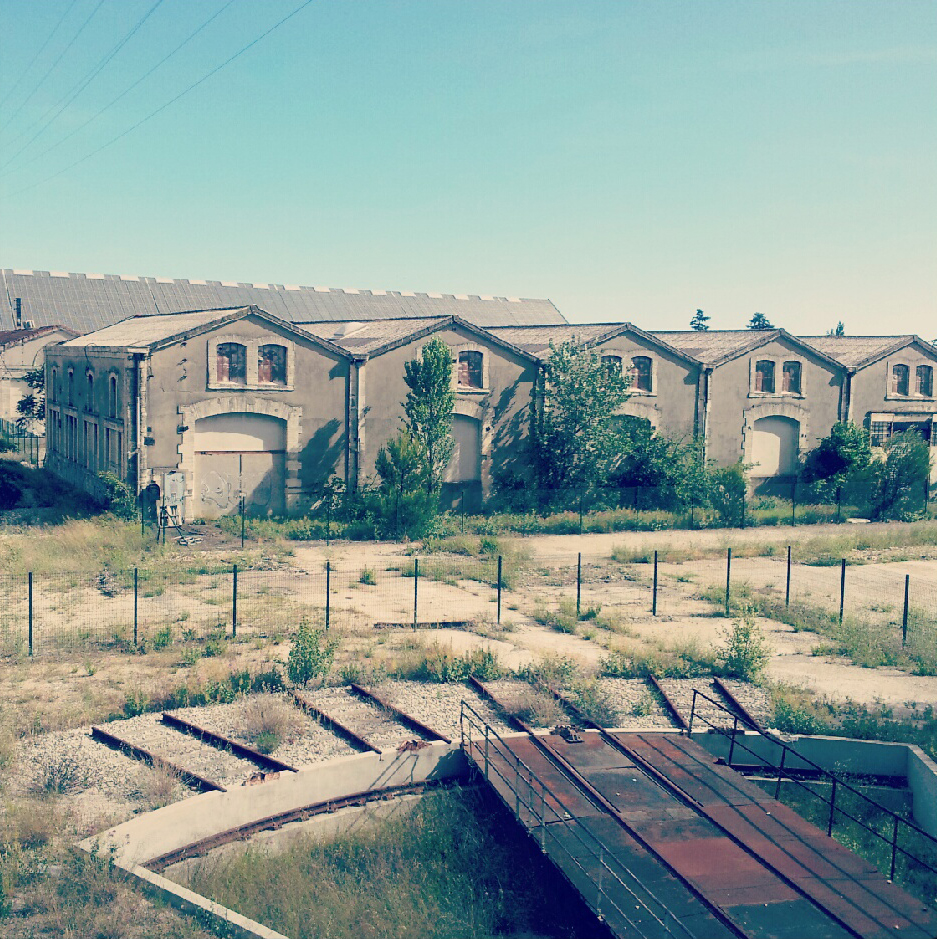
Ateliers du chemin de fer à Arles.

Au XIXe siècle, Arles est marquée par les épidémies de choléra. La cité subit également de profondes mutations : elle redécouvre son passé historique et se transforme de gros bourg agricole et portuaire, en ville ouvrière. Au début de ce siècle, vers 1824, le baron de Chartrouse, maire d’Arles, entreprend de remettre en valeur le patrimoine bâti en dégageant les Arènes, puis le théâtre antique.
Port encore important au début du XIXe siècle, Arles perd dès 1848 son monopole de la navigation sur le Bas-Rhône à cause des chemins de fer (ligne PLM) et se vide ainsi de ses marins qui représentaient avec leurs familles près du tiers de la population. La ville trouve cependant un second souffle dans l’industrie. Les ateliers des chemins de fer qui recouvrent les Alyscamps attirent dès 1848 une nouvelle population. Un peu plus tard, des ateliers de construction navale apparaissent à Barriol. La population rurale, qui constituait encore 40 % des habitants de la ville vers 1850, quitte la cité vers les exploitations agricoles. En moins d’un demi-siècle, Arles devient une ville ouvrière.
En parallèle, dès les années 1830, la cité se transforme en se dotant de nouveaux équipements. La ville se développe également en périphérie par extension de faubourgs et son territoire est mis en valeur. En 1856, des industriels bâtissent Salin-de-Giraud au sud de la commune pour l’exploitation du sel puis en 1892, deux lignes de chemin de fer sont créées pour le développement de la Camargue.

#### LeXXesiècle

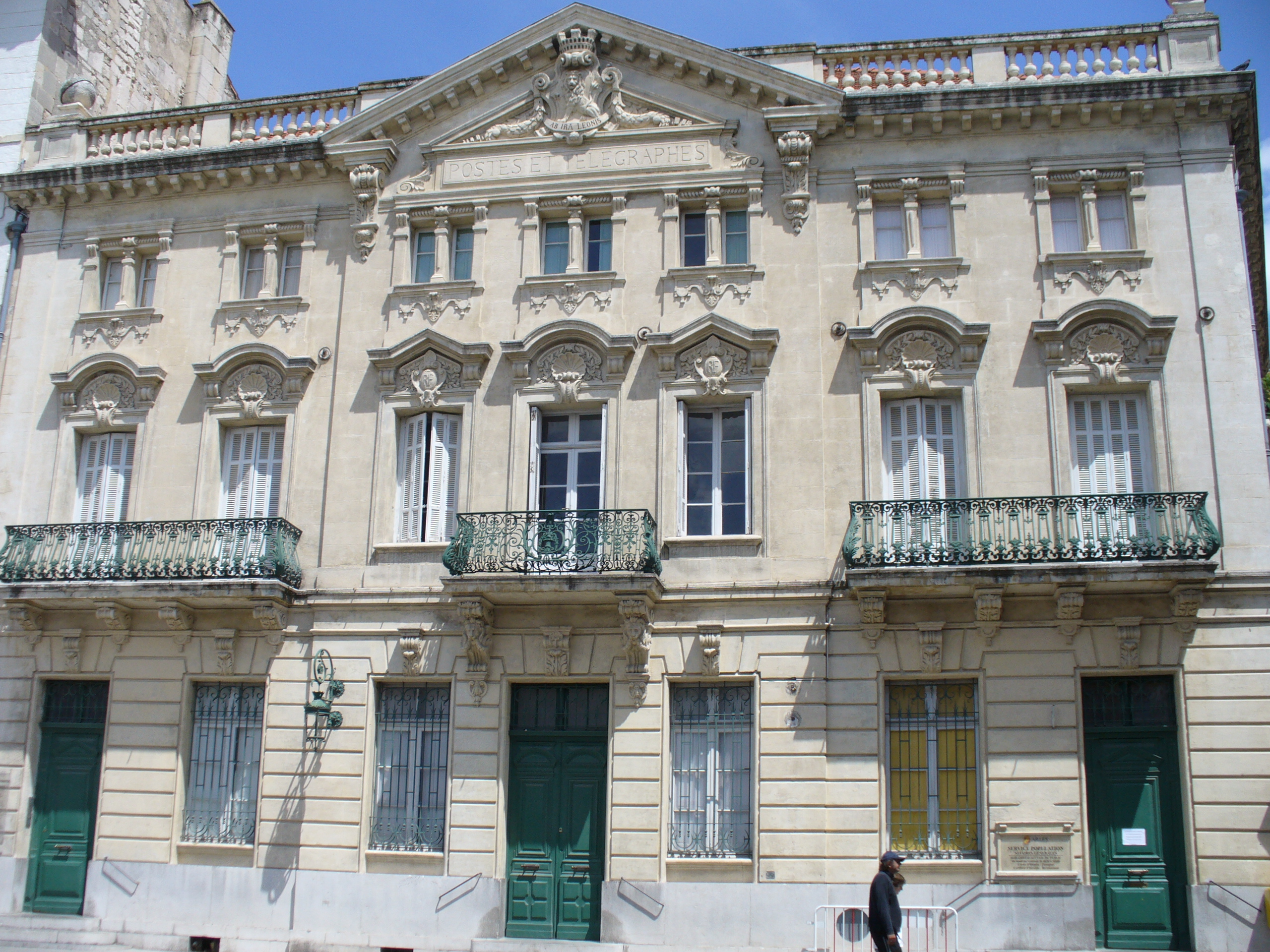
L’ancien Hôtel des Postes, édifié en 1898.

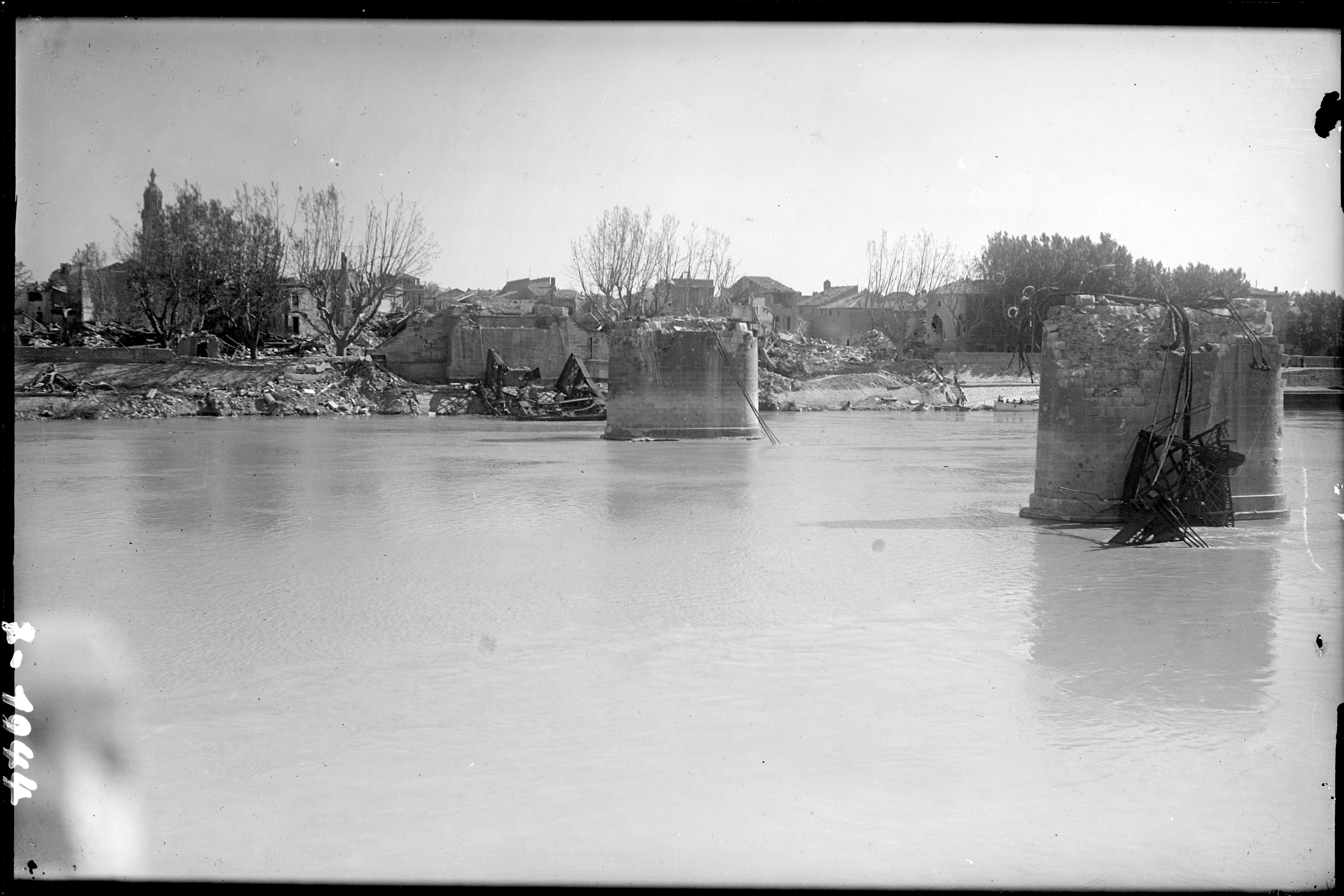
Le pont de Trinquetaille détruit par les bombardements de 1944 (Carle Naudot).

Le début du XXe siècle, marqué par les crises vinicoles et la guerre de 1914-1918, voit un retrait des cultures sur le territoire arlésien au bénéfice de l’élevage. La ville qui célèbre le poète du félibre Frédéric Mistral et son Museon Arlaten, se dote de quelques grands hôtels, notamment sur la place du Forum, qui préfigurent l’orientation touristique de la cité. Au Sud de la ville, apparaît le quartier Chabourlet, un nouveau quartier à l’architecture inspirée du style Art floral.
En 1944, les bombardements de la Seconde Guerre mondiale détruisent plus d’un quart de son habitat, principalement dans les quartiers de Trinquetaille, de la Cavalerie et du Trébon, c’est-à-dire autour des ponts et de la gare ferroviaire. La reconstruction est dirigée par les architectes Pierre Vago et Jacques Van Migom. Sur le plan agricole, la riziculture se développe en Camargue dès la fin des années 1940.
Très éprouvée dans les années 1980 par des suppressions d’emplois industriels, la ville s’oriente vers des activités culturelles et acquiert une forte notoriété dans les domaines liés à l’image. Les Rencontres internationales de la photographie, créées en 1970, deviennent une manifestation internationale et des maisons d’éditions - littéraires et musicales -, s’installent dans la cité (voir partie Économie).

#### LeXXIesiècleet le renouveau
Les Ateliers du chemin de fer désaffectés pendant 10 ans ont vu naître un projet dans les années 1990 pour les réhabiliter.
En 2010, la grande halle est rénovée mais il faut attendre fin 2013 pour voir apparaître un projet concret: Luma Arles. La fondation Luma dirigée par la milliardaire suisse Maja Hoffmann fait acquisition d'un parcelle de 10 hectares du site auprès de l'Agence Régionale d'équipement et aménagement (AREA-PACA).
Le projet prévoit la rénovation des bâtiments existants et la réalisation d'un nouveau bâtiment dessiné par Frank Gehry un architecte mondialement connu qui a déjà réalisé le bâtiment de la Fondation Vuitton à Paris, dans le but de réaliser un campus culturel international.
Le chantier est lancé officiellement le 5 avril 2014 où la première pierre est posée. La tour Gehry devrait atteindre le seuil de 57 mètres ce qui en fera le point culminant de la ville. Elle est de style déconstructiviste en acier, verre et béton et devrait s'achever en 2018. L'ouverture est prévue pour le 26 juin 2021.
Le coût est estimé à 150 millions d'euros, un investissement aux retombées économiques importantes.

## Politique et administration

### Tendances politiques et résultats

#### Récapitulatif de résultats électoraux récents
| Scrutin             | Scrutin             | 1er tour | 1er tour | 1er tour | 1er tour | 1er tour  | 1er tour | 1er tour | 1er tour | 1er tour | 1er tour | 1er tour | 1er tour | 2d tour | 2d tour | 2d tour | 2d tour | 2d tour | 2d tour | 2d tour   | 2d tour   | 2d tour   |
| Scrutin             | Scrutin             | 1er      | 1er      | %        | 2e       | 2e        | %        | 3e       | 3e       | %        | 4e       | 4e       | %        | 1er     | 1er     | %       | 2e      | 2e      | %       | 3e        | 3e        | %         |
| ------------------- | ------------------- | -------- | -------- | -------- | -------- | --------- | -------- | -------- | -------- | -------- | -------- | -------- | -------- | ------- | ------- | ------- | ------- | ------- | ------- | --------- | --------- | --------- |
| Présidentielle 2012 | Présidentielle 2012 |          | PS       | 26,35    |          | FN        | 25,09    |          | UMP      | 23,02    |          | FG       | 15,36    |         | PS      | 52,20   |         | UMP     | 47,80   | Pas de 3e | Pas de 3e | Pas de 3e |
| Législatives 2012   | Législatives 2012   |          | PS       | 42,83    |          | FN        | 25,02    |          | UMP      | 21,01    |          | FG       | 7,61     |         | PS      | 56,83   |         | FN      | 43,17   | Pas de 3e | Pas de 3e | Pas de 3e |
| Municipales 2014    | Municipales 2014    |          | PCF      | 37,94    |          | FN        | 24,34    |          | UMP      | 21,88    |          | DVD      | 8,58     |         | PCF     | 46,13   |         | UMP     | 27,19   |           | FN        | 26,67     |
| Présidentielle 2017 | Présidentielle 2017 |          | FN       | 28,89    |          | LFI       | 25,79    |          | EM       | 17,29    |          | LR       | 15,86    |         | EM      | 56,23   |         | FN      | 43,77   | Pas de 3e | Pas de 3e | Pas de 3e |
| Législatives 2017   | Législatives 2017   |          | EM       | 29,70    |          | FN        | 23,78    |          | LFI      | 17,72    |          | LR       | 13,91    |         | EM      | 57,58   |         | FN      | 42,42   | Pas de 3e | Pas de 3e | Pas de 3e |
| Municipales 2020    | Municipales 2020    |          | DVC      | 26,41    |          | UG        | 21,16    |          | LR       | 15,32    |          | DVG      | 10,30    |         | DVC     | 57,22   |         | UG      | 42,78   | Pas de 3e | Pas de 3e | Pas de 3e |
| Présidentielle 2022 | Présidentielle 2022 |          | LFI      | 28,04    |          | RN        | 27,42    |          | LREM     | 19,43    |          | REC      | 9,08     |         | LREM    | 50,34   |         | RN      | 49,66   | Pas de 3e | Pas de 3e | Pas de 3e |
| Législatives 2022   | 16e                 |          | PS-Nupes | 32,47    |          | MoDem-Ens | 26,62    |          | RN       | 25,48    |          | REC      | 5,8      |         | PS      | 52,22   |         | RN      | 47,78   | Pas de 3e | Pas de 3e | Pas de 3e |
| Législatives 2024   | 16e                 |          | RN       | 40,80    |          | PCF-NFP   | 37,60    |          | Ren-Ens  | 14,65    |          | LR       | 4,57     |         | PCF     | 51,43   |         | RN      | 48,57   | Pas de 3e | Pas de 3e | Pas de 3e |

### Liste des maires
La charge de maire perpétuel dont Louis XIV établit les offices dans toutes les villes du royaume est créée en 1693 puis supprimée en 1708, date à laquelle réapparaissent les consuls. La fonction de maire est rétablie à la Révolution et depuis 1790, les maires sont élus. Parmi les curiosités de la vie politique locale, Pierre Antoine Antonelle, le premier maire élu (1790-1791) de la cité, présente la particularité d'être à la fois aristocrate et jacobin. Plus récemment, la ville traditionnellement à gauche élit en 1983 un maire de droite peu de temps après le basculement à gauche de la France. Et en 1995 un phénomène similaire, cette fois-ci en sens inverse, se reproduit. De 2001 à 2020, la ville est représentée par un élu communiste et figure ainsi parmi les villes de plus de 50 000 habitants dirigées par le PCF.
Le mandat du socialiste Charles Raymond Privat (1947-1971) qui a duré 24 ans est le plus long de l'histoire d'Arles.
| Période         | Période         | Identité               | Étiquette         | Qualité |
| --------------- | --------------- | ---------------------- | ----------------- | --- |
| 20 mai 1945     | 19 octobre 1947 | Cyprien Pilliol        | PCF               | Instituteur |
| 19 octobre 1947 | mars 1971       | Charles Raymond Privat | SFIO              | Enseignant, conseiller général, député                                                                         |
| mars 1971       | 13 mars 1983    | Jacques Perrot         | PCF               | Intendant de lycée                                                                                             |
| 13 mars 1983    | juin 1995       | Jean-Pierre Camoin     | RPR               | Médecin, sénateur                                                                                              |
| juin 1995       | 1998            | Michel Vauzelle        | PS                | Avocat, député, ministre                                                                                       |
| 1998            | mars 2001       | Paolo Toeschi          | PS                | Directeur territorial                                                                                          |
| mars 2001       | 5 juillet 2020  | Hervé Schiavetti       | PCF               | Attaché territorial, Conseiller général du canton d'Arles-Ouest (1997-2015), Vice-président du conseil général |
| 5 juillet 2020  | En cours        | Patrick de Carolis     | DVC puis Horizons | Journaliste Président de la CA Arles-Crau-Camargue-Montagnette (2020 → )                                       |

(Source : Travaux de Georges Baudet (2001) francegenweb.org)

## Démographie

### Évolution historique
Dès l'an 310, Arles, ville impériale, compte plus de 10 000 habitants et un siècle plus tard, devenue préfecture des Gaules, au moins 40 000 habitants. Ce chiffre ne sera plus dépassé jusqu'au début des années 1960.
| 310                    | 420    | 1160   | 1200    | 1271   | 1319   | 1337   | 1438   | 1443           |
| ---------------------- | ------ | ------ | ------- | ------ | ------ | ------ | ------ | -------------- |
| 12 000                 | 40 000 | 8 000  | 10 000  | 13 000 | 13 000 | 12 000 | 5 000  | moins de 5 000 |
| 1459                   | 1462   | 1550   | 1571    | 1636   | 1700   | 1709   | 1719   | 1721           |
| 5 500                  | 5 600  | 10 000 | 11 000, | 25 000 | 27 000 | 20 000 | 23 000 | 14 000         |
| Estimations avant 1801 |        |        |         |        |        |        |        |                |

### Évolution récente
Après la Seconde Guerre mondiale, la croissance démographique est relativement importante, en particulier dans les années 1960 à la suite du rapatriement des Français d’Algérie. En revanche à partir de 1975, contrairement à la majorité des agglomérations voisines qui voient leur population croître, celle d’Arles reste pratiquement stable, reflétant ainsi la relative stagnation économique de la cité. Toutefois une croissance timide se manifeste à nouveau après 1999.
L'évolution du nombre d'habitants est connue à travers les recensements de la population effectués dans la commune depuis 1793. Pour les communes de plus de 10 000 habitants les recensements ont lieu chaque année à la suite d'une enquête par sondage auprès d'un échantillon d'adresses représentant 8 % de leurs logements, contrairement aux autres communes qui ont un recensement réel tous les cinq ans,.

En 2022, la commune comptait 51 156 habitants, en évolution de −3,22 % par rapport à 2016 (Bouches-du-Rhône : +2,48 %, France hors Mayotte : +2,11 %).
| 1793   | 1800   | 1806   | 1821   | 1831   | 1836   | 1841   | 1846   | 1851   |
| ------ | ------ | ------ | ------ | ------ | ------ | ------ | ------ | ------ |
| 20 000 | 18 470 | 20 151 | 20 150 | 20 236 | 20 048 | 20 460 | 23 101 | 23 208 |

| 1856   | 1861   | 1866   | 1872   | 1876   | 1881   | 1886   | 1891   | 1896   |
| ------ | ------ | ------ | ------ | ------ | ------ | ------ | ------ | ------ |
| 24 816 | 25 543 | 26 367 | 24 695 | 25 095 | 23 480 | 23 491 | 24 288 | 24 567 |

| 1901   | 1906   | 1911   | 1921   | 1926   | 1931   | 1936   | 1946   | 1954   |
| ------ | ------ | ------ | ------ | ------ | ------ | ------ | ------ | ------ |
| 29 314 | 28 116 | 31 010 | 31 014 | 29 146 | 32 485 | 29 165 | 35 017 | 37 443 |

| 1962   | 1968   | 1975   | 1982   | 1990   | 1999   | 2006   | 2011   | 2016   |
| ------ | ------ | ------ | ------ | ------ | ------ | ------ | ------ | ------ |
| 41 932 | 45 774 | 50 059 | 50 500 | 52 058 | 50 426 | 51 970 | 52 510 | 52 857 |

| 2021   | 2022   | - | - | - | - | - | - | - |
| ------ | ------ | - | - | - | - | - | - | - |
| 50 415 | 51 156 | - | - | - | - | - | - | - |

### Structure de la population

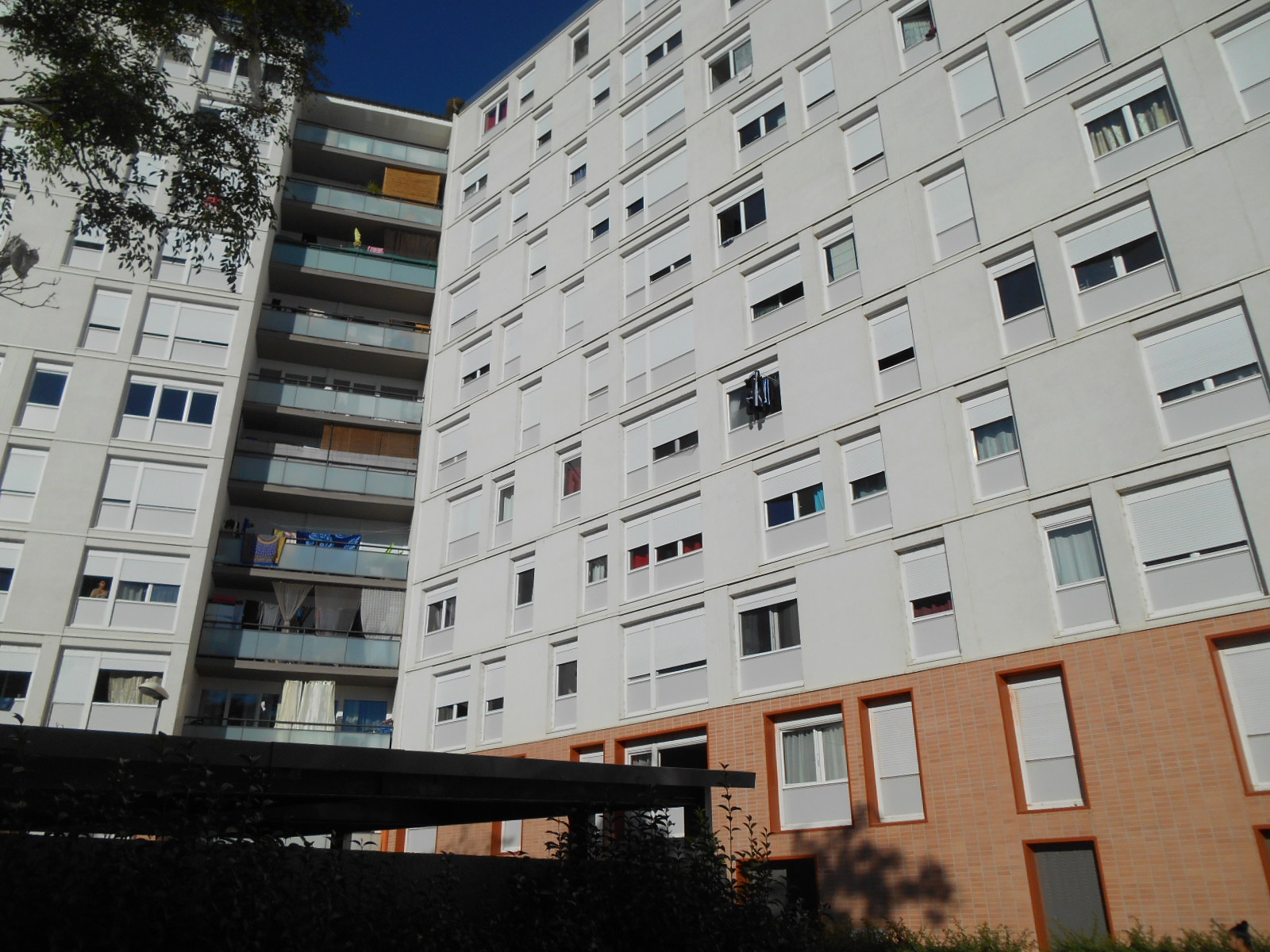
Quartier Barriol.

Les 52 510 Arlésiens recensés en 2011 quittent peu leur commune : en dix ans (1990-1999), seule 20 % de la population a quitté la commune contre une moyenne de 34 % au niveau national.
En 1999, 75 % des Arlésiens vivent sur à peine 10 % du territoire communal. L’occupation humaine de la plus grande commune de France est particulièrement irrégulière. La densité de population peut y dépasser 10 000 habitants/km2, alors qu’elle atteint à peine 10 habitants/km2 en Camargue ou en Crau.
Le vieillissement général de la population française se retrouve à Arles. Entre 1990 et 1999, le pourcentage des moins de 20 ans a diminué tandis que celui des plus de 60 ans a progressé jusqu’à représenter 23 % de la population de la commune. Mais ces situations restent contrastées selon les quartiers : si dans le quartier prioritaire de Barriol, 40 % de la population a moins de 20 ans, ce chiffre n’est plus que de 16 % dans le centre-ville. En 2011, le recensement Insee montre que la ville d’Arles est légèrement plus féminisée et plus âgée que la moyenne nationale,.

## Économie
L’économie arlésienne, favorisée dès l’Antiquité par la proximité du Rhône puis par la ligne ferroviaire Paris - Lyon - Marseille (PLM) créée au milieu du XIXe siècle, n’a pas bénéficié dans les années 1960 des grandes politiques d’aménagement comme Fos à l’est et le littoral languedocien à l’ouest. De plus, elle reste à l’écart du nouveau tracé TGV Paris-Marseille qui passe par Aix. Toutefois, située au carrefour des axes rhodanien et méditerranéen, la ville offre un potentiel très diversifié à conforter.
Arles, troisième ville des Bouches-du-Rhône, n’est avec 19 087 emplois que le cinquième pôle d’emploi du département. Les emplois arlésiens sont en grande majorité des emplois de services qui représentent en effet plus de 79 % des emplois. L’agriculture intensive et l’industrie en difficulté n’offrent de leur côté qu’un peu plus de 3 900 emplois salariés. Depuis 1999, l’emploi salarié privé progresse plus rapidement. Au début 2007, il y a environ 2 100 entreprises, dont environ 380 établissements secondaires situés dans la commune d’Arles. Sur ce nombre, moins de deux douzaines dépassent les 50 salariés.
Dans le cadre de son développement, Arles a participé en janvier 2004 à la création de la communauté d'agglomération Arles-Crau-Camargue-Montagnette. Cette communauté peuplée de 75 939 habitants (recensement 1999) regroupe outre Arles, 4 autres communes : Boulbon, Saint-Martin-de-Crau, Saint-Pierre-de-Mézoargues et Tarascon.

### Agriculture

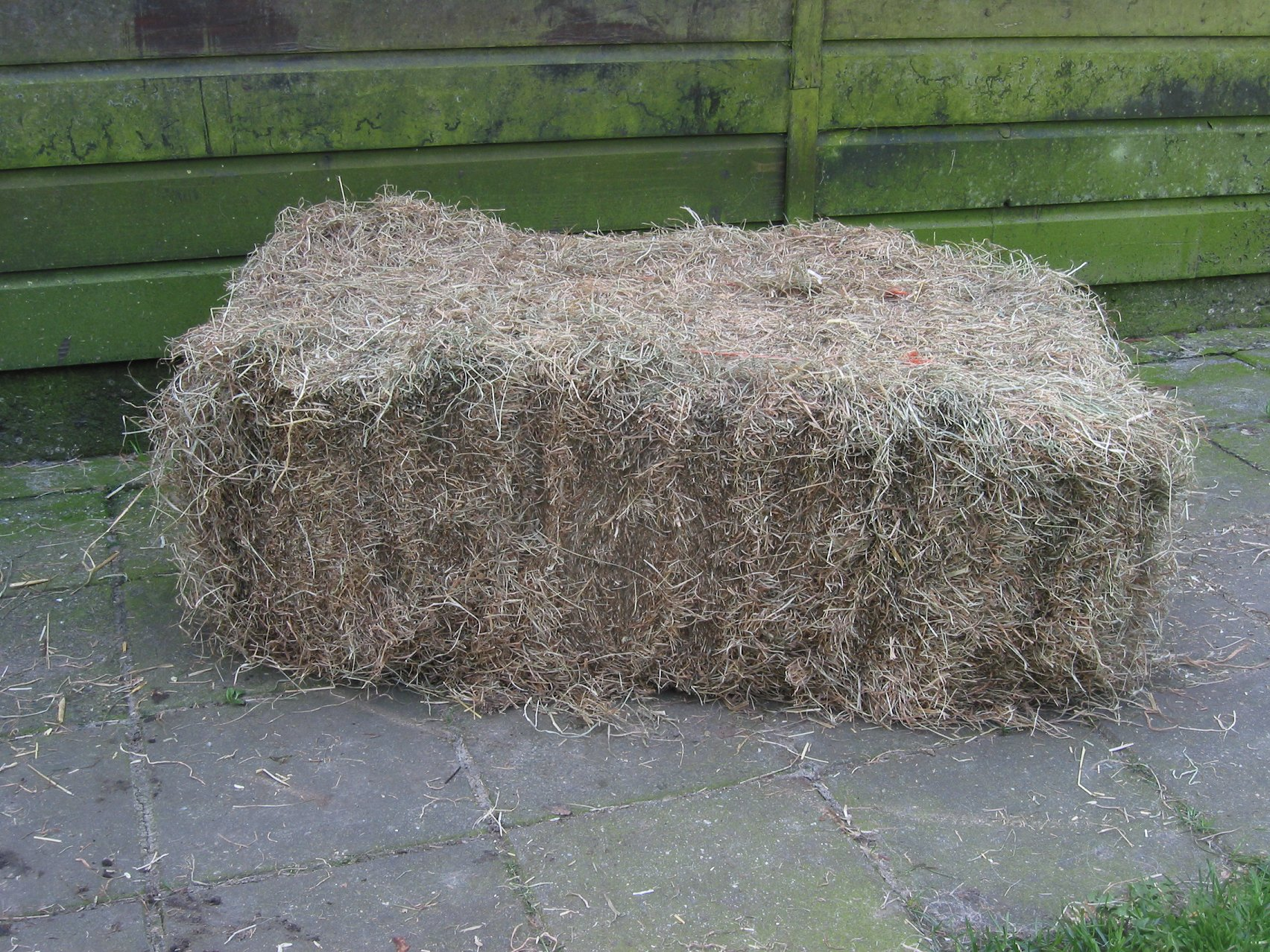
Foin de Crau avec l’AOC.

L’agriculture de la commune d’Arles constitue un support pour de nombreuses activités industrielles. Elle bénéficie de conditions climatiques exceptionnelles (300 jours d’ensoleillement annuel) et d’un savoir-faire hérité d’une longue tradition.
Elle se caractérise par la traçabilité de sa production (ce qui lui permet d’être dès aujourd’hui en phase avec les attentes des acteurs de la chaîne alimentaire soucieux de sécurité), le choix de la productivité avec des cultures intensives en Camargue, au nord de la cité entre Arles et Tarascon et en Crau du côté de Saint-Martin-de-Crau et le choix de la qualité par des AOC (foin de Crau, taureaux de Camargue) et une IGP (riz de Camargue). Elle s’organise principalement autour des productions suivantes : les fruits et légumes, le riz et les céréales, le foin de Crau, la viande (taureaux, ovins), la transformation et la conservation.
L’importance des cultures fruitières de la Crau arlésienne (environ 3 750 hectares de pêchers et d’abricotiers) et maraîchères, la plupart sous serres, classe ce territoire parmi l’une des principales régions européennes exportatrices de primeurs. Le foin de Crau, qui bénéficie d’une AOC, contribue également à la renommée du territoire d’Arles-Crau. 100 000 tonnes y sont produites annuellement sur environ 13 000 hectares de prairies. La Crau depuis toujours terre pastorale, élève aujourd’hui plus de 100 000 moutons qui transhument chaque année de la plaine vers les alpages. La race ovine la plus répandue est le Mérinos d'Arles. La renommée de l'agneau Crau-Alpilles tient à son mode d'élevage : en plein air, à l'herbe et aux céréales produites sur place.

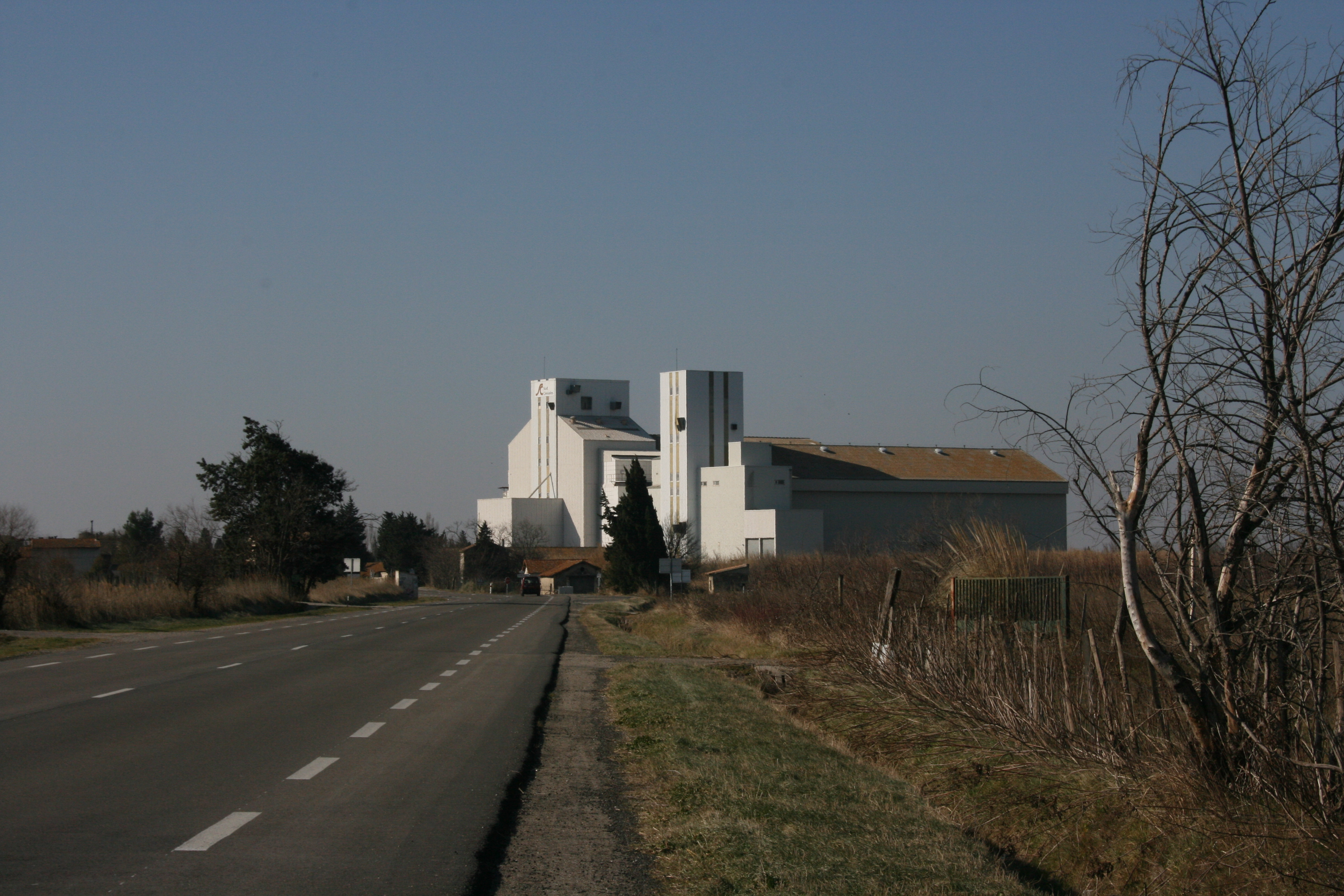
Nouvelle usine de Sud Céréales.

En Camargue, des efforts sont faits pour labelliser et qualifier les productions. L’AOC Taureau de Camargue reconnaît la qualité de la viande des taureaux élevés dans le delta. Malgré les difficultés récentes, la filière riz (11 200 ha dans la commune d’Arles en 2003) se développe grâce à une nouvelle usine réalisée par Sud Céréales en 2005.
La communauté d'agglomération Arles-Crau-Camargue-Montagnette propose également des productions agricoles complémentaires telles que celles associées aux olives (olives, huiles) ou à la vigne de la vallée des Baux.
La commune produit de l'huile d'olive de la vallée des Baux-de-Provence qui est protégée par une appellation d'origine contrôlée (AOC) depuis un décret pris par l'INAO, le 27 août 1997. Les variétés d'olives qui entrent dans son élaboration sont la salonenque, la beruguette, la grossane et la verdale des Bouches-du-Rhône. Elle produit aussi des olives cassées et des olives noires qui relèvent du même décret de l'INAO. Les variétés d'olives cassées proposées à la commercialisation sont la salonenque et la beruguette. Pour les olives noires la seule variété acceptée est la grossane ,.
Arles est une commune viticole du vignoble du Rhône, à ce titre elle est autorisée de produire l'IGP Méditerranée et l'IGP Bouches-du-Rhone.

### Industrie
Les activités industrielles d’Arles qui représentent environ 2 000 emplois salariés concernent principalement les secteurs de la chimie, des constructions mécaniques, de la papeterie et des industries alimentaires. La commune compte plusieurs zones industrielles, notamment dans le quartier de Barriol, qui accueille également les Chantiers navals de Barriol, en bord du Rhône.

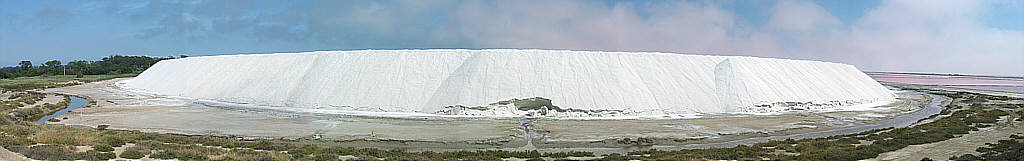
Montagne de sel ou camelle à Salin-de-Giraud en Camargue.

Le village de Salin-de-Giraud et ses salins, avec Solvay et le groupe Salins, est le pôle chimique d'Arles.

### Services
Les services représentent la majorité des emplois, et le tourisme est la première activité de la ville (avec 1,5 million de touristes en 2007).
Sous-préfecture, la ville offre plus de 2 600 emplois dans l’administration, et 4 300 dans l’éducation ou la santé.
Presque 4 900 emplois sont liés aux services marchands : assurances, banques, activités immobilières…
Le secteur de l'édition est assez étoffé : les maisons Harmonia Mundi (musique), Actes Sud, Honoré Clair (livres) y sont installées.
En tant que ville touristique, elle bénéficie également d’un équipement commercial important qui propose plus de 2 700 emplois. Toutefois, la Camargue arlésienne, à l'inverse de la ville, ne participe pas encore à cette économie du tourisme. Contrairement à la commune voisine des Saintes-Maries-de-la-Mer, ce territoire n'a pas encore des activités touristiques très développées, car il ne bénéficie ni d'un village littoral ni d'accès très aisés à la mer. Pourtant, sa plage dite d'Arles à proximité du phare de Faraman reçoit un tourisme populaire et le site de Beauduc, composé de cabanes construites illégalement, quelques résidents à l'année et des estivants locaux. Cet isolement toutefois a été un argument essentiel lors de la création du parc naturel régional de Camargue, qui attire avec les marais environnants les amateurs ornithologistes.
Arles est le siège de la chambre de commerce et d'industrie du pays d'Arles, situé dans le quartier de Barriol. Elle assure la gestion du port fluvial d'Arles ainsi que du Palais des Congrès qui accueille aussi bien des congrès, séminaires, conventions que des salons professionnels ou grand public. Elle gère aussi plusieurs centres de formation dont l’IRA et Supinfocom situés à Arles.
|                                             |  |  |
| Le port de commerce et le port touristique. |  |  |

### Emploi
Source Insee

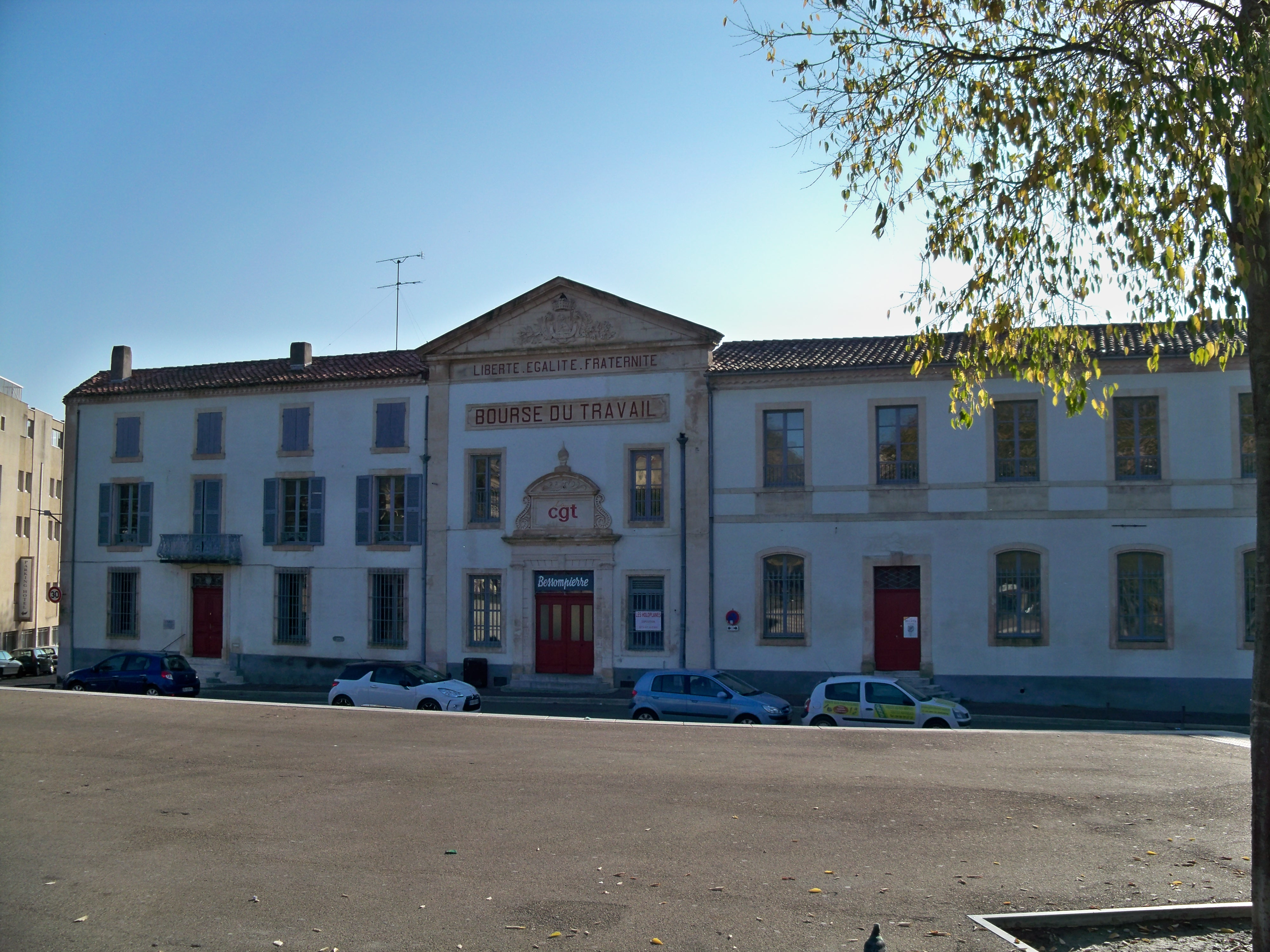
Bourse du travail.

La population active ayant un emploi s'élève à 16 503 personnes dont 8 047 femmes, ce qui montre un emploi relativement féminisé. Ces emplois situés à 78 % dans la commune correspondent essentiellement à des emplois salariés (14 563). Globalement, la population active ayant un emploi, et ce dans toutes les catégories, a diminué entre 1990 et 1999.
La structure professionnelle de la commune est caractérisée par une proportion d’ouvriers/employés, d'artisans/commerçants/chefs d'entreprise supérieure à celle constatée au niveau national. Par contre, les cadres sont relativement moins nombreux à Arles qu'ailleurs en France (10 % contre 13 %). Enfin, les agriculteurs restent bien représentés, surtout en comparaison du reste du département : 3 % contre 1 %.
Le chômage y reste supérieur à la moyenne nationale même si dans la commune, ce chiffre a connu une baisse sensible pour atteindre 12 % fin 2003.

### Politique de développement durable
La ville a engagé une politique de développement durable en lançant une démarche d'Agenda 21 en 2004.

### Structures administratives
Arles est le chef-lieu de deux cantons, le canton d'Arles-Est et le canton d'Arles-Ouest, ainsi que le siège d'un arrondissement des Bouches-du-Rhône, l'arrondissement d'Arles, qui comprend 9 cantons et 36 communes dont 4 de plus de 10 000 habitants pour une population totale de 180 948 habitants (recensement 1999).
Arles fait partie de la communauté d'agglomération Arles-Crau-Camargue-Montagnette depuis sa création en janvier 2004. Cette communauté peuplée de 75 939 habitants (recensement 1999) regroupe outre Arles, 4 autres communes : Boulbon, Saint-Martin-de-Crau, Saint-Pierre-de-Mézoargues et Tarascon.

### Budget communal
Source : Budget de 2004 sur le site de la mairie d'Arles
Le budget communal de 2004 a été le premier calculé en fonction de l'entrée en exercice de la communauté d'agglomération (Arles-Saint- Martin-de-Crau, Tarascon, Boulbon, Saint- Pierre-de-Mézoargues). En 2004, le budget se présentait ainsi :
Les recettes (taux de fiscalité locale)
- Taxe d'habitation : 24,33 %
- Taxe foncière sur le bâti : 27,65 %
- Taxe foncière sur le non-bâti : 55,79 %
- Taxe professionnelle perçue par la communauté d'agglomération : 27,04 %

Les dépenses
Budget de fonctionnement
- 81 millions pour le fonctionnement des services municipaux dont 44 millions en dépenses de personnels, avec comme principaux postes l’éducation-jeunesse-sports (15,3 millions) et la propreté-espaces verts (11,3 millions).
- 11 millions distribués en subventions et participations diverses
- 7 millions au titre des charges de santé confiées par la municipalité au Centre communal d'action sociale.
- 15 millions pour le service de la dette.

Budget Investissement
- 18 millions au titre des opérations inscrites, dont 8 millions aux projets structurants (Médiapôle, réfection de l'amphithéâtre et du théâtre antique, nouveau collège Mistral…)
- 1,4 million au plan sécurité pluvial
- 7,8 millions en projets de développement et de proximité, dont écoles et voirie.

### Justice
En décembre 2003, une crue du Rhône a provoqué une importante inondation dans la zone ou se trouve la maison centrale d'Arles. Les eaux sont montées jusqu'à 2 mètres, inondant le premier niveau des bâtiments. Tous les détenus ont été évacués d'urgence. Les travaux de remises en état et de rénovations sont prévus pour une capacité de 160 détenus.

### Jumelages
| Ville | Ville                 | Pays | Pays        | Période                     |
| ----- | --------------------- | ---- | ----------- | --------------------------- |
|       | Fulda,                |      | Allemagne   | depuis le 20 septembre 1964 |
|       | Jerez de la Frontera, |      | Espagne     | depuis le 4 juillet 1981    |
|       | Kalymnos,             |      | Grèce       | depuis 2004                 |
|       | Pskov,                |      | Russie      | depuis le 8 octobre 1977    |
|       | Sagné,                |      | Mauritanie  | depuis 1989                 |
|       | Verceil,              |      | Italie      | depuis septembre 1970       |
|       | Verviers,             |      | Belgique    | depuis septembre 1967       |
|       | Wisbech,              |      | Royaume-Uni | depuis le 25 avril 1964     |
|       | York,                 |      | États-Unis  | depuis le 4 juillet 1954    |

- Kalymnos est jumelée avec le village de Salin-de-Giraud, à Arles.

## Vie sociale

### Enseignement
En 2003-2004, 11 529 Arlésiens étaient scolarisés. Arles compte 40 établissements scolaires - maternelles et primaires -, accueillants 5 000 enfants.
La ville est dotée de quatre collèges publics (Ampère, Frédéric-Mistral, Robert-Morel et Vincent-Van-Gogh) et d'un collège privé catholique (Saint-Charles), qui accueillent 2 600 élèves. Sont également présents cinq lycées dont un lycée d'enseignement général (Montmajour), un lycée d'enseignement général et technologique (Louis-Pasquet) et trois lycées professionnels (Charles-Privat, Perdiguier et le lycée privé Jeanne-d’Arc), qui accueillent de 2 000 élèves dont la majorité dans le lycée Pasquet.
L’enseignement supérieur arlésien comprend de nombreux BTS, des formations universitaires (premier et second cycle en droit, conservation du patrimoine, activités culturelles, gestion des eaux et milieux aquatiques), et des écoles spécialisées, dont un Institut de formation en soins infirmiers, l'École nationale supérieure de la photographie et Motion Picture in Arles (MoPA), école du film d’animation et de l’image de synthèse.
En 2014, environ 1 300 étudiants suivent une formation supérieure dans la cité.
Sur le plan de la formation, les chiffres de 2011 reflètent une tendance observée depuis longtemps à Arles et dans la région : 24,7 % des Arlésiens âgés de 15 ans ou plus sont sans diplôme et 22 % ont fait des études supérieures courtes ou longues (contre respectivement 24,3 % et 24 % au niveau national en 2013).

### Santé
La ville d'Arles dispose d'un centre hospitalier et d'une clinique.
Commandé par le ministère de la Santé et conçu par les architectes Paul Nelson (1895-1979) avec A. Remondet, P. Devinoy et J.-P. Sabatie, le centre hospitalier Joseph-Imbert remplace l'ancien hôpital de l'Hôtel-Dieu situé dans le centre-ville, qui devient alors l'espace Van-Gogh et abrite désormais la médiathèque de la ville.
Le nouvel hôpital est construit entre 1965 et 1974 sur une parcelle de vingt hectares à environ deux kilomètres du centre historique dans le quartier de Fourchon. Il regroupe sur un même site un hôpital général de 490 lits, un hôpital psychiatrique, des services de consultations externes, et un pôle important de « prévention » destiné à l’éducation de la santé : médecine préventive, information médicale et planning familial. Depuis 1996, l'hôpital fait l'objet d'une inscription à l'inventaire des monuments historiques.
La ville possède également la clinique Jeanne-d’Arc située dans le quartier des Mouleyrès.

### Religion

#### Christianisme
La ville d'Arles possède un prieuré bénédictin, de la Congrégation Notre-Dame d'Espérance.

#### Protestant Évangélique
- Temple Protestant d'Arles, rue de la Rotonde[145].
- Église Évangélique Arles, avenue Sadi Carnot[146].
- Assemblée de Dieu d'Arles, chemin de Séverin[147].
- Église Évangélique de Pen, rue Voltaire.

#### Islam
La communauté musulmane d'Arles possède 4 mosquées : une mosquée à proximité des arènes, une mosquée dans le quartier de la Roquette, une mosquée An-nassr à proximité du cimetière et une mosquée Rahma dans le quartier Barriol, récemment agrandie et rénovée.

### Sécurité

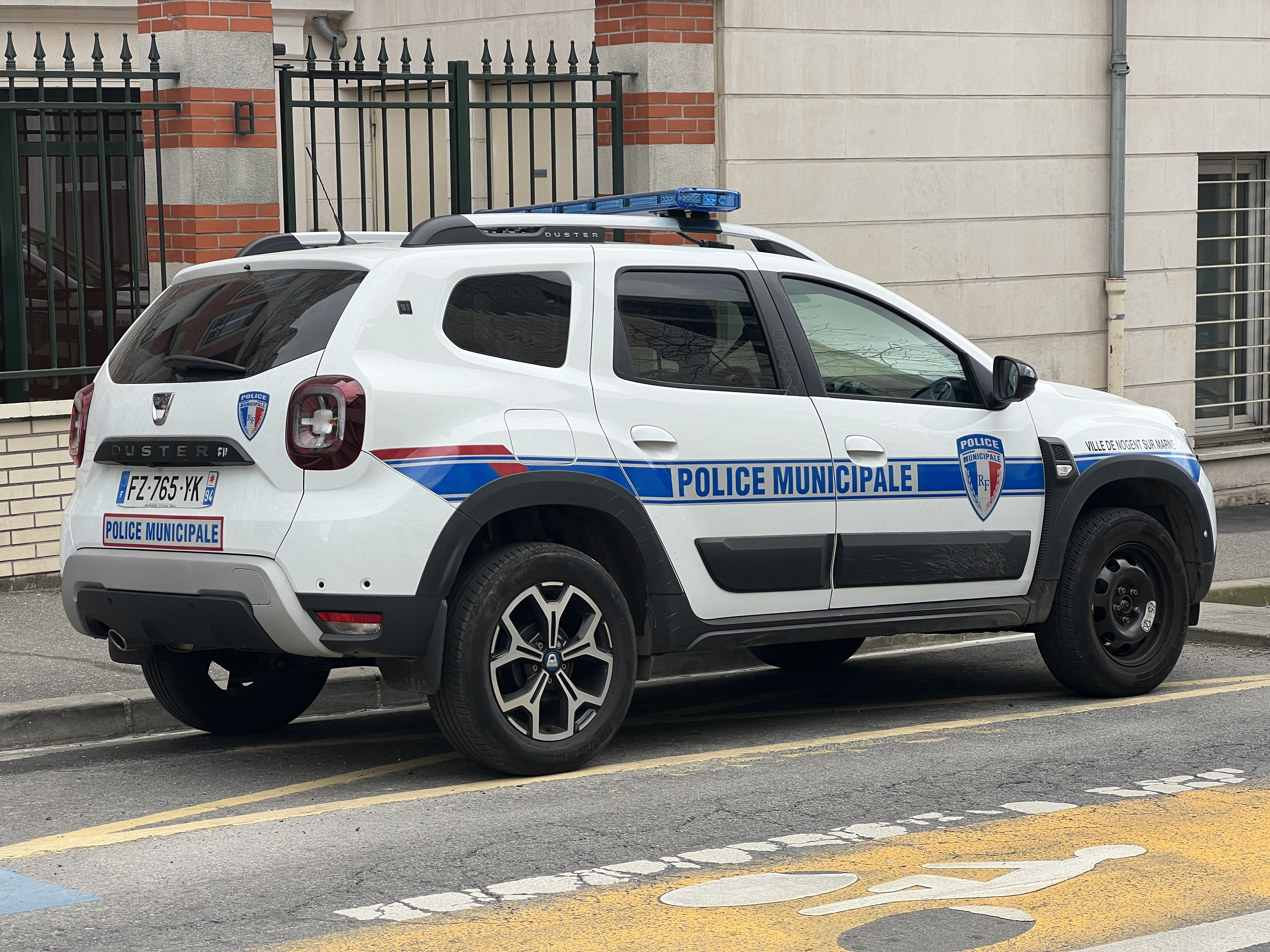

La ville dispose sur le boulevard des Lices d'un commissariat et d'une gendarmerie côte à côte, ainsi qu'un nouveau commissariat de la police municipale équipé d'un centre de surveillance urbain(CSU) sur le même boulevard. La ville possède aussi un garde champêtre pour ses espaces verts.

### Sports et loisirs

#### Sentiers de grande randonnée (GR)
La ville d'Arles est le point départ ou d'arrivée de plusieurs sentiers de grande randonnée (GR) :
- le GR 653[148] ou via Tolosana, un des chemins du pèlerinage de Saint-Jacques-de-Compostelle ;
- le GR 700 ou chemin de Régordane ;

#### Football
La ville d'Arles compte un club de football nommé l'Athlétic Club arlésien évoluant pour la saison 2011-2012 en Ligue 2 après avoir été en 2010-2011 en Ligue 1. Elle est la ville d'origine des footballeurs Djibril Cissé, Gaël Givet et de l'entraîneur Michel Estevan.

#### Rugby
- Rugby Club Arlésien rugby à XV. Le Club est fondé en 1959, sous le nom d'USCA (Union Sportive des Cheminots Arlésiens), par messieurs Harang et Dionnet, il deviendra Rugby Club Arlésien en 1987. Plusieurs fois Champion de Provence (1re, 2e et 3e Série), le club accédera à la 3e division en 2006, sous la houlette de Foudil Youbi. Avec plus de 280 licenciés, il est le deuxième club sportif de la ville, avec une formation solide. Une convention avec le lycée Pasquet a été signée, permettant aux jeunes Arlésiens de pratiquer le rugby en UNSS. Le RC Arles joue au stade des Cités.
- Arles compte une école de rugby à XIII

#### Athlétisme
- Le Stade Olympique Arlésien propose à ses adhérents la pratique des épreuves multiples. Le club possède une forte tradition dans le domaine du saut à la perche et des épreuves combinées. Le club organise aussi chaque année un meeting international d’épreuves combinées.

## Culture locale et patrimoine

### Lieux et monuments

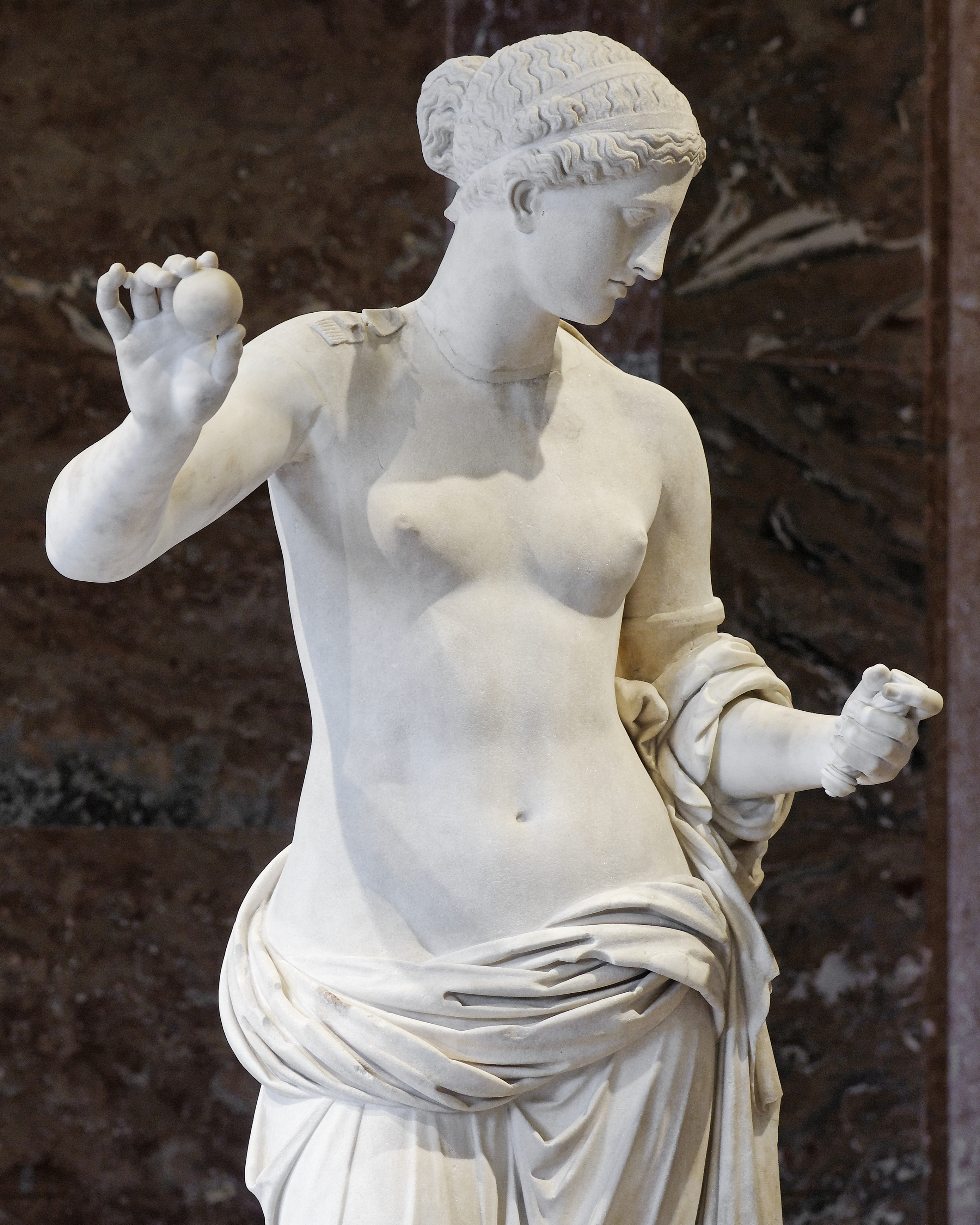
La Vénus d'Arles est au Louvre après avoir orné Versailles. Une copie est à l'hôtel de ville d'Arles, une autre (sans bras) est au musée de l'Arles antique.

Arles est classée ville d'art et d'histoire.
Une douzaine de monuments sont inscrits sur la liste de 1840 dressée par Prosper Mérimée. Une grande partie des monuments est protégée dès la première moitié du XXe siècle. Sur le territoire d’Arles, il y a 44 monuments historiques classés et 48 monuments inscrits à l’inventaire supplémentaire au 1er janvier 2006. La grande majorité de ces édifices est située dans le centre historique.
Les monuments romains et romans d'Arles sont inscrits sur la liste du patrimoine mondial de l'UNESCO depuis 1981, ainsi que 65 ha du centre-ville.
Des campagnes de dégagement des principaux sites gallo-romains aux XVIIIe et XIXe siècles et plus récemment, des fouilles archéologiques sous-marines menées dans le Rhône en 2007 ont conduit à la découverte de remarquables sculptures romaines en marbre, notamment dans les ruines du théâtre, un buste d'Auguste en Apollon et surtout deux Aphrodites, la tête d'Arles et la Vénus d'Arles, et un buste réaliste de Jules César et un Neptune dans le Rhône, témoignages inédits du riche passé antique de la cité.

#### Patrimoine public
Le patrimoine public historique arlésien se compose essentiellement de monuments romains et médiévaux. Il est complété par quelques réalisations majeures de la Renaissance et de la période classique ; il comprend également des édifices plus contemporains. La plupart sont classés ou inscrits comme monuments historiques et figurent sur la liste du patrimoine mondial de l'humanité.
La ville possède encore, aux angles des rues les plus anciennes, de nombreuses niches médiévales où se trouvaient autrefois des statues de saints, considérés comme des saints protecteurs. Malheureusement la plupart des statues sont aujourd'hui manquantes.

Quelques niches d'angle
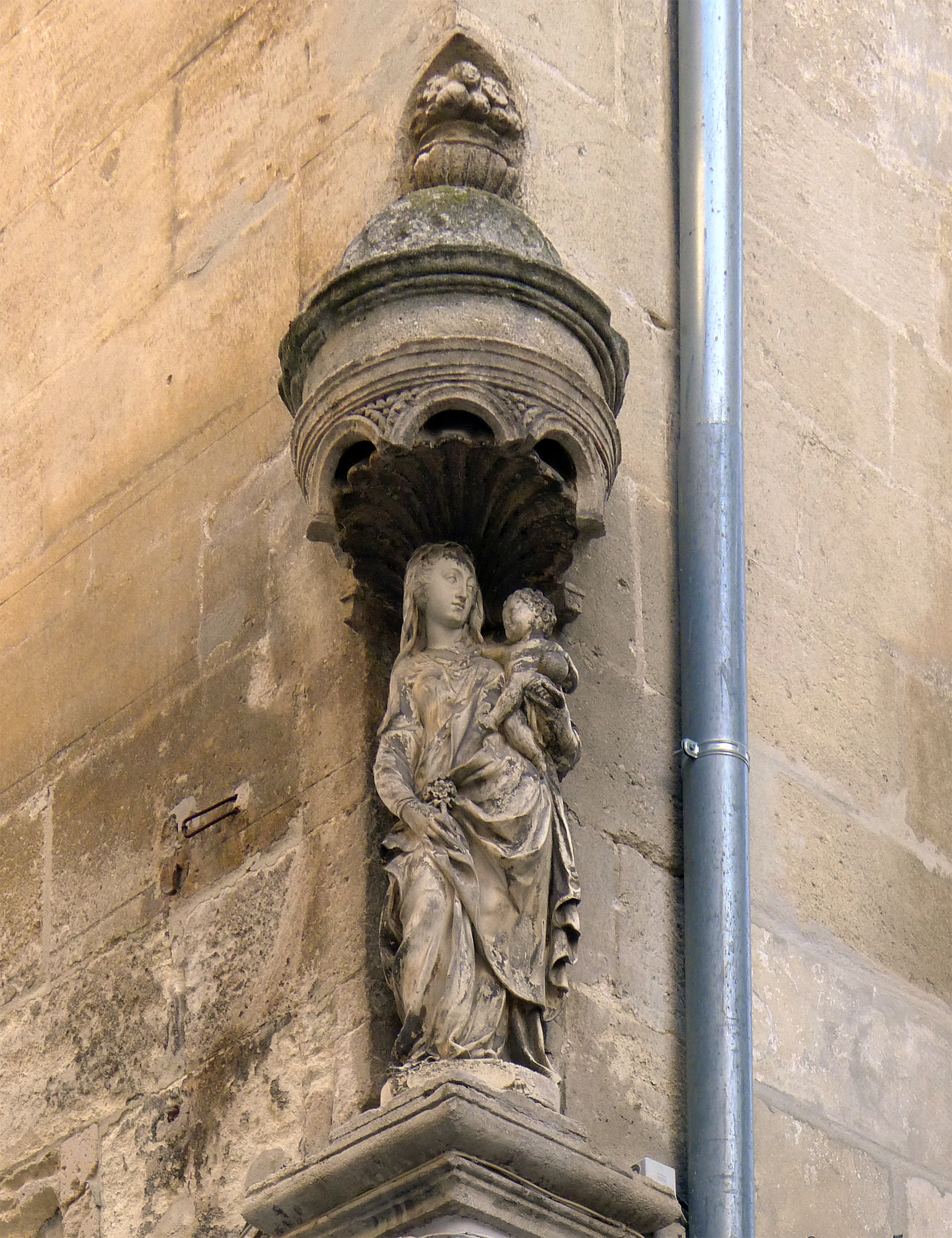
Vierge à l'Enfant à l'angle de la rue Barreme.
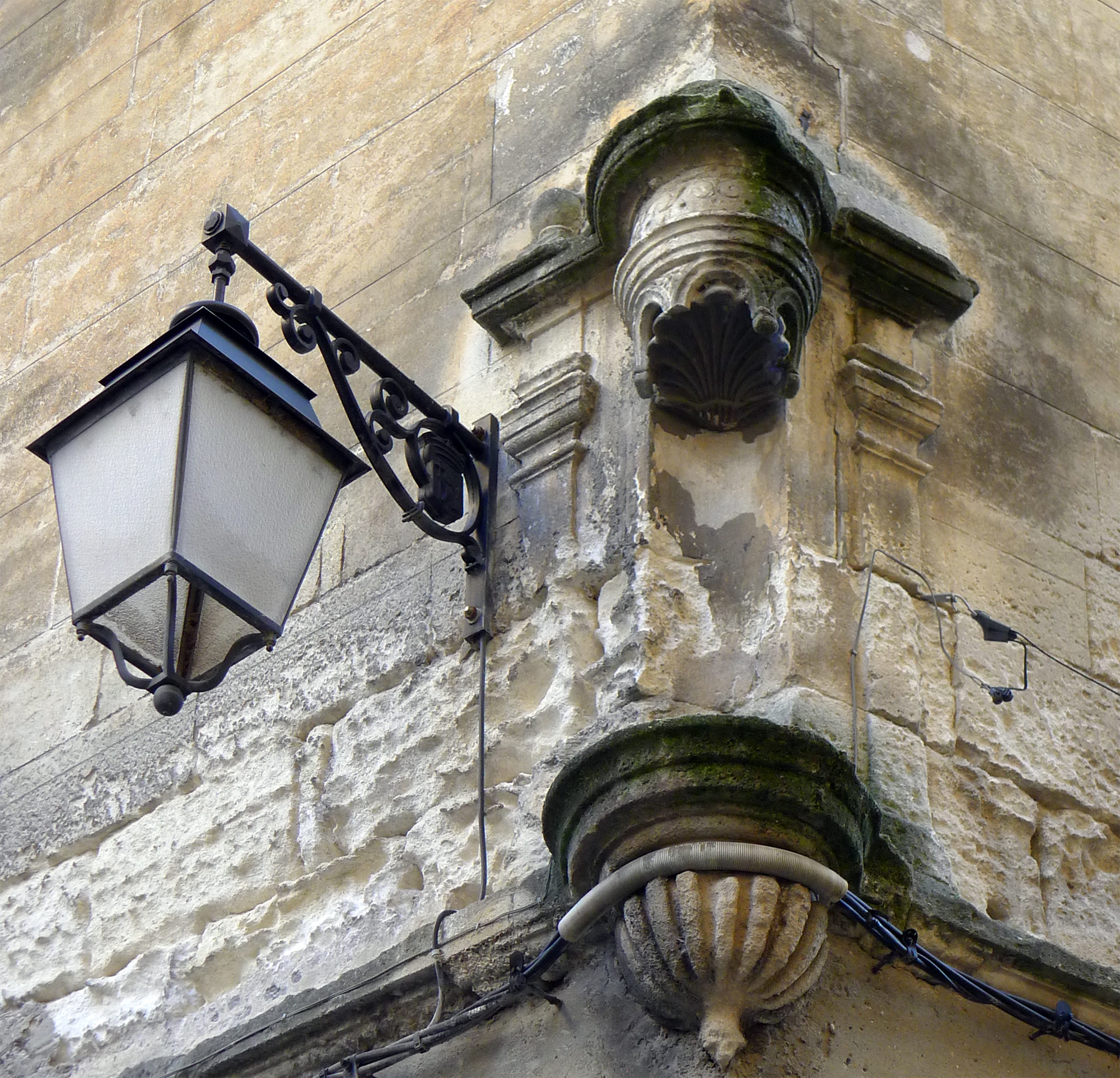
Angle de la rue du Forum.
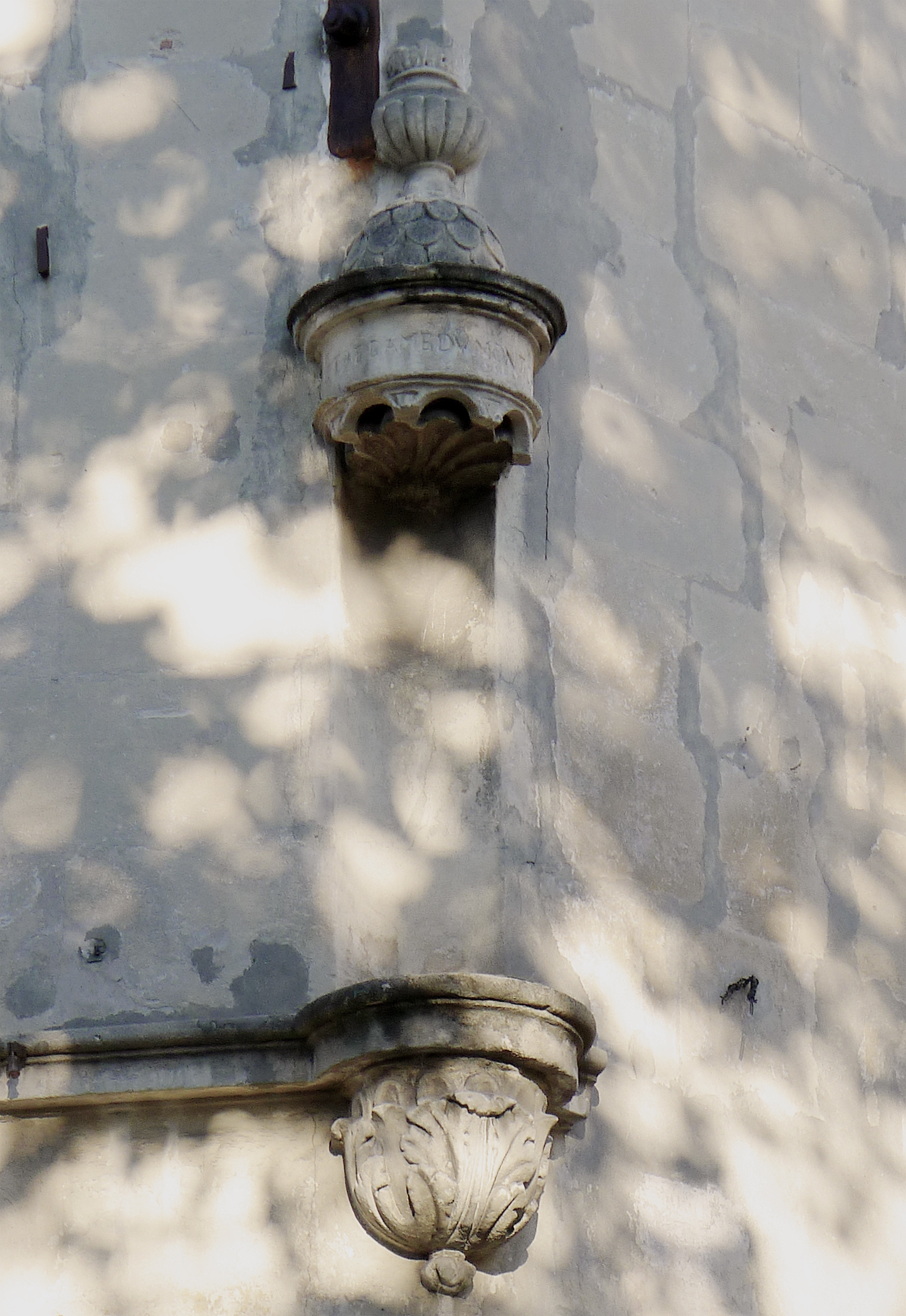
Angle de la rue de la Rotonde.
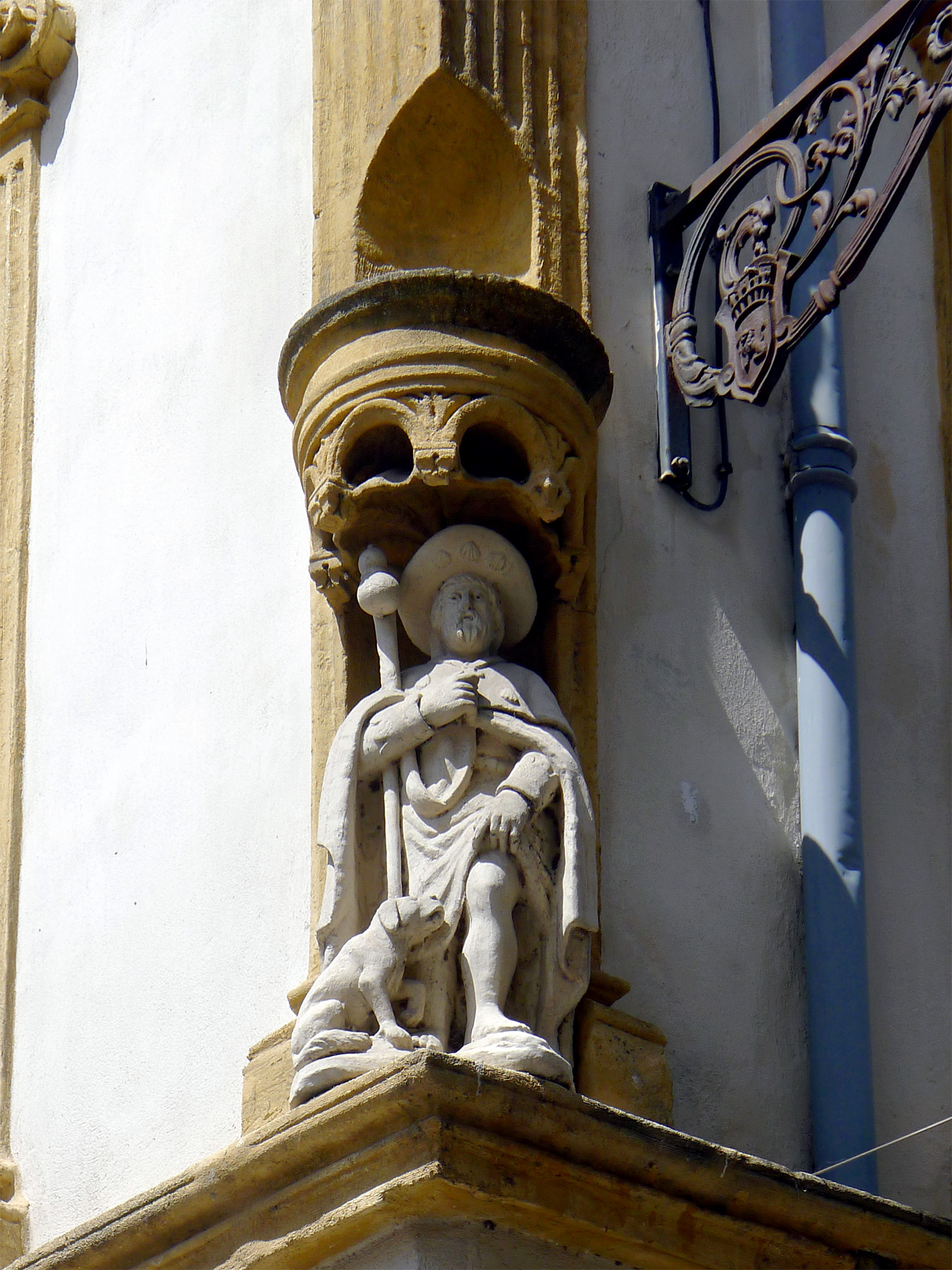
Statue de saint Roch au 14 rue du Quatre-Septembre.

#### Patrimoine religieux

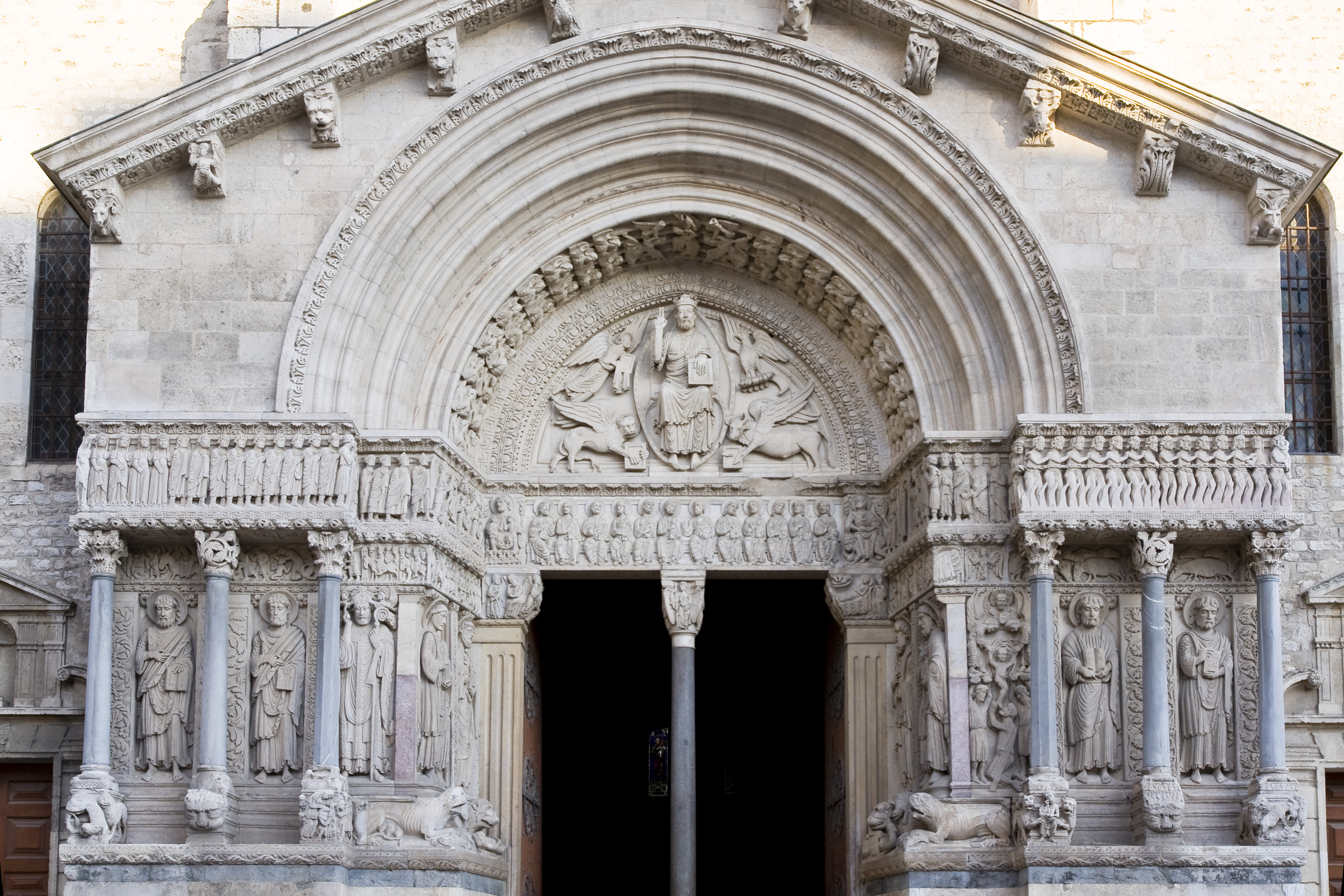
Portail de la cathédrale Saint-Trophime (fin du XIIe siècle).

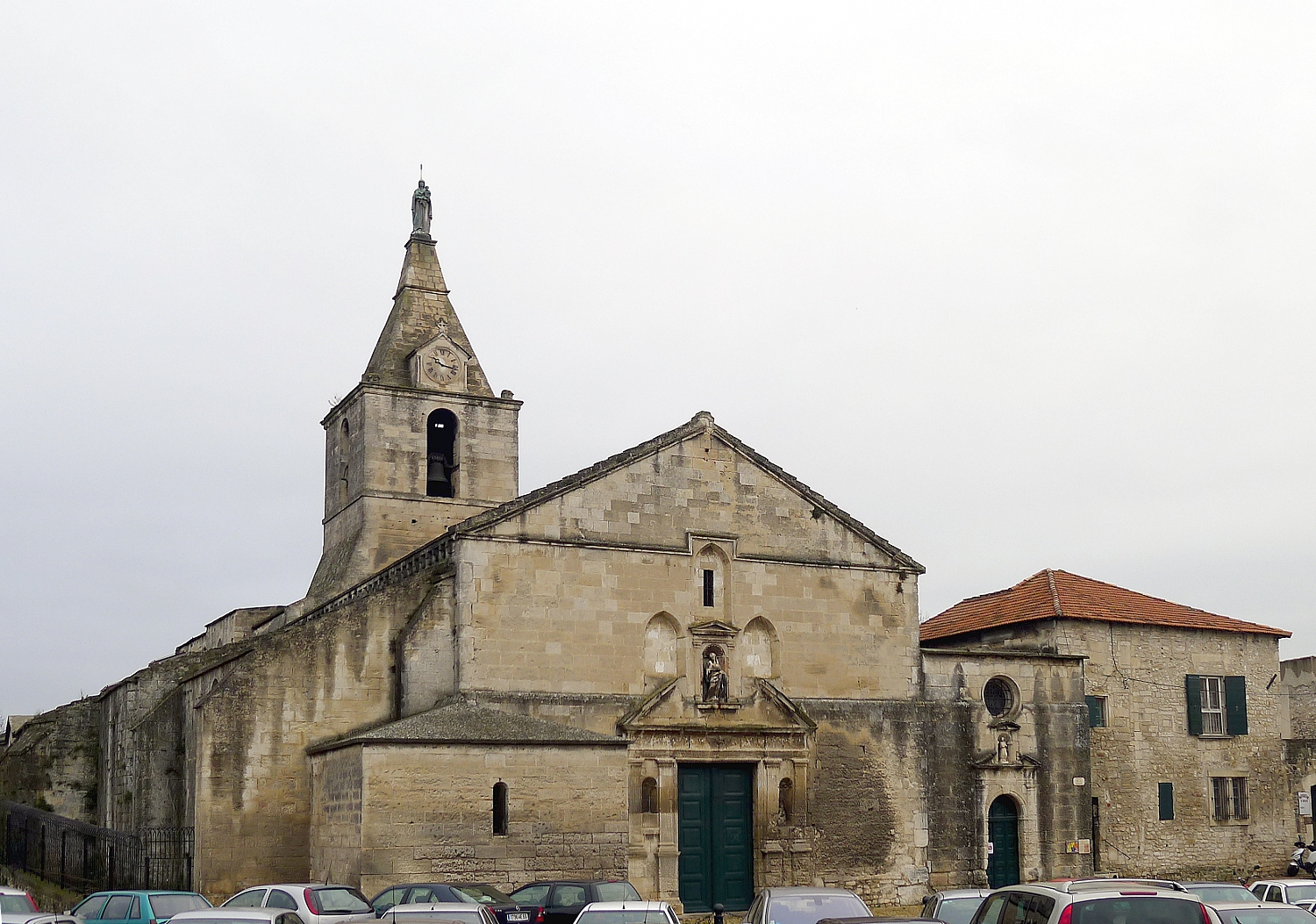
Église Notre-Dame-de-la-Major (XIIe siècle).

Le patrimoine religieux arlésien comprend de nombreux édifices et vestiges, de l'époque romaine jusqu'au XVIIIe siècle, dont une grande partie est classée aux monuments historiques (CMH) ou inscrits à l'inventaire des monuments historiques (IIMH); quelques-uns figurent également au patrimoine mondial de l'Unesco (PMU).
Principaux édifices religieux arlésiens :
- Abbaye Saint-Césaire et basilique paléochrétienne, les plus vieux édifices et vestiges religieux de la ville
- Église de la Major
- Église Saint-Césaire
- Église Saint-Julien
- Cathédrale Saint-Trophime et son cloître
- Commanderie Sainte-Luce
- Prieuré hospitalier, aujourd'hui devenu le musée Réattu
- Église des Dominicains
- Église Sainte-Anne

Une liste plus complète des monuments religieux est accessible par la boîte déroulante ci-dessous.

#### Patrimoine privé

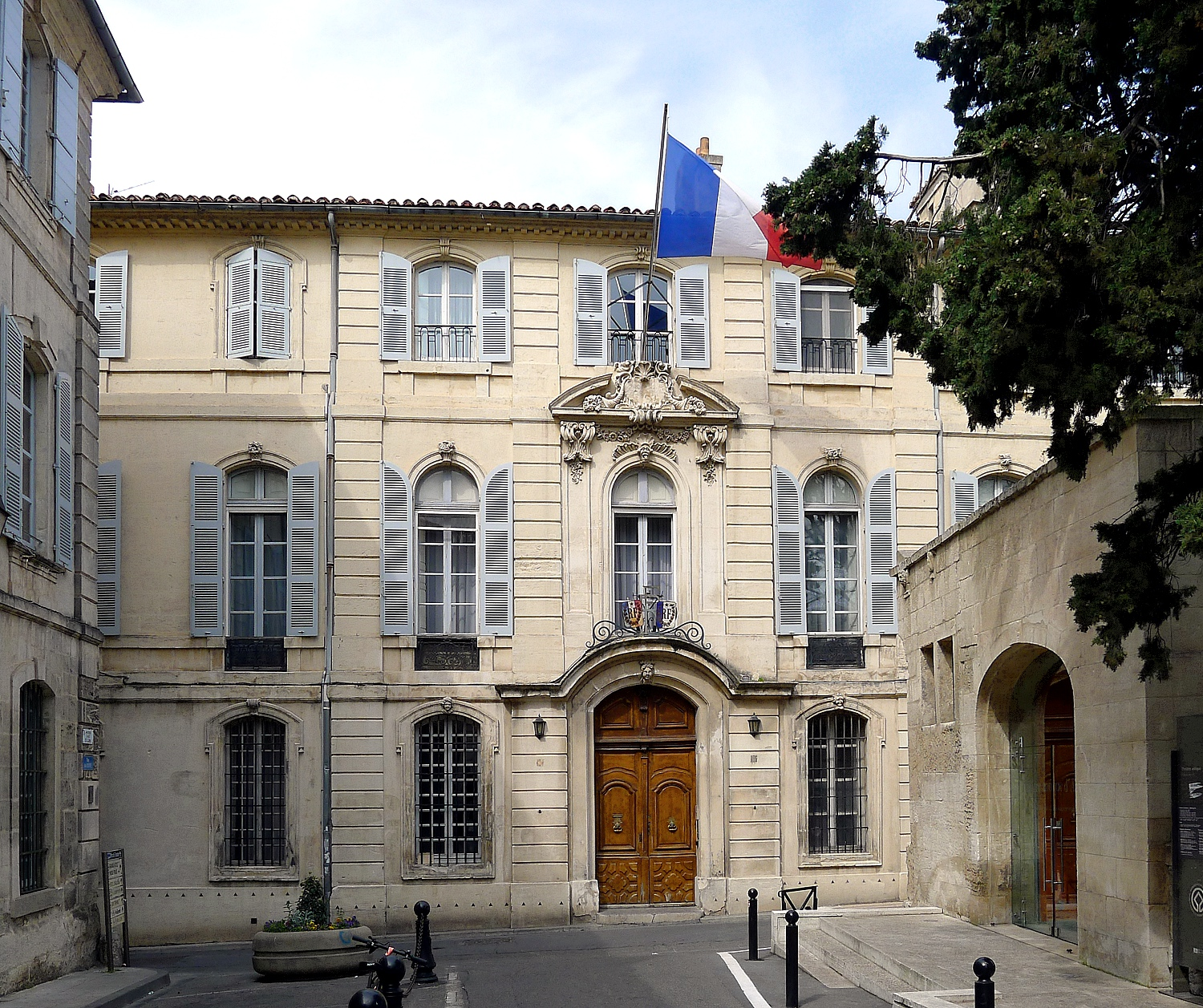
Hôtel Courtois de Langlade (XVIIIe siècle).

Le patrimoine privé arlésien comprend essentiellement des hôtels particuliers bâtis pour la plupart à la Renaissance ou à la période classique. Une grande partie de ces édifices est classée aux monuments historiques (CMH) ou inscrite à l'inventaire des monuments historiques (IIMH).
Principaux édifices du patrimoine privé arlésien :
- Hôtel Laval Castellane, autrefois collège des jésuites, aujourd’hui Museon Arlaten
- Hôtel Courtois de Langlade, aujourd’hui siège de la sous-préfecture d'Arles
- Hôtel Quiqueran de Beaujeu, aujourd’hui École nationale supérieure de la photographie
- Rotonde, initialement club de la noblesse arlésienne, transformée en temple protestant
- Hôtel Barrême de Manville
- Verrerie de Trinquetaille, un rare exemple d'architecture industrielle du XVIIIe siècle.

Une liste plus complète des édifices composant le patrimoine privé arlésien est accessible par la liste déroulante ci-dessous.

### Patrimoine culturel
Le patrimoine culturel arlésien comprend plusieurs musées : le musée départemental de l'Arles antique qui contient de nombreux sarcophages (en particulier de rares sarcophages paléochrétiens), la copie de la célèbre Vénus d'Arles et un chaland exceptionnellement bien conservé, 
le Museon Arlaten fondé par Frédéric Mistral où se trouvent des collections représentatives des arts, de l'ethnologie et de l'histoire du pays d'Arles, 
le musée Réattu qui abrite pour l'essentiel une partie de l'œuvre du peintre arlésien Jacques Réattu, des dessins de Pablo Picasso et des œuvres de photographes du monde entier 
et la Fondation Vincent-van-Gogh où sont exposés des artistes contemporains rendant hommage à Vincent van Gogh.
À ces musées urbains, il convient d'ajouter le musée de la Camargue, situé à une douzaine de kilomètres de la ville, dont les collections retracent l'évolution des activités humaines du delta du Rhône.

### Patrimoine naturel
La commune d'Arles est la seule commune française à posséder cinq réserves naturelles complètement ou en partie sur son territoire :
- Réserve naturelle nationale de Camargue ;
- Réserve naturelle nationale des Coussouls de Crau ;
- Réserve naturelle nationale des marais du Vigueirat ;
- Réserve naturelle régionale de l'Ilon ;
- Réserve naturelle régionale de la Tour du Valat.

### Autres patrimoines

#### Spécialités gastronomiques

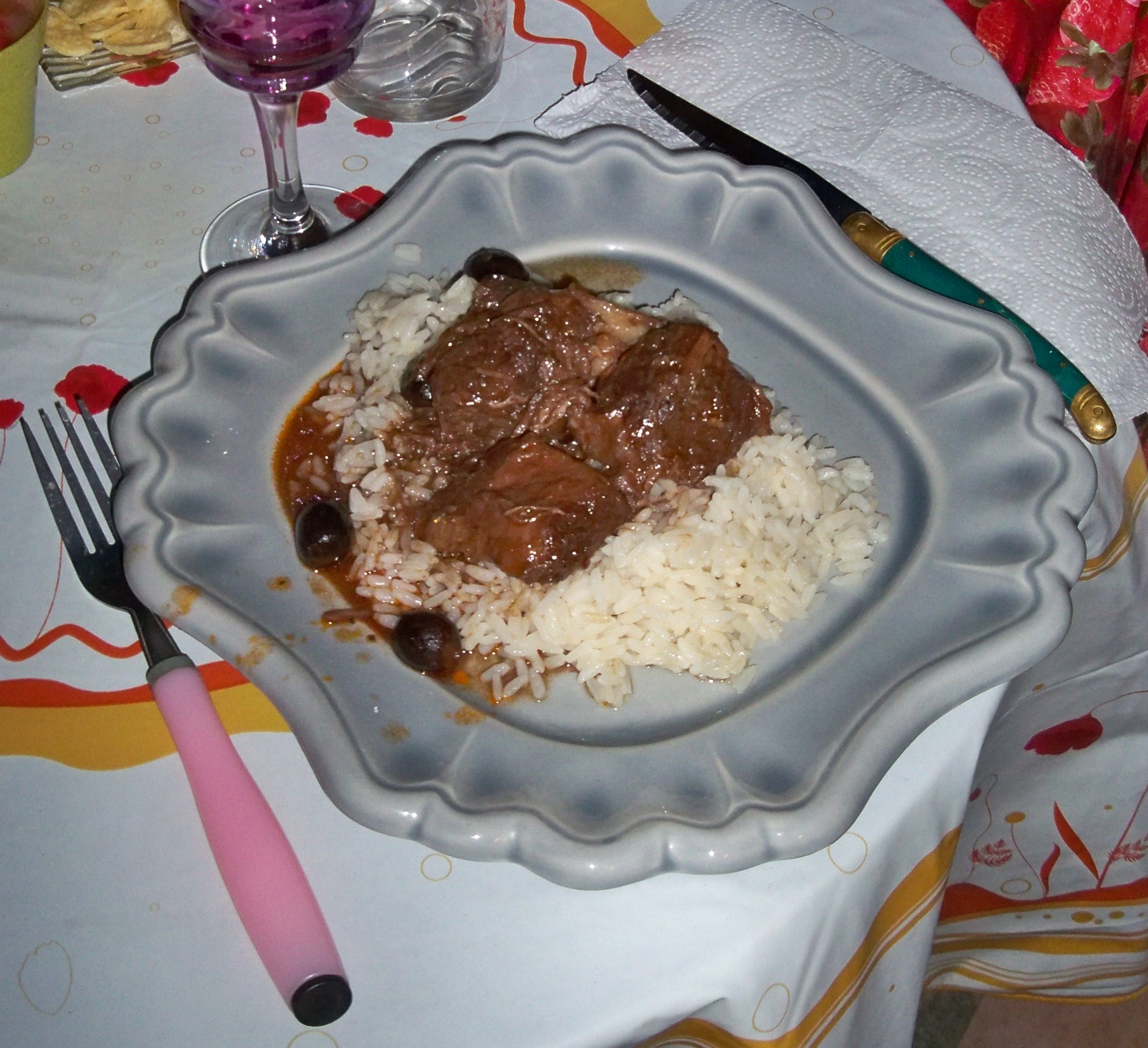
Gardianne de taureau.

Saucisson d'Arles, viande de taureau grillée, bœuf gardianne, catigot d'anguilles, tomme d'Arles (fromage de brebis qui porte en fonction de son affinage les noms d'Arlésienne, Lou Gardian ou Lou Pastre), le fricot des barques, la broufade.

#### Élection des reines d'Arles

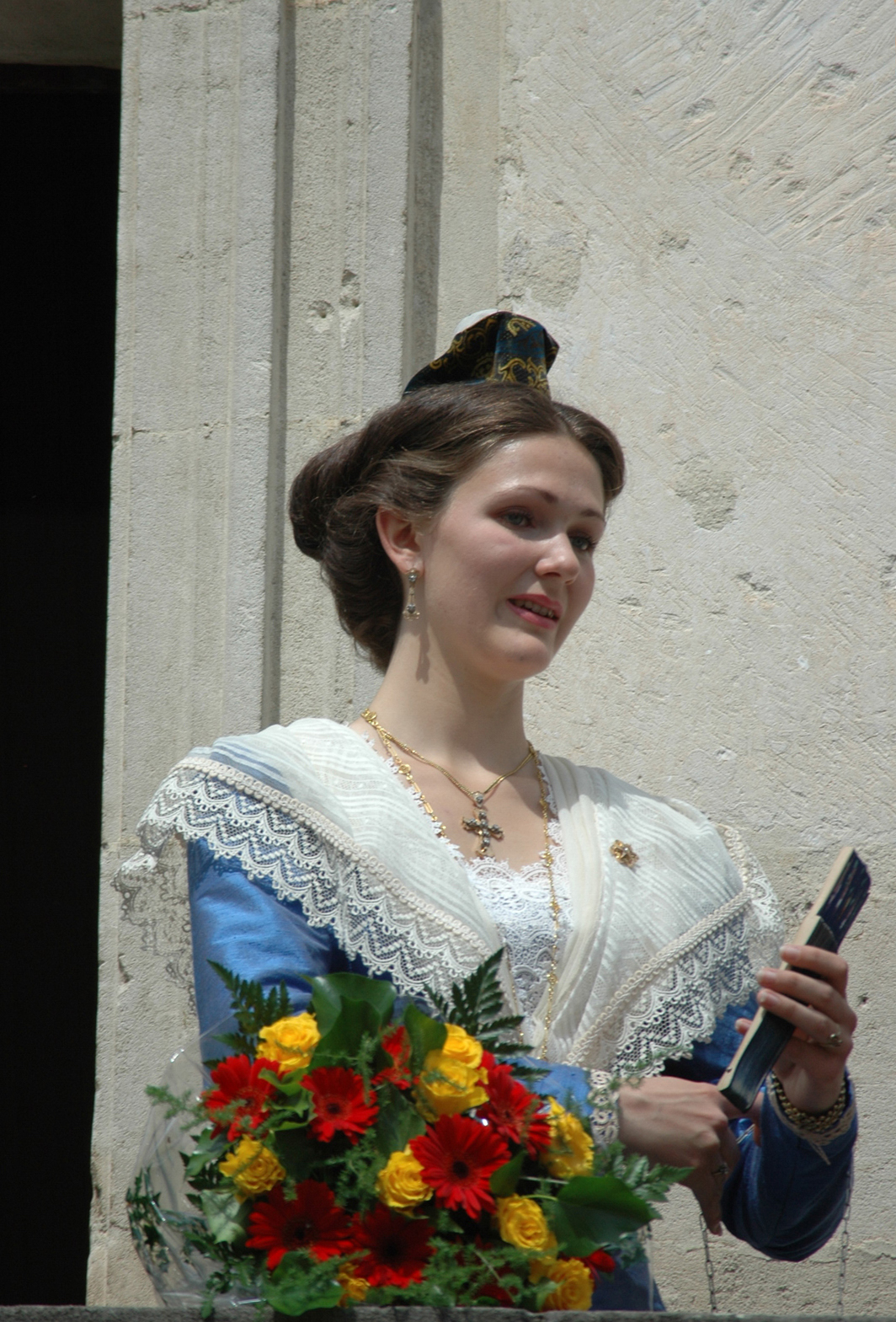
Nathalie Chay, d'Arles.

Depuis 1930, la municipalité d'Arles organise l'élection d'une reine d'Arles. La reine d'Arles est la représentante officielle de la culture, de la langue et des traditions du pays d'Arles. Elle personnifie l'Arlésienne par excellence, célébrée par ailleurs notamment dans la musique (Georges Bizet), la poésie et la littérature (Frédéric Mistral). Généralement revêtue du costume traditionnel, elle joue ainsi un rôle dans la plupart des manifestations culturelles de la région. Elle assure aussi la réception d'hôtes de prestige dans la ville d'Arles.

### Activités culturelles et festives

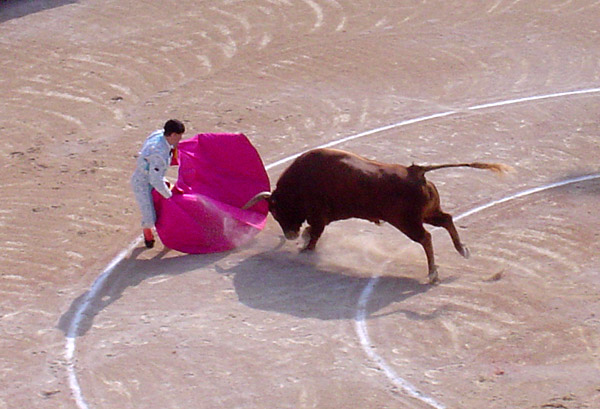
Corrida à Arles.

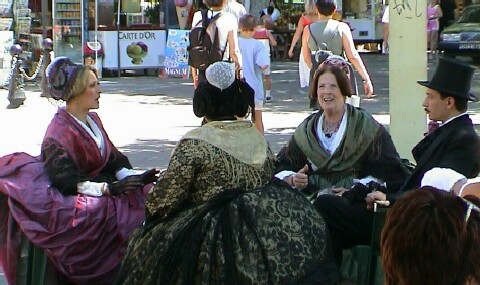
Arlésiennes.

- Arles est le siège de plusieurs maisons d'édition (Harmonia Mundi, Actes Sud, Picquier, Phonurgia Nova, Les Arêtes), de la radio 3DFM, et accueille l'Université d'été de la radio.
- Elle possède deux théâtres, le théâtre municipal d’Arles et celui de la Calade, ainsi que deux cinémas, le Fémina et le cinéma Actes Sud[Note 28].
- Rencontres de la photographie d'Arles : Depuis 1970, ce festival de photographie, créé par le photographe arlésien Lucien Clergue, l'historien Jean-Maurice Rouquette et l'écrivain Michel Tournier, se tient chaque année à Arles au mois de juillet.
- L'École nationale supérieure de la photographie, fondée en 1982, est la seule école d'art en France exclusivement consacrée à la photographie. Installée depuis sa création dans l'hôtel Quiqueran de Beaujeu, rue des arènes, en plein cœur de la ville, l'école déménage en 2019 dans un nouveau bâtiment, conçu par l'architecte Marc Barani, sur le site des anciens ateliers SNCF, à proximité immédiate de tour construite par Frank Gehry pour abriter la Fondation Luma.
- L’Arlésienne est le titre d'un conte du voisin nîmois, Alphonse Daudet, devenu ensuite un drame en trois actes mis en musique par Georges Bizet.

La ville est animée par les fêtes traditionnelles (l'élection de la reine d'Arles, la feria de Pâques, la feria du riz et tous les autres événements taurins, le salon des santonniers), les rencontres photographiques et de nombreux festivals (festival de musique du monde des « Suds, à Arles », festival de musique Actes Sud, festival du film Peplum, festival de photos de nu…). Arles dispose aussi d'un important marché qui se tient deux fois par semaine, le mercredi et samedi, le long des anciens remparts de la ville.
Agenda des principales manifestations
- Pâques : Feria pascale
- 1er mai : Fête des Gardians et tous les trois ans élection de la Reine d'Arles
- Début mai : Festival européen de la photo de nu
- Mi-mai : Jazz in Arles
- Début juillet : Les Fêtes d'Arles (pegoulado, fête du costume et cocarde d'or)
- Début juillet : Les Rencontres d'Arles (Rencontres internationales de la photographie)
- Mi-juillet : Les Suds à Arles, (musiques du monde) et les escales du Cargo (concerts)
- Fin juillet : Université d'été de la radio
- Fin août : Arelate (journées romaines) et festival du film Peplum
- 2ème week end de Septembre : Feria du ruz
- Mi-septembre : Festival du cheval et Camargue gourmande
- Fin septembre : Fête des prémices du riz
- Fin septembre : Salon des antiquités et de la brocante
- Fin octobre : Festival de la harpe
- Mi-novembre : Assises de la traduction littéraire
- Fin novembre : Provence Prestige
- Fin novembre-début janvier : Salon international des santonniers
- Fin décembre : Drôles de Noël

La ville est membre du l'Union des villes taurines françaises.

### Nées en  Arles
Antiquité et Moyen Âge

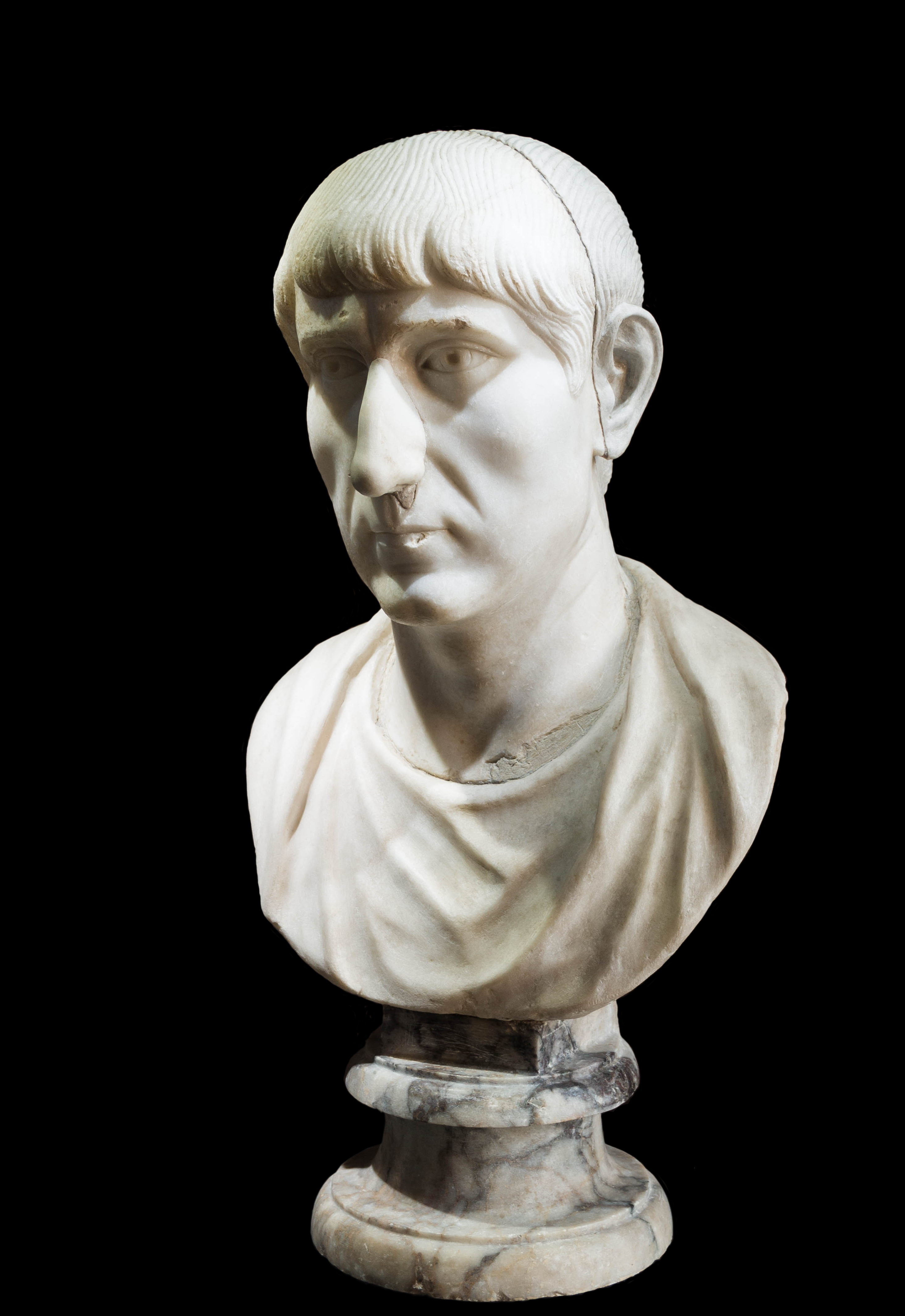
Constantin II (empereur romain).

- Marcus Mettius Rufus (c.50 - ?), préfet d’Égypte puis de l’annone.
- Favorinus d'Arles (c.85 - c.150), philosophe sceptique ou appartenant à la Nouvelle Académie.
- Constantin II (7 août 314 - 340), fils de Constantin Ier et empereur romain.
- Ennode de Pavie (473-521), évêque de Pavie.
- Parthenius (c.485-548), fonctionnaire gallo-romain qui servit à la fois les Ostrogoths et les Francs.
- Constance d'Arles (986-1032), fille de Guillaume Ier (c.950-†993) comte d’Arles, et Adélaïde d'Anjou (†1026), reine de France par son mariage avec Robert II.
- La Maison des Porcellets, illustre dynastie noble de Provence.
- Kalonymus ben Kalonymus ben Meir (1286-ap.1328), rabbin provençal, philosophe et traducteur.

Renaissance et période classique

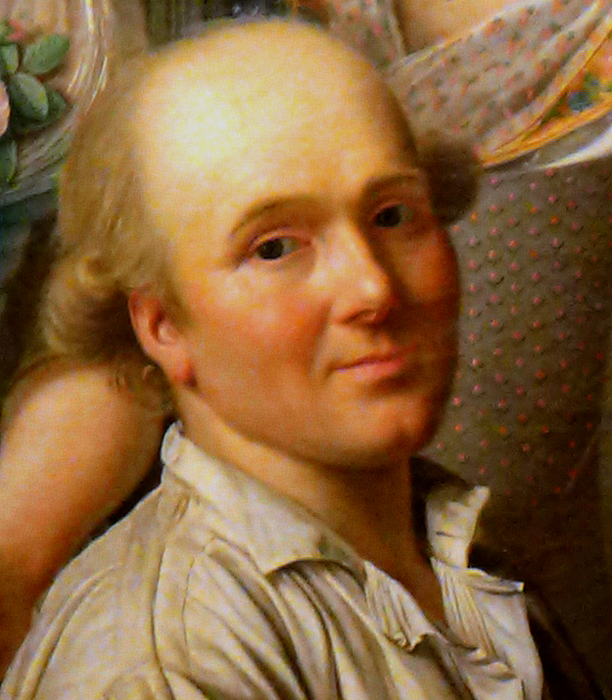
Antoine Raspal.

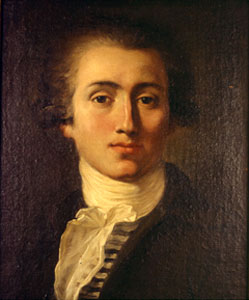
Jacques Réattu.

- Jeanne du Laurens (1563-1635), femme de lettres.
- Trophime Bigot (1579-1650), peintre.
- François Vautier (1589-1652), médecin et botaniste, médecin personnel de Marie de Médicis puis de Louis XIV.
- Jean-Louis Roullet (1645-1699), graveur.
- Jean Dedieu (1646-1727), sculpteur, grand-oncle d’Antoine Raspal et arrière-grand-oncle de Jacques Réattu.
- Jean-Antoine de Barras de La Penne (1650-1730), officier et écrivain de marine, commandant du port de Marseille.
- Honoré de Quiqueran de Beaujeu (1655-1736), évêque de Castres.
- Philippe Sauvan (1697-1792), peintre.
- Jean-Joseph Balechou (1715-1765), graveur.
- Guillaume de Barrême de Châteaufort (1719-1775), aristocrate et peintre, père naturel du peintre Jacques Réattu.
- Alexandre Savérien (1720-1805), ingénieur de marine et philosophe.
- Jean-Baptiste Marie de Piquet (1729-1786), dit « marquis de Méjanes », aristocrate, homme politique et bibliophile.
- Joseph Patrat (ou Patras) (1733-1801), acteur et dramaturge.
- Jean Henry, dit Henry d'Arles (1734-1784), peintre.
- Antoine Raspal (1738-1811), peintre.
- Honoré Joseph Royer, (1739-1794), né à Arles, guillotiné à Paris le 7 juillet 1794, prêtre, député aux États généraux de 1789.
- Mathieu Louis Anibert (1742-1782), avocat, poète et historien.
- Jean Donadieu, (1744-1794), général de la révolution française.
- Pierre Véran (1744-1819), archéologue, conservateur de musée et historien.
- Guillaume de Bonnemant (1747-1820), avocat et homme politique, député du tiers aux États généraux de 1789.
- Pierre Antoine Antonelle (1747-1817), aristocrate jacobin, 1er maire élu de la cité et président du Club des jacobins lors de la Terreur révolutionnaire.
- Jacques Réattu (1760-1833), peintre, grand prix de Rome en 1790.

Époque contemporaine

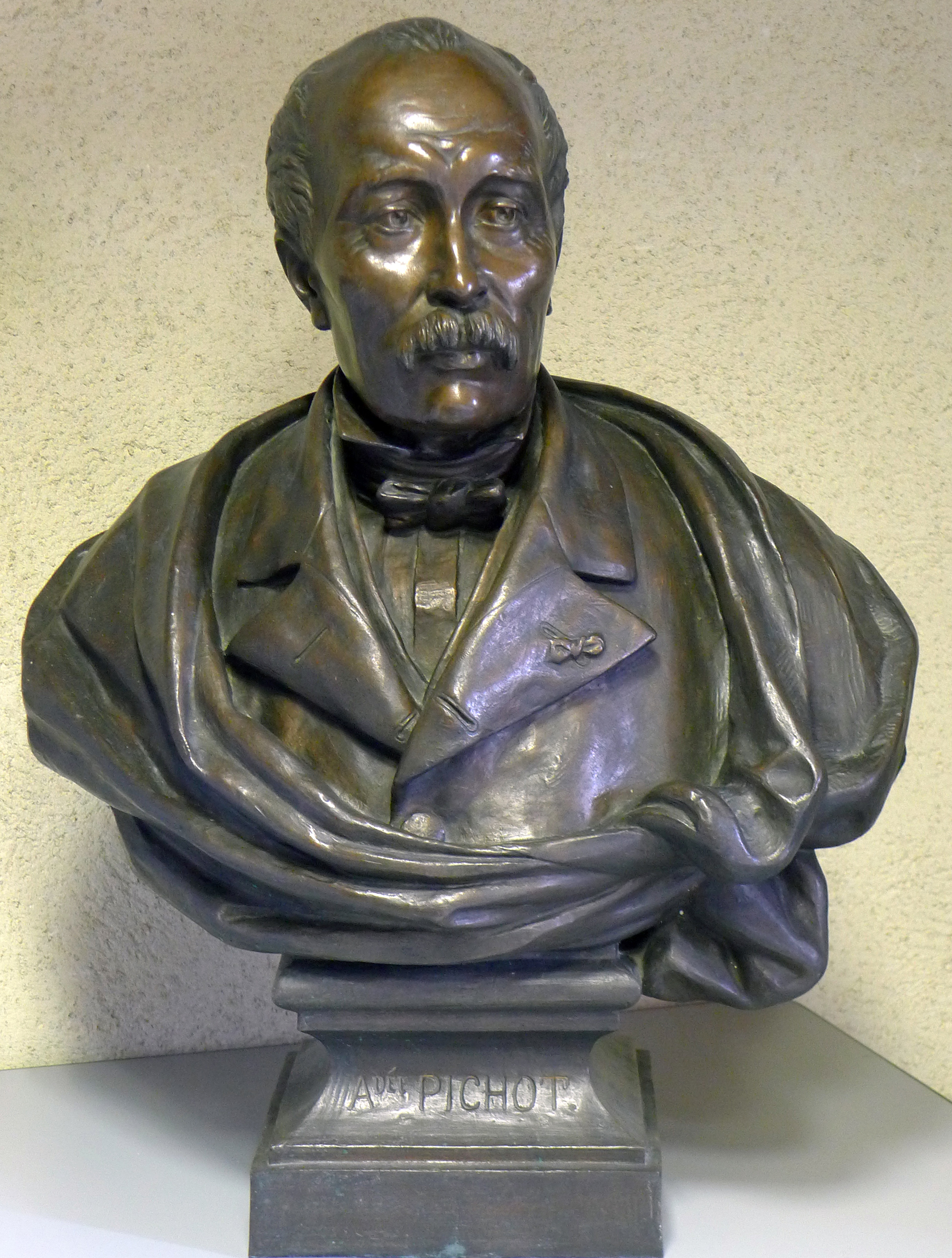
Buste d'Amédée Pichot de la médiathèque d'Arles.

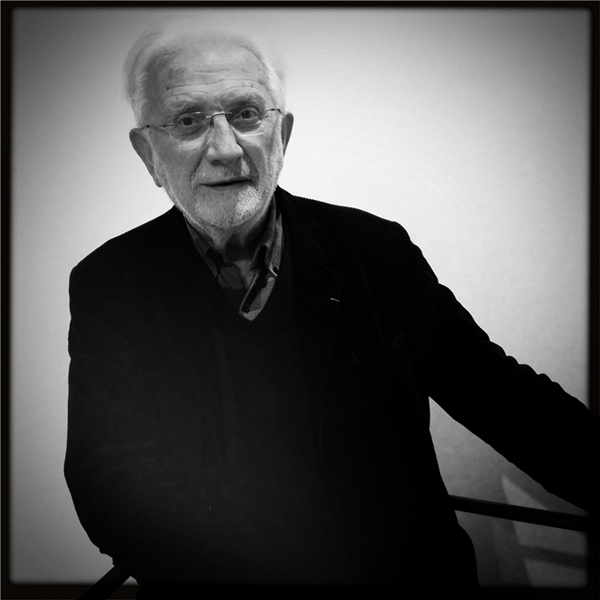
Lucien Clergue.

- Baron de Chartrouse (1772-1843), maire d'Arles, restaurateur des arènes et du théâtre romain, également botaniste et ornithologiste.
- Joseph André Raybaud (1787 à Arles-1857 à Eyguières), homme politique.
- Amédée Pichot (1795-1877), écrivain français.
- Jean Baptiste Marie Fouque (1819-1880), peintre.
- Jacques Marie Trichaud (1823-1894), chanoine, prédicateur et historien arlésien.
- Dominique Roman (1824-1911), photographe.
- Auguste Véran (1839-1927), architecte des monuments historiques.
- Jean Turcan (1846-1895), sculpteur.
- Antoine Duc-Quercy (1856-1934), journaliste socialiste.
- Émile Abel-Bernard (1860-1909), député de Vaucluse, maire de Cadenet.
- Ferdinand Payan (1870-1961), coureur cycliste professionnel termina 12e lors du premier Tour de France de 1903.
- Marius Allard (1871-1895), coureur cycliste professionnel.
- Jeanne Calment, née le 21 février 1875 à Arles (Bouches-du-Rhône) et morte le 4 août 1997 à l'âge de 122 ans à Arles, ville où elle aura passé l’intégralité de sa longue vie. Elle a été pendant plusieurs années la doyenne de l’humanité et reste en 2022 la personne ayant vécu le plus longtemps au monde (avec certitude).
- Paul Camille Casimir Achille Philip, né le 12 octobre 1878 à Arles, et mort le 12 novembre 1959 à Béziers, est un organiste et compositeur français.
- Jean Étienne Laget (1896-1990), peintre.
- René Jouveau (1906-1997), écrivain français d'expression française et provençale.
- Miguel Devèze (1909-2000), artiste peintre et sculpteur.
- Marguerite Bermond (1911-1991), artiste peintre.
- Pierre Cour (1924-1997), auteur de chansons pour Dalida, Enrico Macias, Marcel Zanini.
- Patrice Cauda (1925-1996), poète.
- Jean-Maurice Rouquette (1931-2019), historien.
- Lucien Clergue (1934-2014), photographe.
- Jean-Jacques Loup (1936-2015), dessinateur de presse et auteur de bandes dessinées[155].
- Jean-Pierre Autheman (1946-2020), auteur de BD.
- Chantal Dupuy-Dunier, poétesse, née en 1949.
- José Maria Cordoba Montoya, né en 1950 ; économiste, homme politique et homme d’affaires français naturalisé mexicain en 1985, il fut l’éminence grise du président mexicain Carlos Salinas de Gortari.
- Jean-Paul Curnier, philosophe/écrivain né en 1951.

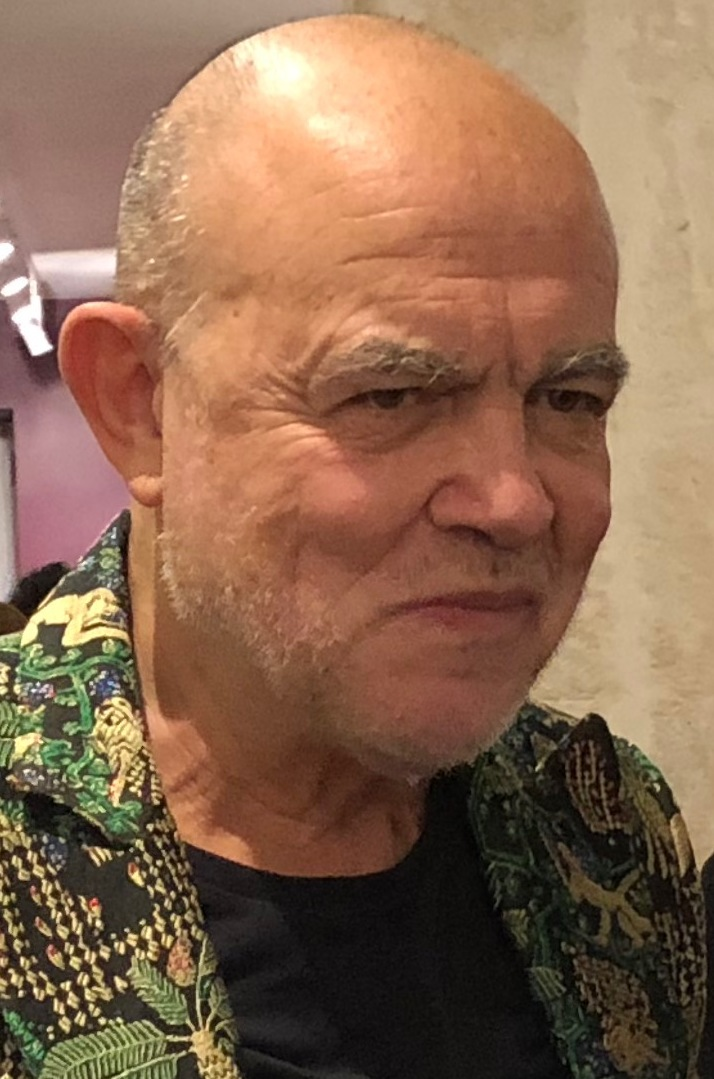
Christian Lacroix.

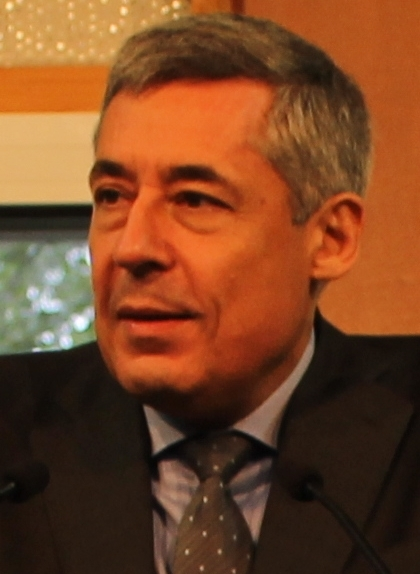
Henri Guaino.

- Christian Lacroix, couturier né en 1951.
- Anne-Marie David (née en 1952), chanteuse lauréate du prix de l’Eurovision 1973 avec Tu te reconnaîtras. Grand prix du disque de l’Académie Charles-Cros 1972 pour Aimer.
- Patrick de Carolis (né en 1953), présentateur, rédacteur, ex-président de France Télévisions (2005-2010) puis maire de la ville (depuis 2020).
- Chico Bouchikhi, musicien et guitariste français né en 1954.
- Henri Guaino, haut fonctionnaire et homme politique français né en 1957.
- Corinne Vezzoni, architecte française née en 1962.
- Laure Favre-Kahn, pianiste française, née en 1976.
- Vincent Parisi, Champion du monde de Jujitsu, né en 1977
- Juan Bautista, matador français, né en 1981.
- Djibril Cissé, footballeur international né en 1981.
- Gaël Givet, footballeur international né en 1981.
- Anthony Joubert, humoriste, né en 1982.
- Fabien Camus, footballeur français né en 1985.
- Mehdi Savalli, matador, né en 1985.
- Fanny Valette, actrice française, née en 1986.
- Joffrey Michel, joueur de rugby à XV, né en 1987.
- Samir Benmeziane, footballeur franco-marocain né en 1988.
- Anna Santamans, nageuse française internationale junior, née en 1993.
- Serhou Guirassy, footballeur international, né en 1996.
- ismeael Bennacer, footballeur international, né en 1997

### Ayant vécu en Arles
- Maximien, empereur romain entre 285 et 305 puis usurpateur en 310, se réfugie dans la cité de 308 jusqu’en 310.
- Gershom ben Salomon (XIIIe siècle), érudit juif, compilateur d'une encyclopédie, a peut-être vécu à Arles, ce qui lui vaut le surnom d'Arles.
- Bendich Ahin (XIVe siècle), médecin juif devenu en 1369 le médecin de Jeanne d'Anjou, comtesse de Provence.
- Jean Marie du Lau d'Allemans, martyr (30 octobre 1738 - 2 septembre 1792), béatifié par le pape Pie XI le 17 octobre 1926.
- Vincent van Gogh, peintre (1853-1890).
- Gabriel Tallon (1890-1972), ingénieur-chimiste puis botaniste.
- André Marchand (1907-1997), artiste peintre et lithographe.
- Guy Renne (1925-1990) - artiste peintre.
- Yvan Audouard, journaliste et écrivain.
- Louis Thiers, homme d'affaires français, ancien administrateur du groupe Pernod-Ricard et créateur de l'Union des clubs taurins de France.
- Maja Hoffmann, milliardaire suisse, mécène et propriétaire de la fondation Luma Arles, un grand centre d'Art contemporain qui ouvrira ses portes en 2018. Elle est la fille de Lukas Hoffmann cofondateur du WWF et la petite fille de Fritz Hoffmann-La Roche fondateur de l'entreprise pharmaceutique suisse Roche.
- Claude-Max Lochu, (1951), peintre vivant, depuis 2017, en Arles où il a installé son atelier.
- Piche (1996), drag queen, rappeur, danseur, y a vécu jusqu'à l'âge de 15 ans.
- David Ayala (1969), acteur, y a vécu toute son enfance et son adolescence.

### Héraldique et devises
| Blason de Arles | Blason  | D’azur au léopard lionné accroupi d’or, la queue remontant entre les jambes, la patte dextre élevée tenant un labarum de Constantin du même chargé d’une inscription de sable CIV.AREL. Devise / CriIl semble que la devise la plus connue : « AB IRA LEONIS » fut une devise de défi ; la ville menaçait ses ennemis de la colère du lion qui la personnifiait. Certains auteurs admettent que la devise : « AB IRA LEONIS » doit se compléter ainsi : « DEFENDE NOS DOMINE ! » (de la colère du lion [c’est-à-dire de nos ennemis], défendez-nous Seigneur !) Elle devient, dans ce cas, devise d’invocation ; cette interprétation est toutefois minoritaire. On trouve également « ALMA LEONIS URI ARELATENSIS HOSTIBUS EST, NISI AB IRA LEONIS et SENATUS POPULUSQUE FLORENTINUS ». Mais le texte « AB IRA LEONIS, URBS ARELATENSIS EST HOSTIBUS HOSTIS ET ENSIS », plus complet, correspond à la devise généralement admise de la ville. Frédéric Mistral la commente et en critique la prétention. |
| Blason de Arles | Détails | Le blason d’Arles comporte plusieurs références historiques. Le passé romain de la cité est rappelé par l’étendard tenu par le lion en souvenir de la fondation de la colonie en 46 av. J.-C. et par l’inscription « CIVitas ARELatensis » évoquant l’époque de Constantin Ier qui fit d’Arles une des capitales de l’Empire. C’est le premier âge d’or de la « petite Rome des Gaules » qui deviendra un grand centre religieux aux premiers temps de la Chrétienté. De cette période, le blason de la ville a gardé le monogramme du Christ (XP) au sommet de la bannière portée par le lion. Enfin avant de perdre son autonomie en 1251, Arles s’était rapproché de Venise. Le lion d’Arles aurait donc pour origine le fameux lion de saint Marc, emblème de la Sérénissime. Caesar de Nostradamus dans son Histoire et chronique de Provence, parle d’un sceau de cette ville figurant dans une ancienne charte. Ce sceau de plomb porte d’un côté la figure d’un lion contourné, avec cette devise : « NOBILIS IN PRIMIS DICI SOLET IRA LEONIS » ; de l’autre côté, un château à trois tours, celle du milieu plus élevée, avec cette autre devise : « URBS ARELATENSIS EST HOSTIBUS HOSTIS ET ENSIS ». |